# Sainte-Sophie (Constantinople)
Pour les articles homonymes, voir Sainte-Sophie et Grande Église.
Sainte-Sophie (du grec Ἁγία Σοφία, Hagía Sophía, litt. « sagesse de Dieu », « sagesse divine », nom repris en turc sous la forme Ayasofya) est une ancienne église byzantine devenue mosquée, située à Istanbul, dans l'ancienne Constantinople, sur le côté ouest du Bosphore.
À l'origine basilique chrétienne, elle est construite au IVe siècle, puis reconstruite bien plus grande au VIe siècle sous l'empereur byzantin Justinien, où elle acquiert sa forme actuelle. Souvent surnommée « la Grande Église », elle est le plus important monument de l'architecture byzantine et demeure l'une des plus prestigieuses églises de la chrétienté jusqu'au XVe siècle.
Après la prise de Constantinople par les armées ottomanes en 1453, elle est convertie en mosquée sous le sultan Mehmet II, statut qu'elle conserve jusqu'à la fin de l'Empire ottoman. En 1934, elle perd son statut de lieu de culte pour devenir un musée, sur décision de Mustafa Kemal Atatürk, devenant l'un des musées les plus visités de la république de Turquie. Puis le 10 juillet 2020, un décret du Conseil d'État turc décide sa réouverture au culte musulman comme mosquée, provoquant une vague de critiques internationales.
Sainte-Sophie est située sur une esplanade à la mesure de la gloire de l'ancienne Byzance, qui fait partie des zones historiques d'Istanbul inscrites en 1985 au patrimoine mondial de l'UNESCO.

## Histoire
Sainte-Sophie est consacrée à la « Sagesse Divine » (Ἁγία Σοφία / Hagía Sophía) identifiée à Jésus-Christ et non à une sainte humaine,.

### Premières basiliques

Localisation de Sainte-Sophie dans le centre de Constantinople.

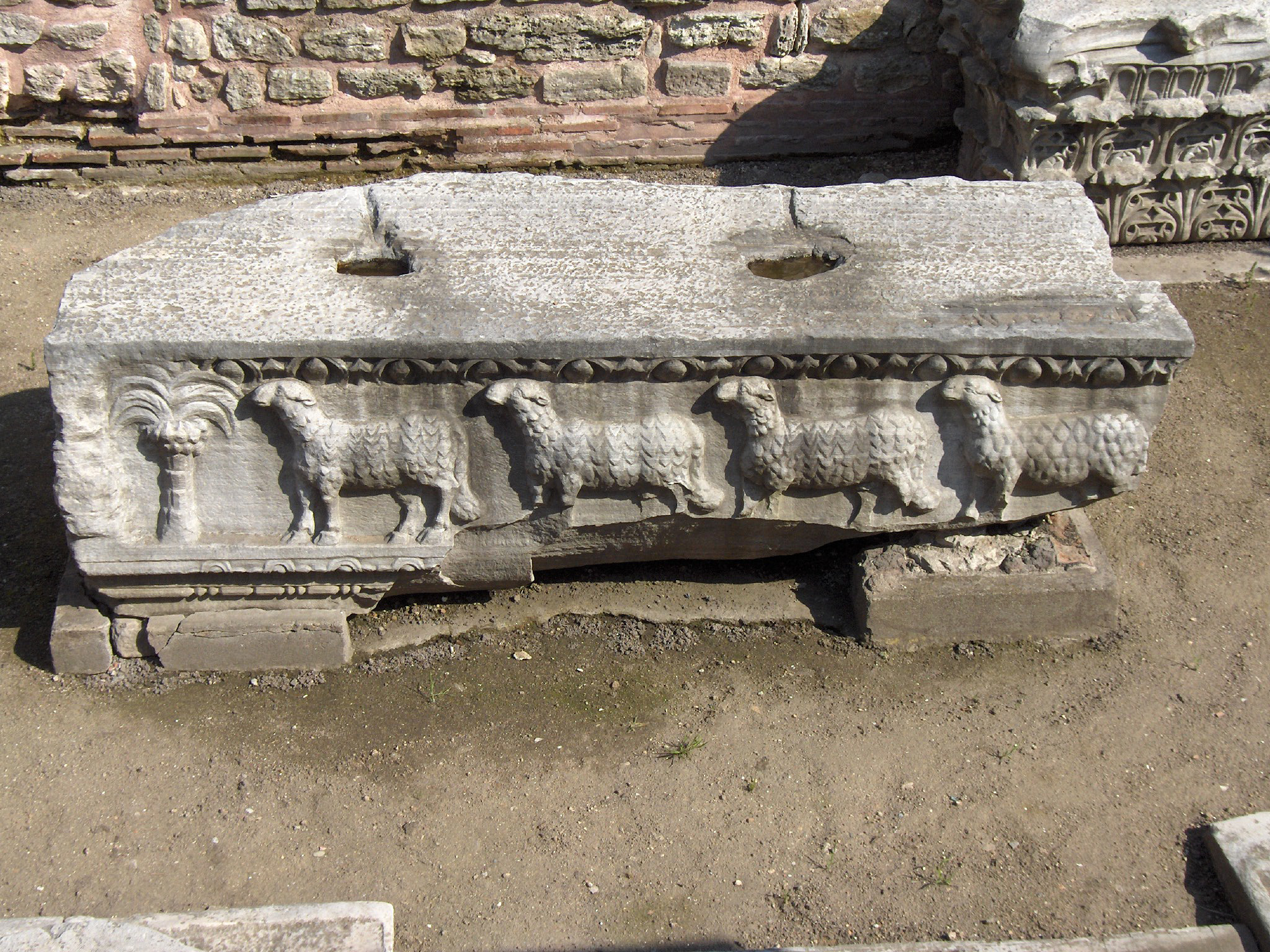
Pierre de la basilique commandée par Théodose II subsistant aujourd'hui, montrant l'Agneau de Dieu.

Sur le site de Sainte-Sophie de Constantinople se trouvait une église commandée par l'empereur Constantin en 325. Elle fut probablement érigée sur les ruines d'un ancien temple d'Apollon, sur une colline surplombant la mer de Marmara. C'est l'empereur Constance II qui consacra ce premier édifice, le 15 février 360. C'était alors la plus grande église de la ville, elle était communément appelée Μεγάλη Ἐκκλησία (Megálē Ekklēsíā, « la Grande Église »). On suppose qu'il s'agissait d'un bâtiment en pierre au toit de bois. Au début du Ve siècle, l'empereur Flavius Arcadius ratifia la déposition et l'exil de l'archevêque de Constantinople saint Jean Chrysostome, à la suite d'un bras de fer avec le patriarche Théophile d'Alexandrie que Jean avait été chargé de juger. L'édifice fut alors incendié lors d'une émeute en 404.
Il fut reconstruit en 415 par l'empereur Théodose II. Le bâtiment retrouva un plan basilical classique sous la direction de l'architecte Roufinos. La basilique fut consacrée le 8 octobre 415. Un siècle plus tard, elle subit une nouvelle fois le même sort funeste, le 13 janvier 532 pendant la sédition Nika, révolte du peuple envers l'empereur Justinien qui a embrasé la ville de Constantinople pendant six jours. Des vestiges subsistent devant le mur ouest de l'édifice actuel depuis 1935. De ces ruines, on distingue un escalier de cinq marches accédant à un portique, et trois portes vers le narthex. Le bâtiment faisait 60 mètres de large.
Après les émeutes de Nika en 532, l'empereur Justinien entreprend de refonder l'édifice dont il pose lui-même la première pierre.

### Église de Justinien

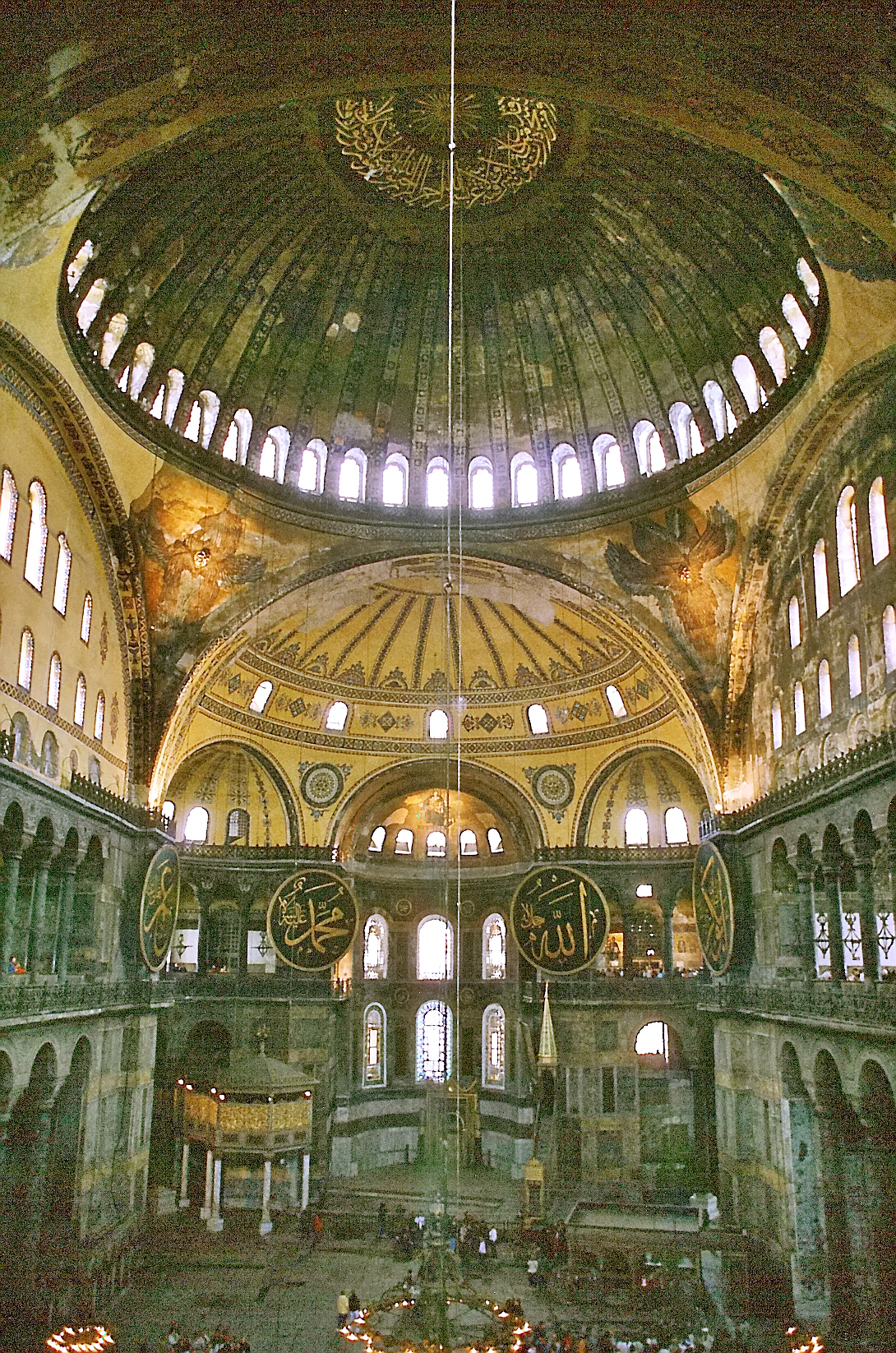
Intérieur de Sainte-Sophie. La coupole, datant du VIe siècle, culmine à 55 mètres au-dessus du sol.

Le 23 février 532, à peine quelques jours après la destruction de la seconde basilique, l'empereur Justinien prit la décision de la reconstruire, cette fois beaucoup plus grande et majestueuse que les deux précédentes, en la dédiant à la sagesse divine.
Justinien choisit comme architectes le physicien Isidore de Milet et le mathématicien Anthémius de Tralles, qui mourut au bout d'un an. Les architectes dessinèrent un bâtiment inspiré du Panthéon de Rome et de l'art chrétien primitif d'Occident. Ce style, qui connaît une certaine diversité de conceptions et de plans, est aujourd'hui qualifié de « byzantin ». Cette architecture byzantine a inspiré, à son tour, des architectes arabes, vénitiens et ottomans. La construction de l'église est décrite par l'historien byzantin Procope de Césarée, dans son ouvrage Sur les monuments (Περὶ κτισμάτων, De Ædificiis).
L'empereur avait fait venir des matériaux de tout l'Empire : des colonnes hellénistiques du temple d'Artémis à Éphèse, du porphyre d'Égypte, du marbre vert de Thessalie, des pierres noires de la région du Bosphore, d'autres de couleur jaune en provenance de Syrie. Le roi mérovingien de Paris, Childebert Ier († 558), répondant à une ambassade envoyée par Justinien, fit expédier à Constantinople du marbre noir de Moulis (Couserans) pour la décoration de la Grande Église. Plus de dix mille ouvriers furent employés pour cette construction.
La nouvelle église apparut immédiatement comme une œuvre majeure de l'architecture, le reflet des idées créatives des deux architectes. Il est possible que ceux-ci se soient inspirés des théories de Héron d'Alexandrie, dans la réalisation d'un dôme aussi considérable, couvrant un si large espace entièrement dégagé. Elle n'a plus alors son plan basilical pour un plan byzantin très sophistiqué et particulier. L'empereur put inaugurer la nouvelle église le 27 décembre 537, avec le patriarche Mennas, avec faste et solennité. La construction ne prit que 5 années et 10 mois. Les décors intérieurs, particulièrement les mosaïques, ne furent achevés que sous le règne de l'empereur Justin II (565–578).
Des tremblements de terre, en août 553 et le 14 décembre 557, causèrent des fissures sur le dôme principal et la demi-coupole de l'abside. Le 7 mai 558, un nouveau séisme provoqua la destruction totale du dôme central, qui s'écroula sur l'ambon, l'autel et le ciborium, les détruisant entièrement. L'empereur ordonna une restauration immédiate, faisant appel à Isidore le Jeune, neveu d'Isidore de Milet. On utilisa cette fois des matériaux aussi légers que possible, et on donna à l'édifice ses mesures actuelles : rehaussé de 6,25 m, le dôme atteignit alors sa hauteur totale de 55,6 m.
Cette reconstruction donna à l'église sa forme définitive, qui remonte donc au milieu du VIe siècle. Pour cette nouvelle consécration, présidée par le patriarche de Constantinople Eutychius, le 23 décembre 562, le poète byzantin Paul le Silentiaire composa un long poème épique connu aujourd'hui sous le nom d'Ecphrasis.
Sainte-Sophie était le siège du patriarche orthodoxe de Constantinople et le lieu d'accueil principal des cérémonies impériales byzantines, comme le couronnement des empereurs. L'église jouait aussi le rôle de lieu d'asile pour les malfaiteurs.
En 726, l'empereur Léon l'Isaurien émit un certain nombre d'édits contre la vénération des images. Il ordonna à l'armée de détruire les icônes, inaugurant ainsi la période iconoclaste, durant laquelle Sainte-Sophie fut dépouillée de toute représentation peinte ou sculptée. Après un bref répit sous l'impératrice Irène, le mouvement reprit de l'ampleur : l'empereur Théophile (829–842), dernier partisan de l'iconoclasme byzantin, interdit les images sculptées. Une double porte de bronze portant son monogramme fut installée à l'entrée sud de l'église.
En 740, un nouveau séisme fit beaucoup de dégâts, au point que l'Église orthodoxe de Constantinople commémore tous les 26 octobre le « jour du grand et effrayant tremblement de terre ».
L'église souffrit fortement d'abord d'un incendie en 859, puis d'un nouveau séisme le 8 janvier 869, qui provoqua l'écroulement de la moitié de la coupole. L'empereur Basile Ier fit les réparations nécessaires.
Le 25 octobre 989, une nouvelle secousse, très importante, détruisit encore la coupole. L'empereur Basile II chargea l'architecte arménien Trdat, créateur des grandes églises d'Ani et Agine, de restaurer le dôme. Ces réparations de grande ampleur, qui touchèrent aussi bien l'arche occidentale que la moitié de la coupole, durèrent six ans. L'église rouvrit ses portes le 13 mai 994.
Dans son livre De caerimoniis aulae Byzantinae (Livre des Cérémonies), l'empereur Constantin VII Porphyrogénète (913–919) donne tous les détails sur les cérémonies célébrées à Sainte-Sophie, tant par l'empereur que par le patriarche.

### Occupation latine (1204–1261)

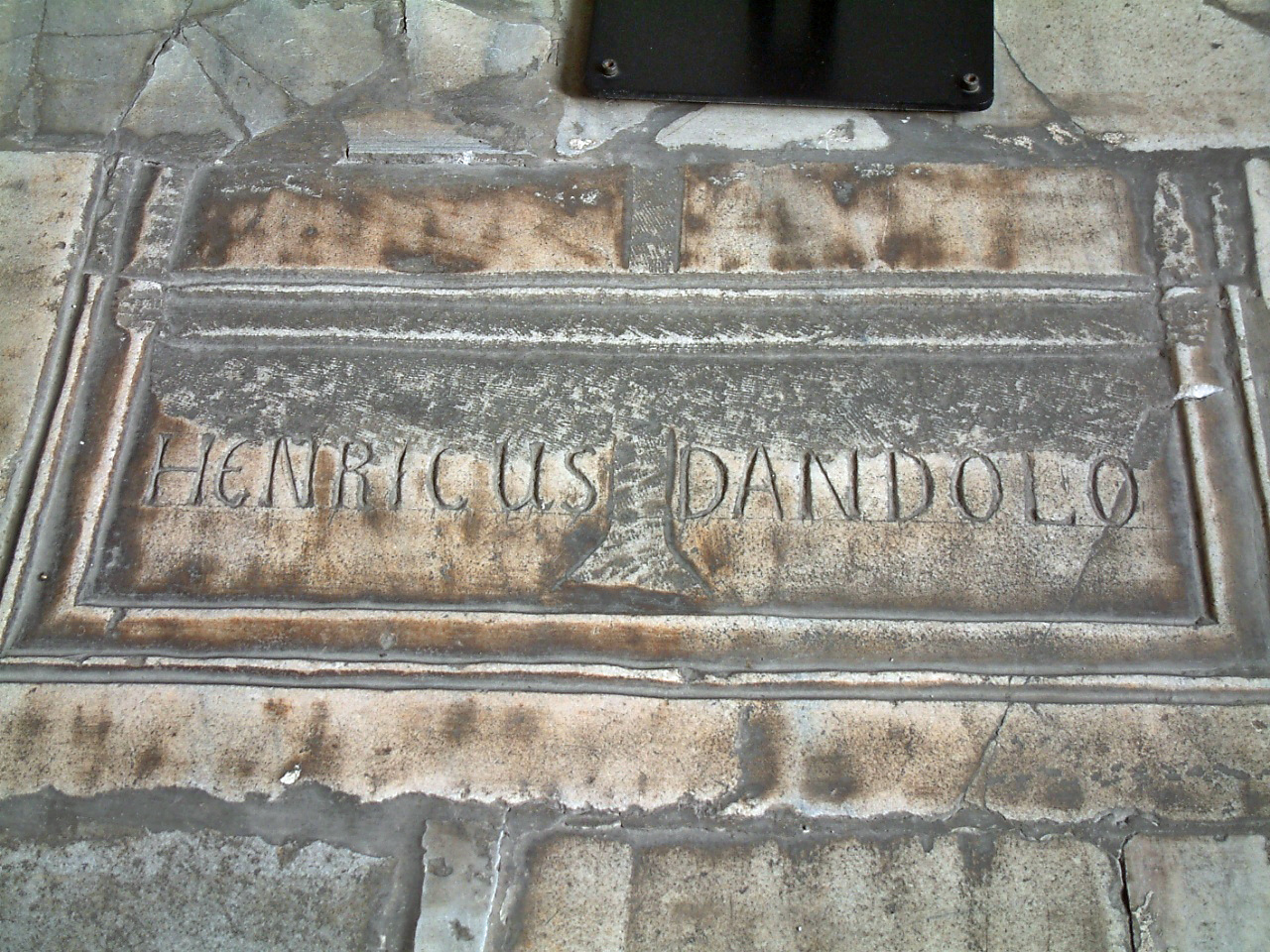
Inscription du XIXe siècle, marquant, dans la basilique, l'emplacement de la tombe d'Enrico Dandolo, doge de Venise, l'un des initiateurs de la quatrième croisade.

Au cours du sac de Constantinople, en 1204, durant la quatrième croisade, l'église fut pillée par les croisés. L'historien byzantin Nicétas Choniatès décrit ainsi la destruction de l'autel pour en récupérer les matières précieuses. Durant l'occupation latine de Constantinople (1204–1261), la basilique devint le siège du patriarche latin de Constantinople. Baudouin VI de Hainaut fut couronné empereur le 16 mai 1204 à Sainte-Sophie, observant au plus près les rites byzantins en usage. Le doge de Venise Enrico Dandolo, l'un des chefs de la croisade, fut enterré dans la basilique. La plaque qui marque l'emplacement supposé de sa tombe ne date que du XIXe siècle.
L'église subit deux séismes en 1231 et 1237. Selon certains auteurs, les arcs-boutants du côté ouest (et éventuellement d'autres aujourd'hui englobés dans d'autres structures) auraient été ajoutés au cours de la période latine. Le premier patriarche latin, Thomas Morosini, orna l'autel de colonnes de marbres prélevées dans une autre église.

### Sous les Paléologues (1261–1453)
Les Byzantins reprirent la ville en 1261. En 1317, l'empereur Andronic II Paléologue fit construire quatre nouveaux arcs-boutants à l'est et au nord. Après de nouveaux dégâts causés dans le dôme par un nouveau séisme en octobre 1344, d'autres parties du bâtiment s'écroulèrent le 19 mai 1346. L'église ne put rouvrir ses portes qu'en 1354, une fois les réparations menées à bien par les architectes Astraes et Peralta.

### Mosquée de l'époque ottomane

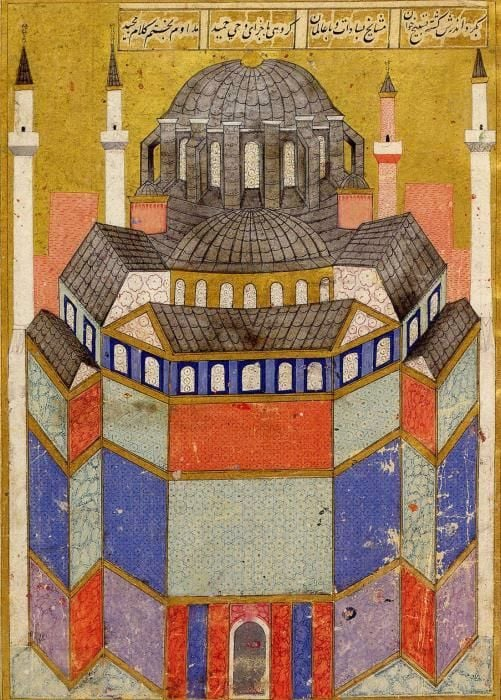
Sainte-Sophie, 1581.

En 1453, immédiatement après la prise de Constantinople par les Ottomans, la basilique fut convertie en mosquée, conservant le même nom, Ayasofya, comme symbole de la conquête. Contrairement au sort d'une grande majorité d'édifices chrétiens, soumis aux pillages intensifs des troupes du sultan, Sainte-Sophie fut épargnée sur ordre de Mehmed II, qui lui attachait une grande importance. À cette époque, le bâtiment était très délabré : plusieurs de ses portes ne tenaient plus. Cet état de la basilique a été décrit par plusieurs visiteurs occidentaux, comme le gentilhomme cordouan Pedro Tafur et le Florentin Cristoforo Buondelmonti. Mehmed II ordonna le nettoyage immédiat de l'église et sa conversion en une mosquée. Contrairement aux autres mosaïques et peintures murales des églises de la ville, la mosaïque de Marie dans l'abside de Sainte-Sophie ne fut pas, pour des raisons obscures, recouverte de lait de chaux par ordre de Mehmed II. Pendant cent ans, elle fut couverte d'un voile puis eut le même traitement que les autres. Le sultan suivant, Bajazet II, fit ériger un nouveau minaret, en remplacement de celui construit par son père.

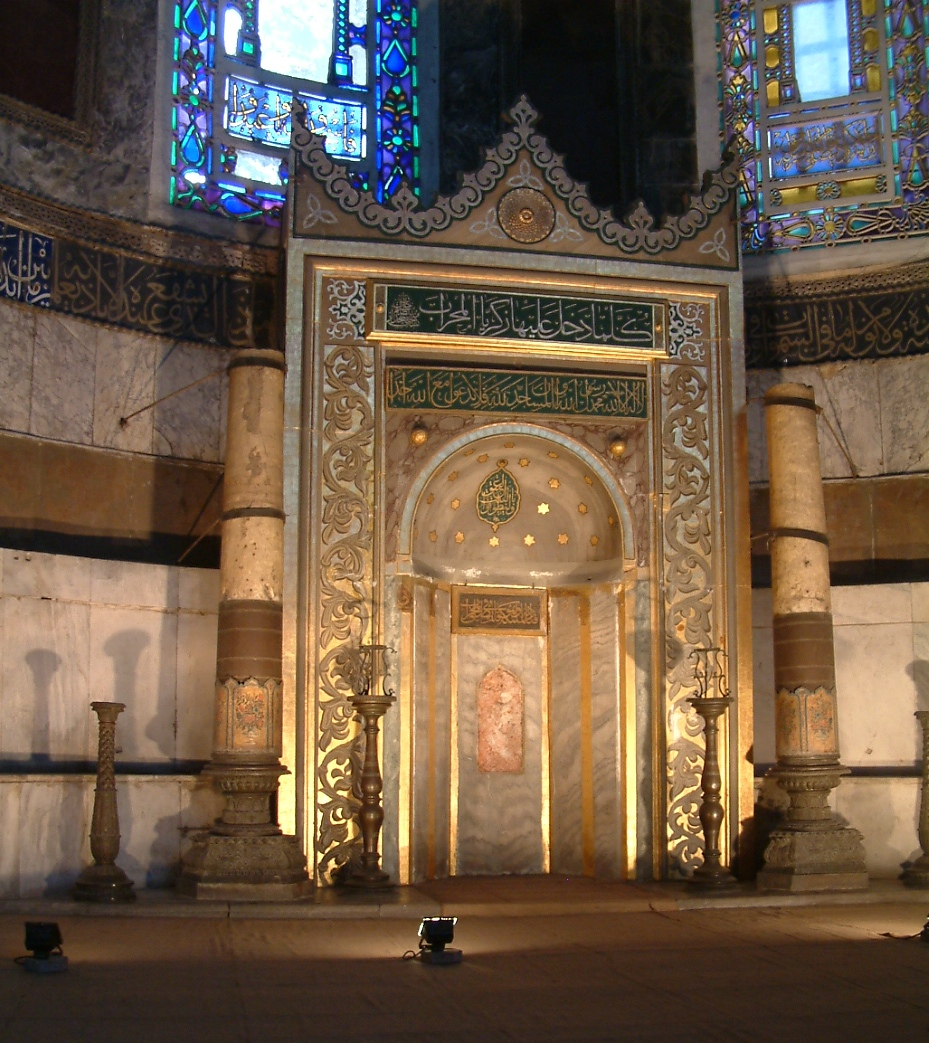
Le mihrab, dirigé vers La Mecque, flanqué des deux chandeliers colossaux de Soliman le Magnifique. Il est situé dans l'abside, à l'emplacement de l'autel.

Au XVIe siècle, le sultan Soliman le Magnifique (1520–1566) rapporta deux chandeliers colossaux de sa conquête de la Hongrie. Ils furent placés de chaque côté du mihrab. Mais au cours du règne de Sélim II (1566–1577), le bâtiment commença à montrer des signes de fatigue et dut être stabilisé par l'ajout de contreforts externes massifs. Ces travaux d'envergure furent accomplis par le grand architecte ottoman Sinan, qui construisit les deux autres grands minarets de l'extrémité ouest du bâtiment, la loge originale du sultan et le mausolée de Sélim II, au sud-est, en 1577. Les mausolées de Mourad III et Mehmed III furent construits à ses côtés dans les années 1600.
D'autres additions ont été réalisées plus récemment, comme le minbar (estrade pour les sermons) décoré de marbres, et la loggia pour le muezzin. Le sultan Mourad III (1574–1595) plaça des deux côtés de la nef les deux grandes urnes hellénistiques en albâtre, transportées depuis Pergame. Le sultan Mahmoud Ier ordonna la restauration de l'édifice en 1739 et ajouta une médersa (une école coranique, actuellement la bibliothèque du musée), une soupe populaire (pour la distribution aux pauvres), une bibliothèque et, en 1740, une fontaine d'ablutions rituelles (Şadirvan), transformant ainsi le bâtiment en un külliye, c'est-à-dire un vaste complexe social. Dans le même temps furent construits une nouvelle galerie pour le sultan ainsi qu'un nouveau mihrab.

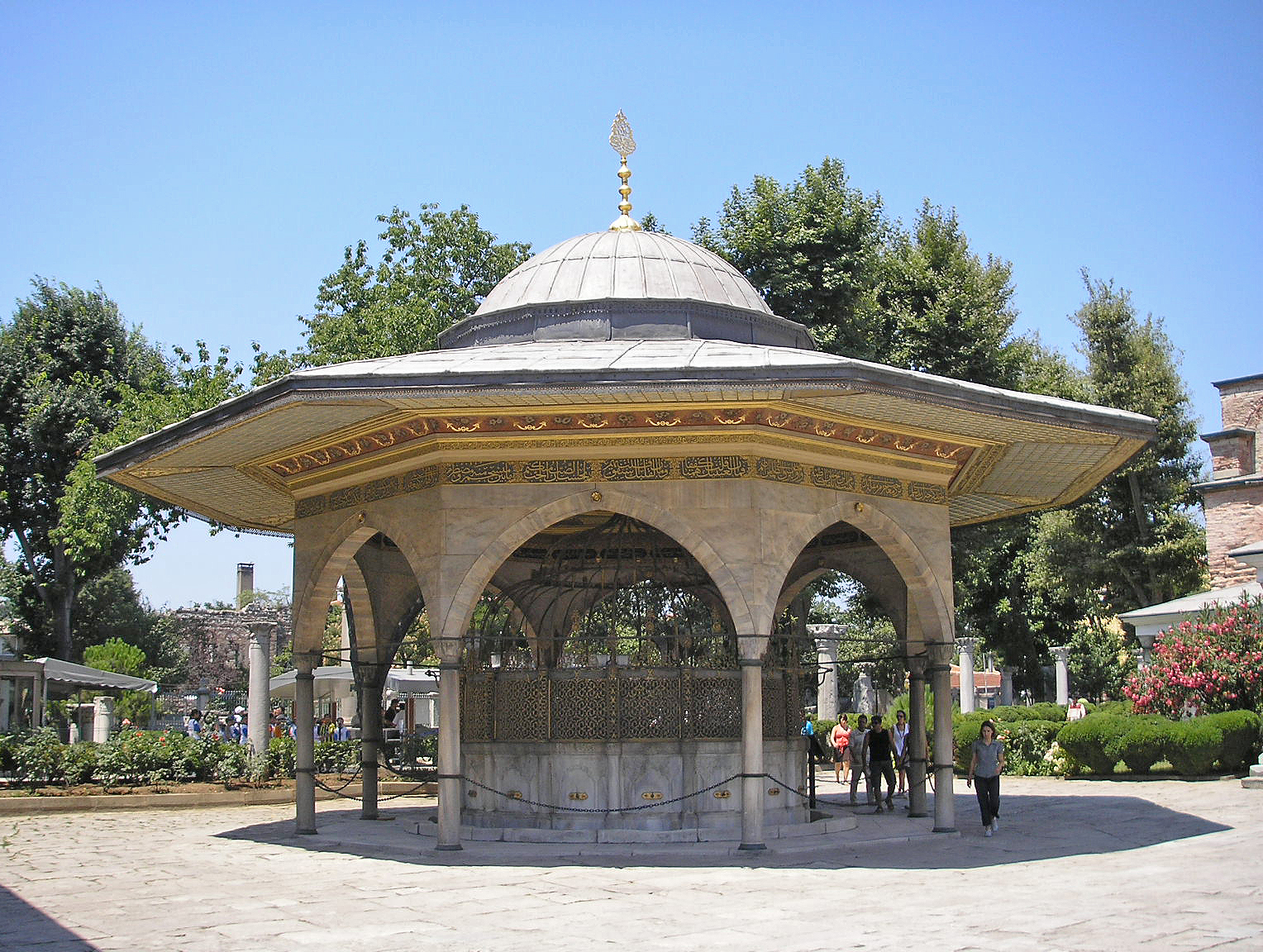
Fontaine (Şadirvan) pour les ablutions rituelles.

La mieux connue des restaurations de Sainte-Sophie fut celle menée entre 1847 et 1849 par le sultan Abdülmecid, accomplie par plus de 800 ouvriers dirigés par deux architectes suisses, les frères Gaspare et Giuseppe Fossati. Les travaux portèrent sur la consolidation de la coupole et des voûtes, le redressement des colonnes et la révision de la décoration intérieure et extérieure. Les mosaïques de la galerie furent nettoyées. Les anciens lustres furent remplacés par de nouvelles suspensions plus facilement accessibles. Les Fossati ajoutèrent un minbar (chaire) et six panneaux calligraphiés, qui seront remplacés en 1859 par huit panneaux circulaires.
En 1850, les Fossati construisirent une nouvelle galerie du sultan dans le style néo-byzantin, reliée au pavillon royal situé derrière la mosquée. À l'extérieur du bâtiment furent érigés un nouveau bâtiment pour le gardien du temps et une nouvelle médersa. Les minarets furent modifiés de manière à égaliser leurs hauteurs respectives. La restauration achevée, la mosquée fut rouverte dans de fastueuses cérémonies, le 13 juillet 1849.
On notera également le travail de l'architecte français Alexandre Raymond (1872–1941), ayant vécu durant cinquante années à Constantinople, auteur de La Basilique d'Ayia-Sophia de Constantinople, 88 représentations des ornements et mosaïques de Sainte-Sophie avant sa conversion en mosquée – dont le Christ Pantocrator de la coupole centrale recouvert, au XIXe siècle, de versets du Coran.

### République de Turquie

#### Conversion en musée
En 1918, le dernier gouvernement Jeunes-Turcs dirigé par Talaat Pacha, dont le pays est vaincu par les puissances de l'Entente à l'issue de la Première Guerre mondiale, projette de dynamiter Sainte-Sophie[réf. nécessaire]. Après la chute de l'Empire ottoman, l'édifice perd de facto son statut de « grande mosquée de l'empire » et n'a dès lors plus de statut supérieur par rapport aux autres mosquées de Turquie.
À son arrivée au pouvoir, Mustafa Kemal Atatürk décide de poursuivre la restauration de Sainte-Sophie ; la direction des travaux est attribuée au Byzantine Institute of America en 1931. Le 3 février 1932, une récitation du Coran en turc est organisée à Sainte-Sophie et diffusée à la radio, dans le contexte d'une réforme dont l'objectif est de « turquifier l'islam ». En 1934, Atatürk désaffecte le lieu du culte pour « l'offrir à l'humanité », il fait décrocher les grands panneaux circulaires portant le nom d'Allah, de Mahomet et des califes : Sainte-Sophie devient un musée. Pour l'historien Edhem Eldem, cette transformation « incarne la laïcisation du pays et la promotion de l'universalisme occidental ».
Elle est ainsi, en 2018, le deuxième musée le plus visité de Turquie avec 2 890 873 visiteurs derrière le palais de Topkapı (2 980 450 visiteurs) et devant le musée Mevlâna (2 817 386 visiteurs).
En 1951, le gouvernement Menderes fait remettre en place les grands panneaux aux caractères arabes portant les noms d'Allah et de Mahomet, qui avaient été retirés par Atatürk.

#### Dégradations
En 1993, une mission de l'UNESCO en Turquie constate plusieurs altérations : le plâtre s'effrite, la pollution a sali les parements de marbre, des fenêtres sont cassées, des peintures décoratives sont endommagées par l'humidité, le toit en plomb est vétuste. Les efforts de restauration de l'édifice sont renforcés et continuent à ce jour.
Sainte-Sophie a souffert de séismes à de nombreuses reprises : en 553, 557, 558, 865, 869, 986, 1344, 1346, 1462, 1500, 1509, 1719, 1754, 1766, 1894 et 1999. Aussi est-elle équipée de capteurs sismiques depuis 1991 dont les informations sont transmises en temps réel à des chercheurs de l'université du Bosphore. Elle fait également l'objet d'une simulation par ordinateur pour prédire son comportement en cas de séisme majeur.
Le long héritage de Sainte-Sophie, successivement basilique chrétienne, mosquée et musée très fréquenté, pose un défi délicat en matière de restauration. L'héritage iconographique de mosaïques chrétiennes est progressivement dévoilé mais des créations artistiques musulmanes doivent être détruites pour les mettre au jour. Les restaurateurs tentent de conserver les deux expressions artistiques et religieuses.

#### Conversion en mosquée
En 2012, une centaine de militants issus du Parti de la grande unité, un parti islamiste et nationaliste, font campagne pour que le musée redevienne une mosquée, notamment en organisant une prière musulmane sous la coupole byzantine. En 2013, Bülent Arınç, vice-Premier ministre et porte-parole du gouvernement islamo-conservateur de Recep Tayyip Erdoğan, déclare envisager que cette transformation ait lieu. À cet effet, une commission parlementaire a été créée.
En 2014, l'USCIRF (United States Commission on International Religious Freedom) condamne les tentatives du Parlement turc de modifier le statut de Sainte-Sophie et de transformer ce musée en mosquée. Dans une déclaration rendue publique à l'époque, l'USCIRF écrit :

« Faire d’Hagia Sophia une mosquée serait clairement un geste provocateur et de division. Le message qui serait perçu est que le gouvernement actuel n’a que peu ou aucune considération pour la sensibilité des communautés religieuses minoritaires turques, en particulier son ancienne communauté chrétienne. »

Le ministère grec des Affaires étrangères réagit par une déclaration écrite : « L’obsession proche du sectarisme de pratiquer des rites musulmans dans un monument du patrimoine culturel mondial est incompréhensible et révèle un manque de respect et de lien avec la réalité. » Le ministère a ajouté que de telles pratiques étaient en contradiction avec les valeurs des sociétés modernes, démocratiques et laïques.
Durant la campagne des élections municipales turques de 2019, le 27 mars, le président Recep Tayyip Erdoğan déclare que « le temps est venu » de faire de Sainte-Sophie une mosquée à la place du musée actuel. « Une telle décision serait susceptible de provoquer la colère des chrétiens et d’attiser les tensions avec la Grèce voisine », commente Le Monde. Erdoğan affirme que cela serait une demande du peuple turc et annonce attendre la fin des élections avant de prendre sa décision sur le statut de Sainte-Sophie après les élections.
Le 2 juillet 2020, la Cour suprême de Turquie donne son feu vert au changement du statut de Sainte-Sophie.
Si les autorités turques transforment l'édifice en mosquée, cela constituera une menace pour toute « civilisation chrétienne », ainsi que pour la « spiritualité » et l'« histoire » de la Russie, s'alarme le patriarche de l'Église orthodoxe russe Cyrille. Il ajoute que cela « blesserait profondément le peuple russe », qui, « aujourd'hui comme hier, accueille avec amertume et indignation toute tentative d'humilier ou de fouler aux pieds le patrimoine spirituel millénaire de l'Église constantinopolitaine »,.

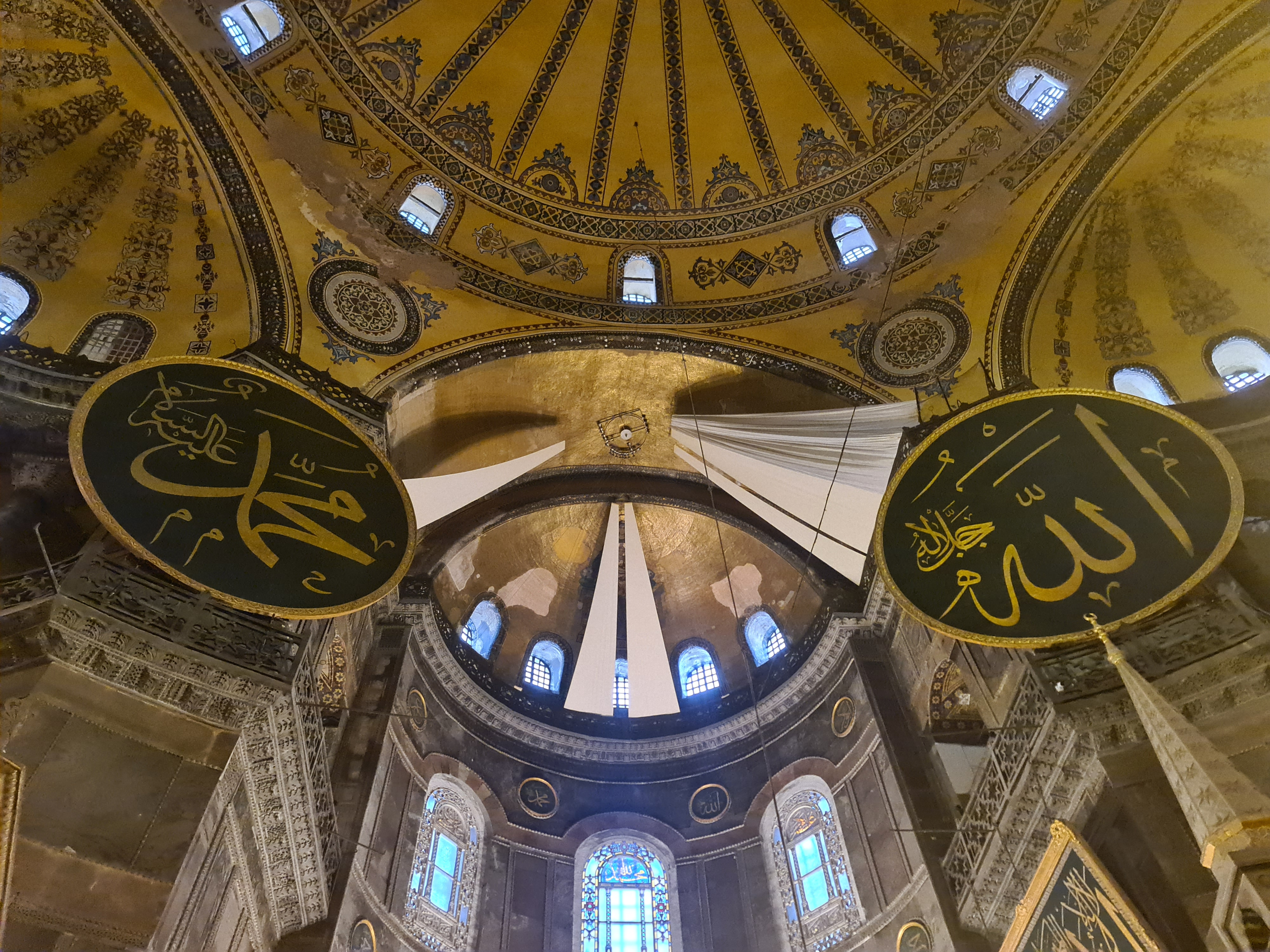
Depuis 2020, les mosaïques de l'abside sont masquées en permanence par de grands voiles blancs.

Le 10 juillet 2020, le décret de transformation de Sainte-Sophie en mosquée est publié, suscitant de nombreuses condamnations au niveau international. Ainsi, de nombreux États et organisations internationales font part de leurs protestations ou inquiétudes concernant le changement de statut, dont la France, la Grèce, les États-Unis, la Russie, l'Union européenne, ou encore l'UNESCO qui « regrette profondément l’absence de dialogue et d’information » sur ce changement de statut de l'édifice byzantin pris sans concertation.
Le 24 juillet 2020, jour du 97e anniversaire du traité de Lausanne qui fixe les frontières de la Turquie contemporaine, le ministre des Affaires religieuses Ali Erbaş y préside la première prière du vendredi depuis 86 ans, en présence du chef de l'État Recep Tayyip Erdoğan et d'environ 350 000 fidèles,,,. Dix jours plus tard, le muezzin s'étant porté volontaire pour appeler à la prière décède d'une crise cardiaque dans le bâtiment, suscitant l'émotion,.

## Patrimoine mondial de l'humanité
Sainte-Sophie est située sur l'emplacement des zones historiques d'Istanbul (765,5 hectares) inscrites en 1985 au Patrimoine mondial de l'Unesco. Le comité du Patrimoine mondial de l'Unesco a demandé à la Turquie de présenter d'ici le 1er février 2022 un rapport sur l'état de conservation de la basilique, exprimant « sa profonde préoccupation » sur les conséquences de sa transformation en mosquée.
Point stratégique sur la péninsule du Bosphore entre les Balkans et l'Anatolie, la mer Noire et la Méditerranée, la ville d'Istanbul a été associée à de grands événements politiques, religieux et artistiques pendant plus de 2 000 ans. Ses chefs-d'œuvre comprennent l'ancien hippodrome de Constantin, l'ancienne basilique Sainte-Sophie qui date du VIe siècle et la mosquée Süleymaniye, du XVIe siècle ; ils sont actuellement menacés par la surpopulation, la pollution industrielle et une urbanisation incontrôlée.

## Architecture

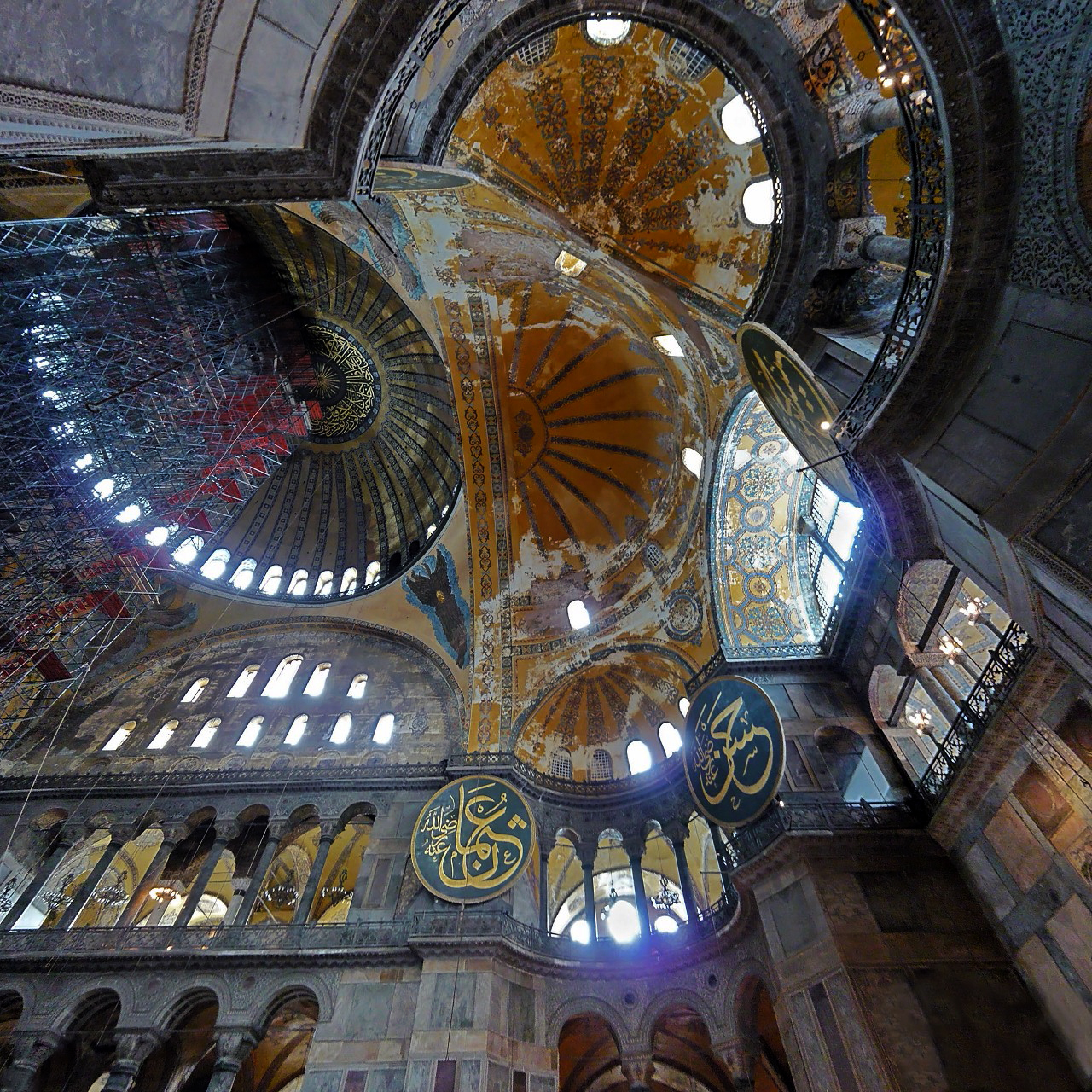
Vue de la conception faite d'une coupole flanquée de demi-coupoles en absides et absidioles, dégageant au maximum un immense volume intérieur libre de toute structure et éclairé de nombreuses fenêtres.

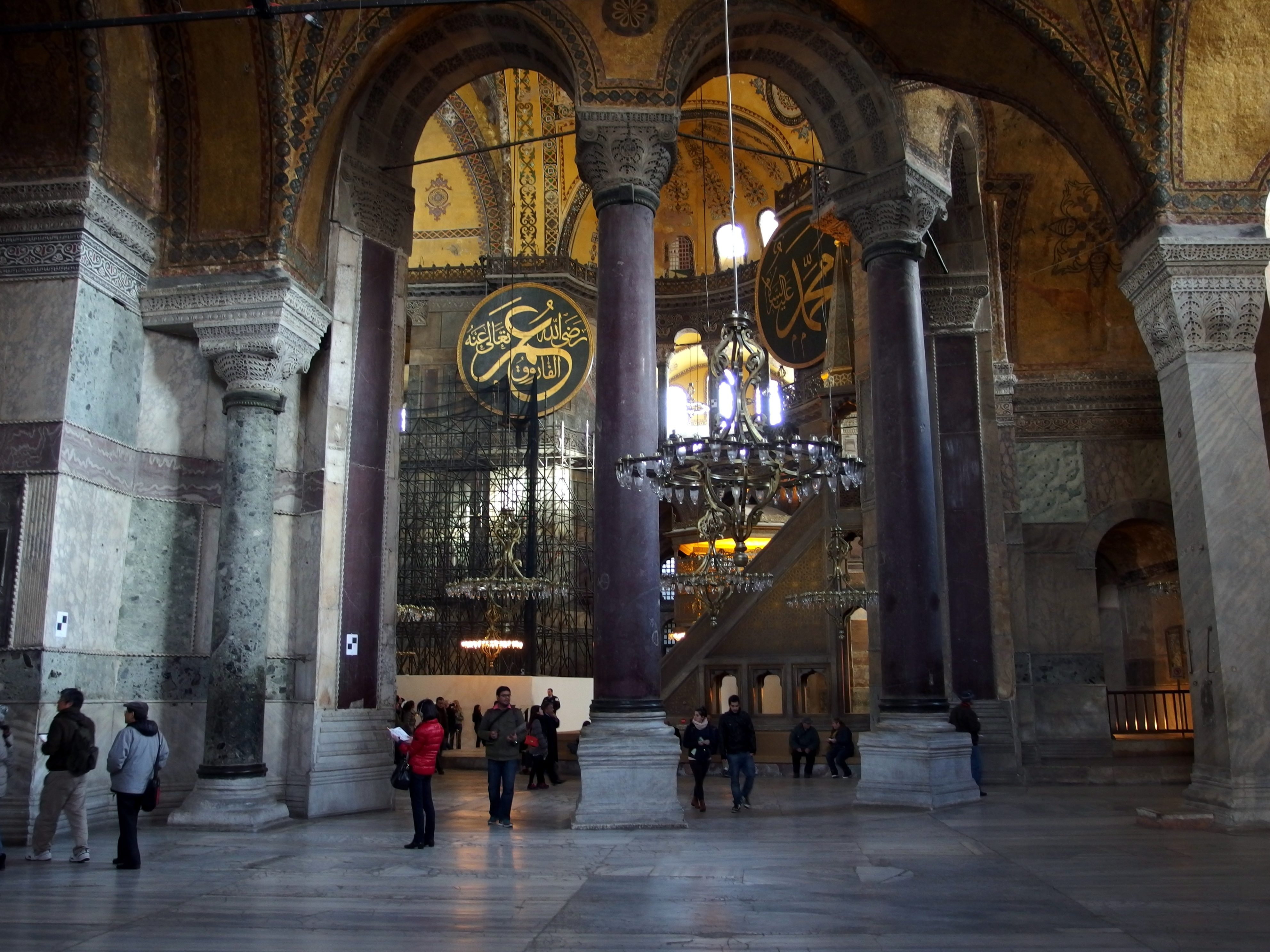
Parmi les colonnes monumentales du niveau inférieur, celles des quatre coins de la « nef » centrale, qui soutiennent les absidioles, sont en porphyre rouge.

Sainte-Sophie est le monument le plus important de l'architecture byzantine. Sa décoration intérieure de marbre couvrant tous les sols et les murs, ses mosaïques à fond d'or couvrant autrefois toutes les voûtes et coupoles (aujourd'hui en grande partie couvertes sous les enduits ou disparues), ses colonnes monumentales en diverses roches précieuses, son plan complexe et original mais cohérent, sa couverture en coupole et demi-couples qui semble suspendue dans les airs, ses nombreux étages de fenêtres distribuant abondamment la lumière dans tout l'édifice, et surtout l'immensité du volume intérieur qui a pu être dégagé, font sa valeur technique et artistique. Justinien a lui-même supervisé l'achèvement de la basilique, la plus grande jamais construite à ce moment, qui devait rester la plus grande église du monde jusqu'à l'achèvement de la cathédrale Notre-Dame du Siège de Séville.
La basilique de Justinien est à la fois le point culminant des réalisations architecturales paléochrétiennes dérivées de l'Antiquité tardive romaine, et le premier chef-d'œuvre de l'architecture byzantine, qui marquera profondément tout le Moyen Âge qu'elle inaugure d'un point de vue architectural. Son influence s'est exercée profondément et de manière durable, sur l'architecture orthodoxe orientale, mais aussi tout autant sur celles de l'Église catholique et du monde musulman, et elle est restée un modèle insurpassé et admiré durant des siècles.

### Plan et conception générale

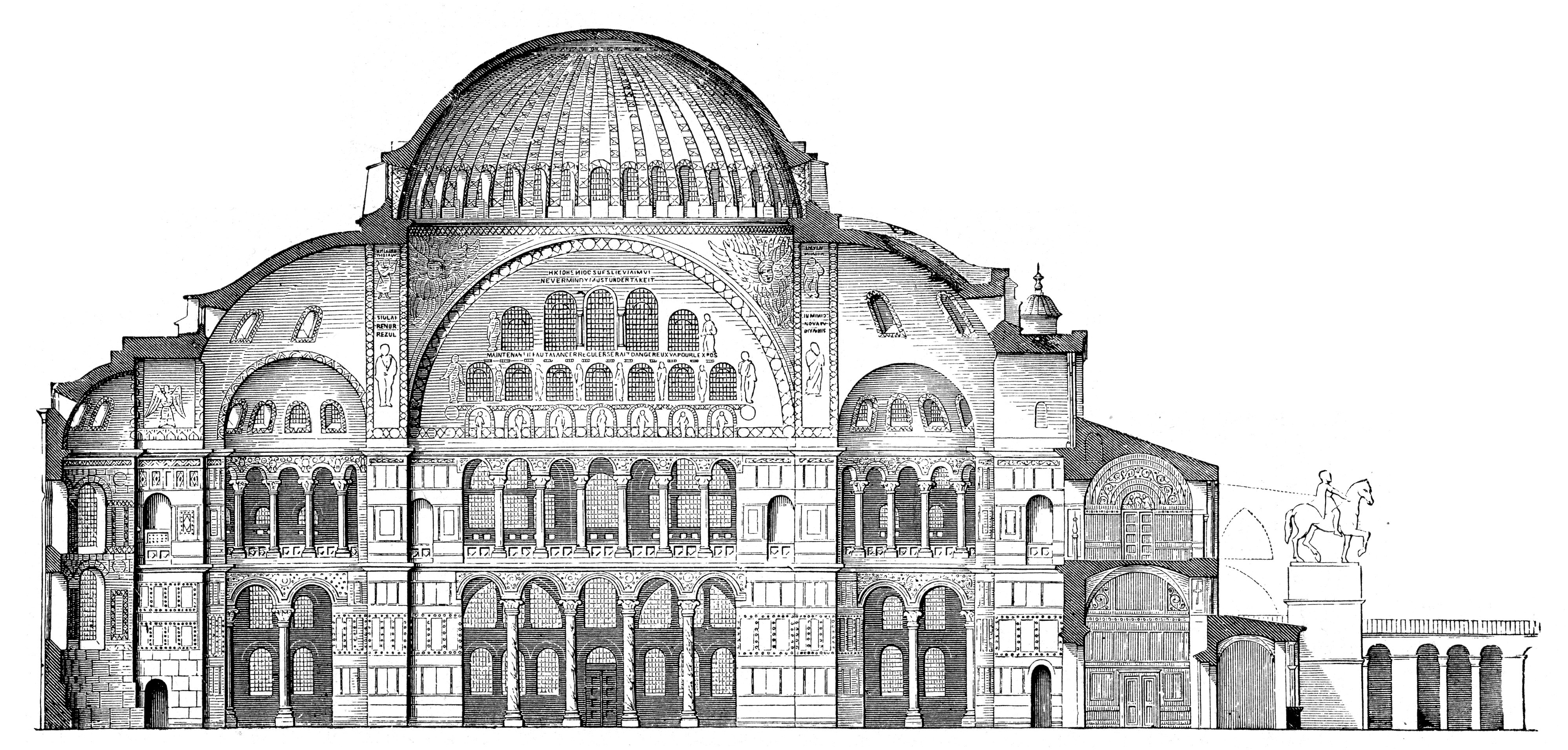
Coupe de Sainte-Sophie.

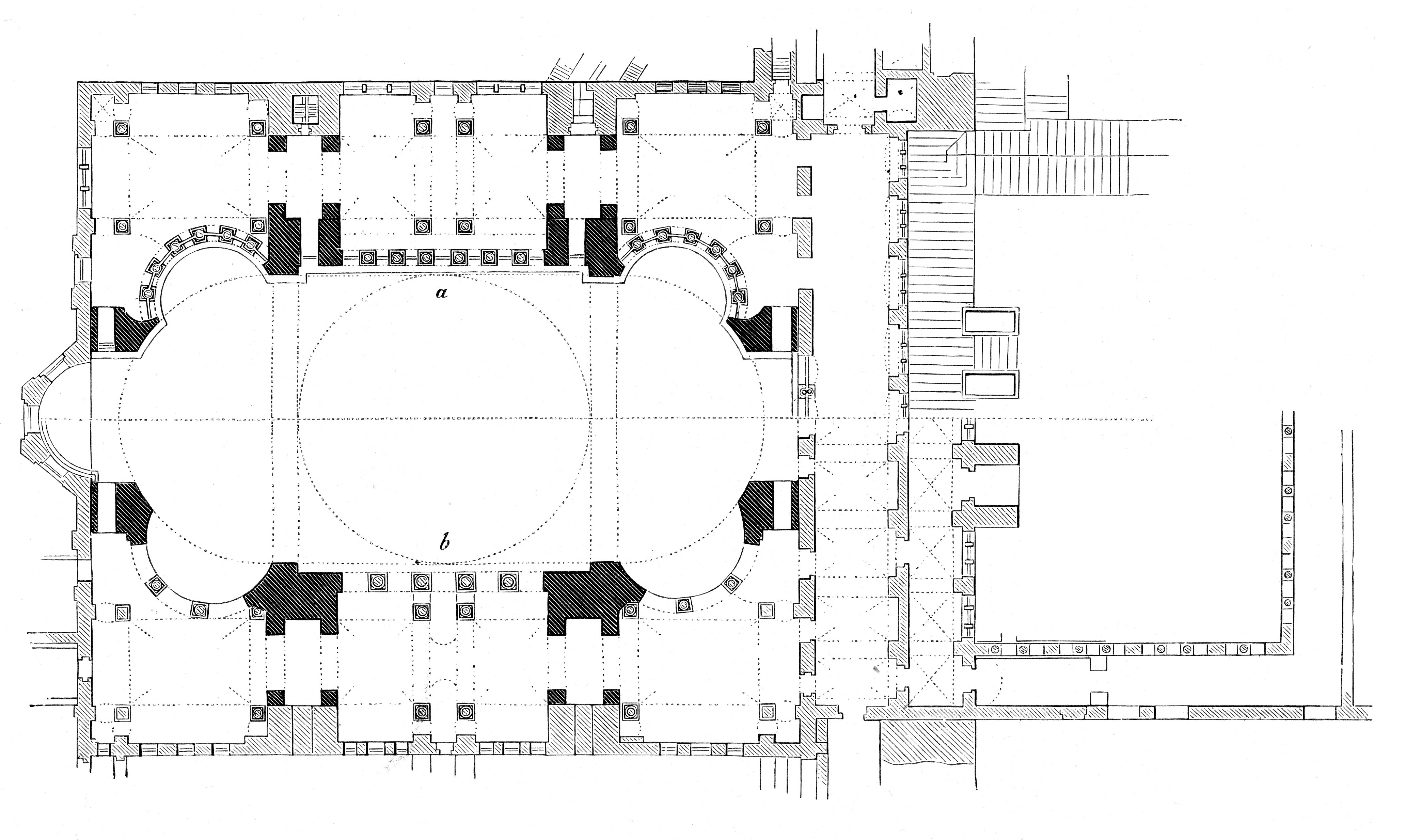
Sainte-Sophie sous Justinien.
En haut : plan à l'étage supérieur.
En bas : plan au rez-de-chaussée.

Le bâtiment principal de la basilique (sans les annexes ni la galerie du narthex) forme un espace rectangulaire de 77 mètres de longueur sur 71 mètres de largeur au sol.
Le plan et la structure interne sont complexes, mais ils répondent à une logique d'ensemble qui aboutit à une grande unité de l'espace. Il s'agit de la synthèse de deux sortes de plans traditionnels de l'architecture byzantine, très différents et a priori inconciliables : le plan basilical, en longueur avec une nef bordée de colonnades, éclairée latéralement par des fenêtres hautes, et menant à une abside, et le plan centré dominé par une grande coupole au milieu de l'édifice entourée d'absides et d'absidioles.
Ici, la « nef » principale, très large, est constituée par le carré central, qui mesure 100 pieds byzantins de côté (un peu plus de 32 mètres), couvert par la coupole sur pendentifs, auquel s'ajoutent deux très larges absides (de la même largeur que le carré central et la coupole) sur deux côtés opposés, couvertes par des demi-coupoles et mesurant 50 pieds byzantins de profondeur. Ces deux absides sont chacune élargies sur leurs côtés par deux grandes absidioles, également couvertes par des demi-coupoles plus petites.
On obtient ainsi au total une nef environ deux fois plus longue que large. Les deux autres côtés du carré central sont bordés par les colonnades (ouvrant sur des bas-côtés très larges), surmontées par un second niveau de colonnades moins hautes (donnant sur les tribunes, qui sont tout aussi vastes), qui supportent elles-mêmes de hauts murs demi-circulaires qui ferment ces deux côtés vis-à-vis de l'extérieur et qui sont percés par deux étages de fenêtres hautes, le tout formant ainsi une très haute nef basilicale éclairée latéralement.
Cela est permis parce que ces murs ne sont pas porteurs : la coupole repose en effet uniquement sur quatre gros piliers grâce à la technique des pendentifs qui permet de libérer entièrement les quatre côtés du carré central. Au-delà des quatre énormes piliers, ces colonnades se poursuivent dans les absidioles latérales des deux grandes absides, puisque chaque absidiole est portée en son centre par deux colonnes, en porphyre rouge afin qu'elles soient plus visibles. Les quatre gros piliers s'insèrent donc dans les longues colonnades latérales ainsi formées, ils sont décorés de fausses colonnes de porphyre ou de marbre vert selon les côtés, intégrées au décor de placage, pour simuler symboliquement la continuité des colonnades à travers ces piliers ; ils se trouvent ainsi comme camouflés dans les lignes générales de la nef, leur aspect est du moins considérablement allégé.
Les colonnes monumentales de la basilique, de diverses tailles et formes selon leur fonction, sont constituées de différents granites, marbres, porphyres, et l'on peut calculer que les plus importantes pèsent au moins 70 tonnes. Huit d'entre elles auraient été transportées depuis les temples de Baalbek. Les chapiteaux en marbre blanc sont très délicatement sculptés de feuilles d'acanthe et donnent l'impression d'être creux ; ils sont typiquement byzantins, dérivés des ordres corinthien et ionique.

### Coupole

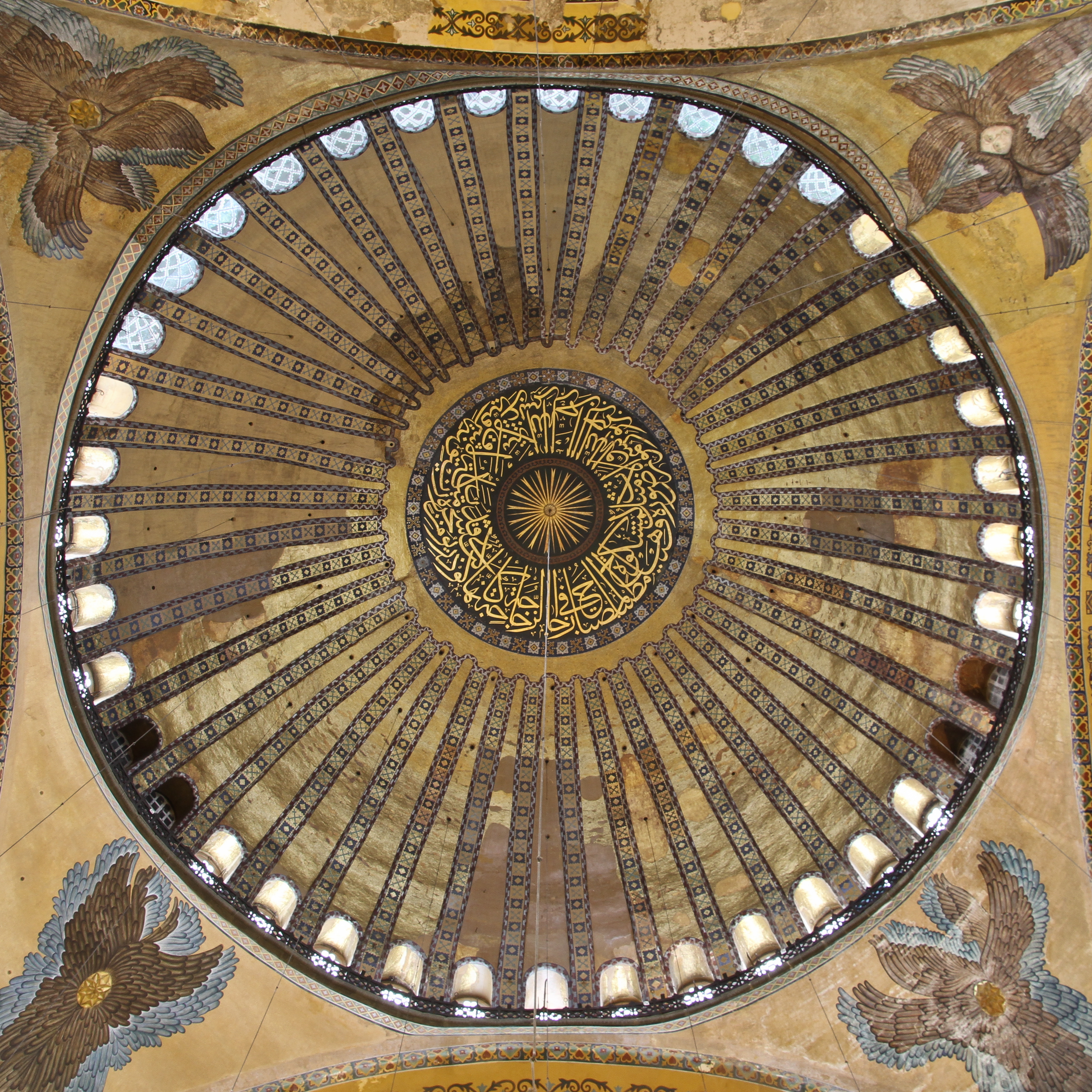
La coupole comporte un Christ pantocrator en mosaïque recouvert d'une calligraphie du début du verset de la lumière au XIXe siècle.

La coupole semble à première vue ne reposer sur aucun appui solide, et parait flotter en apesanteur au-dessus d'une galerie d'arcades ininterrompues de 40 fenêtres, qui contribuent largement à inonder de lumière l'intérieur polychrome de la basilique. Les réparations successives au cours de l'histoire ont fait perdre au dôme sa base circulaire parfaite : elle apparaît aujourd'hui comme quelque peu elliptique et irrégulière, d'un diamètre variant de 31,24 m à 30,86 m. Son diamètre maximal est un quart plus petit environ que la coupole du Panthéon de Rome. À l'intérieur, elle culmine à 55,6 m au-dessus du sol. Elle reste de loin la plus grande coupole maçonnée d'Istanbul, et ses dimensions ne furent jamais dépassées pendant près d'un millénaire d'architecture byzantine dans le bassin méditerranéen, ni plus tard par l'architecture ottomane.

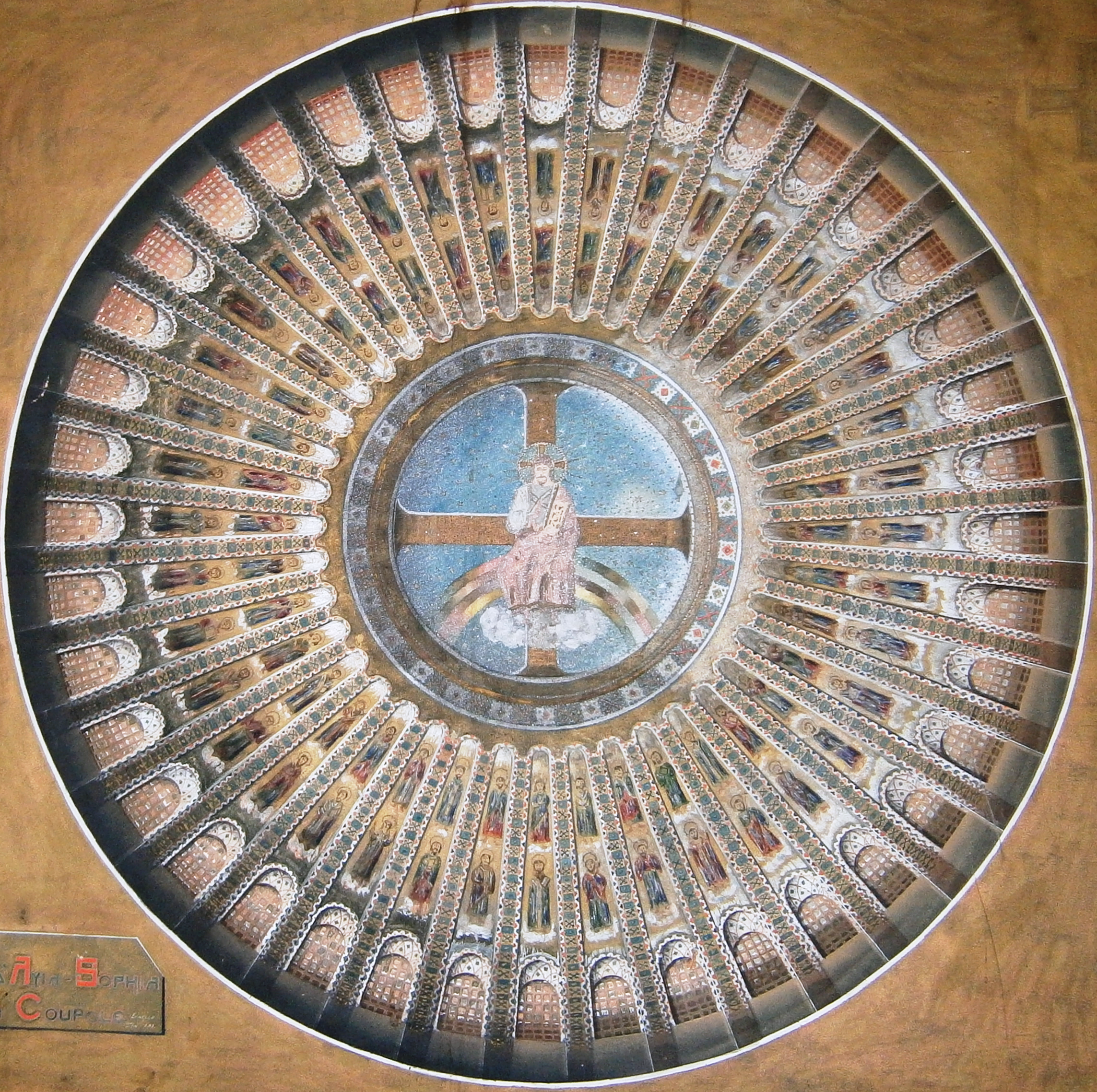
La coupole dans son état initial avant le recouvrement du XIXe siècle, par Alexandre Raymond.

La coupole est assise sur quatre pendentifs triangulaires concaves, qui permettent de la faire reposer sur quatre piliers aux quatre coins de l'espace central dont le plan au sol est carré, sans nécessiter de mur porteur sur les côtés du carré. Cette solution était déjà appliquée par les architectes romains pour des constructions de moindre ampleur. Elle est connue sous les noms de « rachat du plan carré » ou « rachat de l'octogone », et devient classique dans les constructions byzantines et postérieures.
Dans le cas de Sainte-Sophie, les pendentifs reportent les forces exercées par la coupole sur quatre piliers massifs disposés aux quatre angles. Ils sont contrebutés par deux immenses demi-coupoles, à l'est (abside qui donne sur la bêma) et à l'ouest (celle qui donne sur l'entrée du bâtiment), mais les côtés nord et sud ne sont pas contrebutés. Les grands arcs des pendentifs y sont seulement fermés par de hauts murs légers et ajourés qui reposent sur deux niveaux de colonnes. Il en résulte un déséquilibre des forces de poussée. Cette disposition bilatérale est la cause directe de tous les désordres que la basilique a connu tout au long de son histoire, au point qu'il a fallu, à l'époque ottomane, doter le bâtiment d'énormes contreforts et arches adossés sur les côtés nord et sud, qui ont fortement altéré son aspect extérieur.
Les architectes byzantins puis ottomans ont montré que le contrebutement équilibré, soit par un plan octogonal supportant mieux les forces verticales (basilique Saint-Vital de Ravenne), soit par des contreforts suffisamment robustes et écartés (mosquée Süleymaniye), soit encore par un plan centré assumé avec des demi-coupoles sur les quatre côtés (mosquée bleue) ou d'autres coupoles sur pendentifs (église des Saints-Apôtres de Constantinople), apporte à ce problème une solution simple et définitive. Mais les architectes de Sainte-Sophie ont fait un choix de hardiesse architecturale, ils tenaient visiblement à conserver un plan basilical en longueur partagé par un seul axe de symétrie, formant un volume principal intérieur plus unitaire et monumental, pour être visible d'un seul coup d'œil depuis l'entrée, avec des tribunes et des fenêtres latérales, chose qu'un plan centré cruciforme ne permet pas.
Mehmet II, qui s'empara de Constantinople en 1453, fit recouvrir l'image du Christ pantocrator qui ornait la coupole et la remplaça par une calligraphie, et cacha les visages des anges qui la soutiennent. Un seul a été restauré dans son état initial.

### Éléments hellénistiques
Certains éléments d'architecture ou décoratifs comme certains panneaux de marbre et colonnes sont des réemplois provenant de ruines antiques.

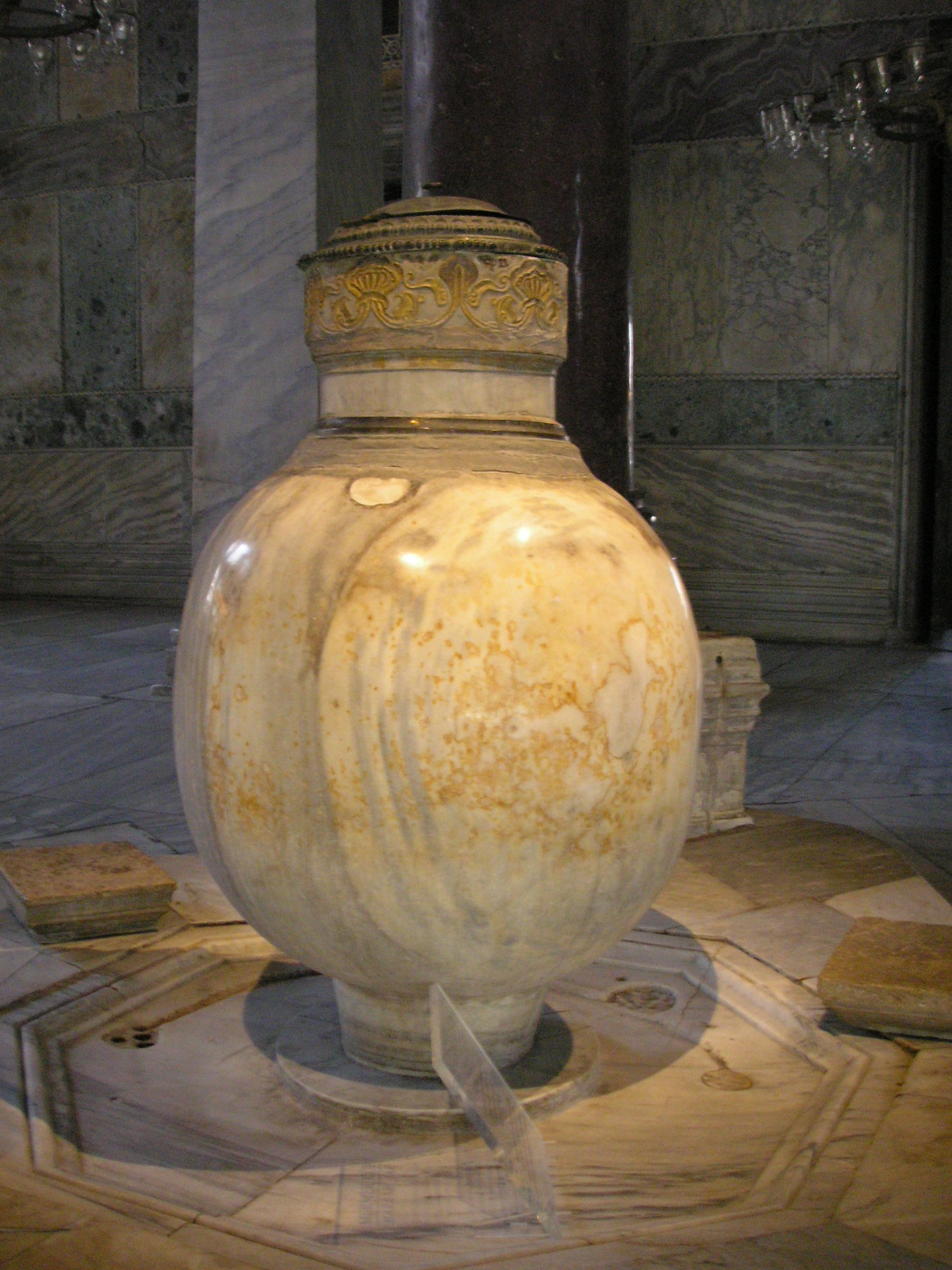
Jarre hellénistique de marbre, provenant de Pergame.

Les deux grandes jarres de marbre (ou d'onyx) appartiennent à la période hellénistique. Ces énormes vases monolithes furent rapportés de Pergame durant le règne du sultan Mourad III. La porte de bronze marquant l'entrée latérale dans le narthex au sud-ouest, dite la « belle porte » (Güzel Kapı), provient d'un temple grec, probablement de la ville de Tarsus.

### Narthex et portails
Réservée à l'empereur, la porte impériale était la porte principale d'entrée de la basilique, entre l'exonarthex et l'esonarthex. Sa partie supérieure est ornée d'une mosaïque byzantine représentant le Christ et l'empereur Léon VI le Sage.
Une longue rampe, à partir de la partie nord du narthex extérieur, mène à la galerie supérieure.

### Galerie supérieure
La galerie supérieure, traditionnellement réservée à l'impératrice et à sa cour, présente la forme d'un fer à cheval qui entoure la nef jusqu'à l'abside. Les mosaïques les mieux conservées sont situées dans la partie sud de la galerie.

### Loge de l'impératrice
La loge de l'impératrice est située dans le centre d'une galerie supérieure au-dessus de la galerie de narthex. De là, l'impératrice et les dames de la cour dominaient les cérémonies avec une vue d'ensemble sur l'intérieur de la basilique. Une pierre verte marque l'emplacement du trône de l'impératrice.

### Porte de marbre
La porte de marbre est située au sud de la galerie supérieure : elle était utilisée par les membres du synode.

Portails
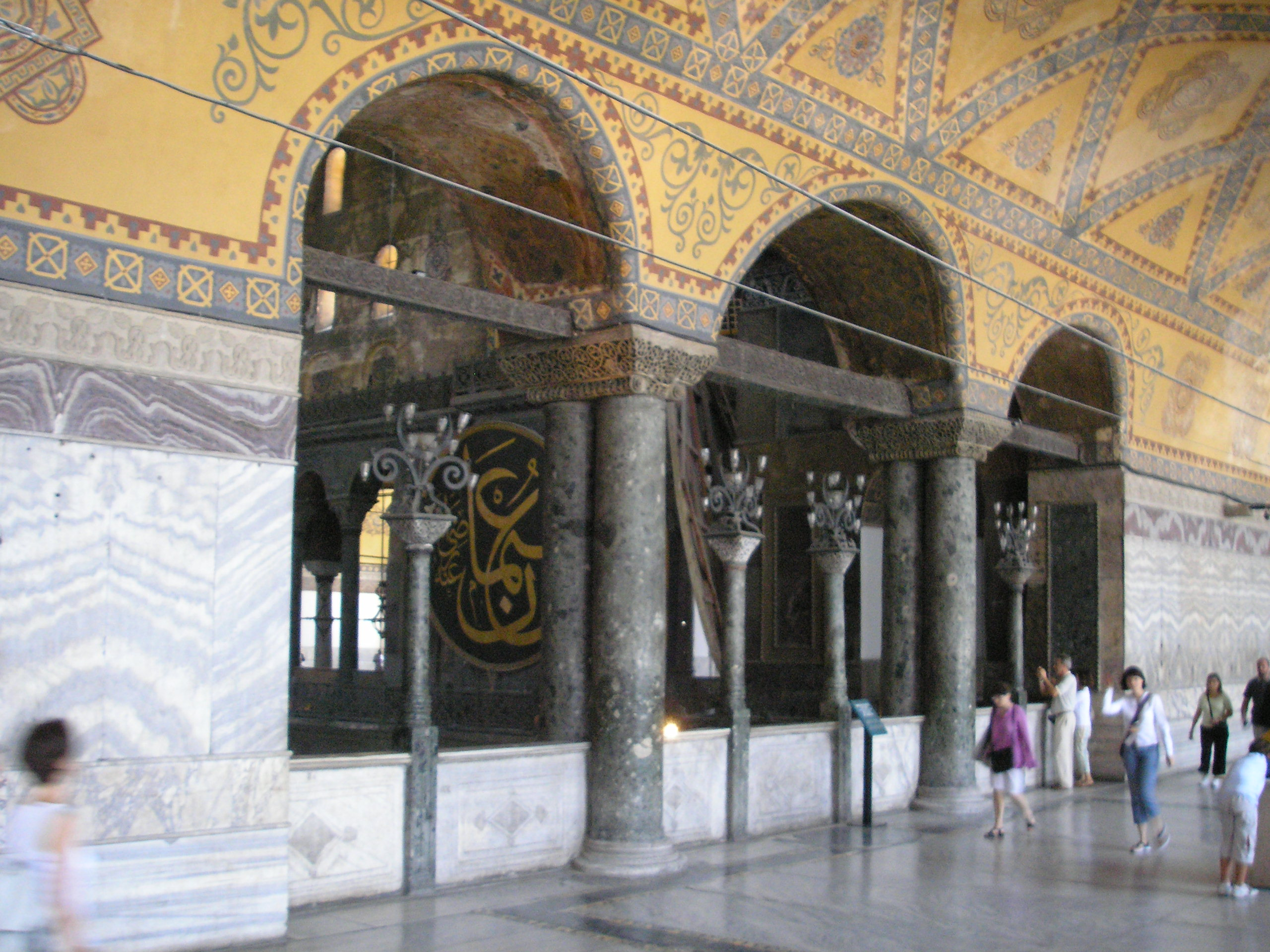
Loge de l'impératrice.
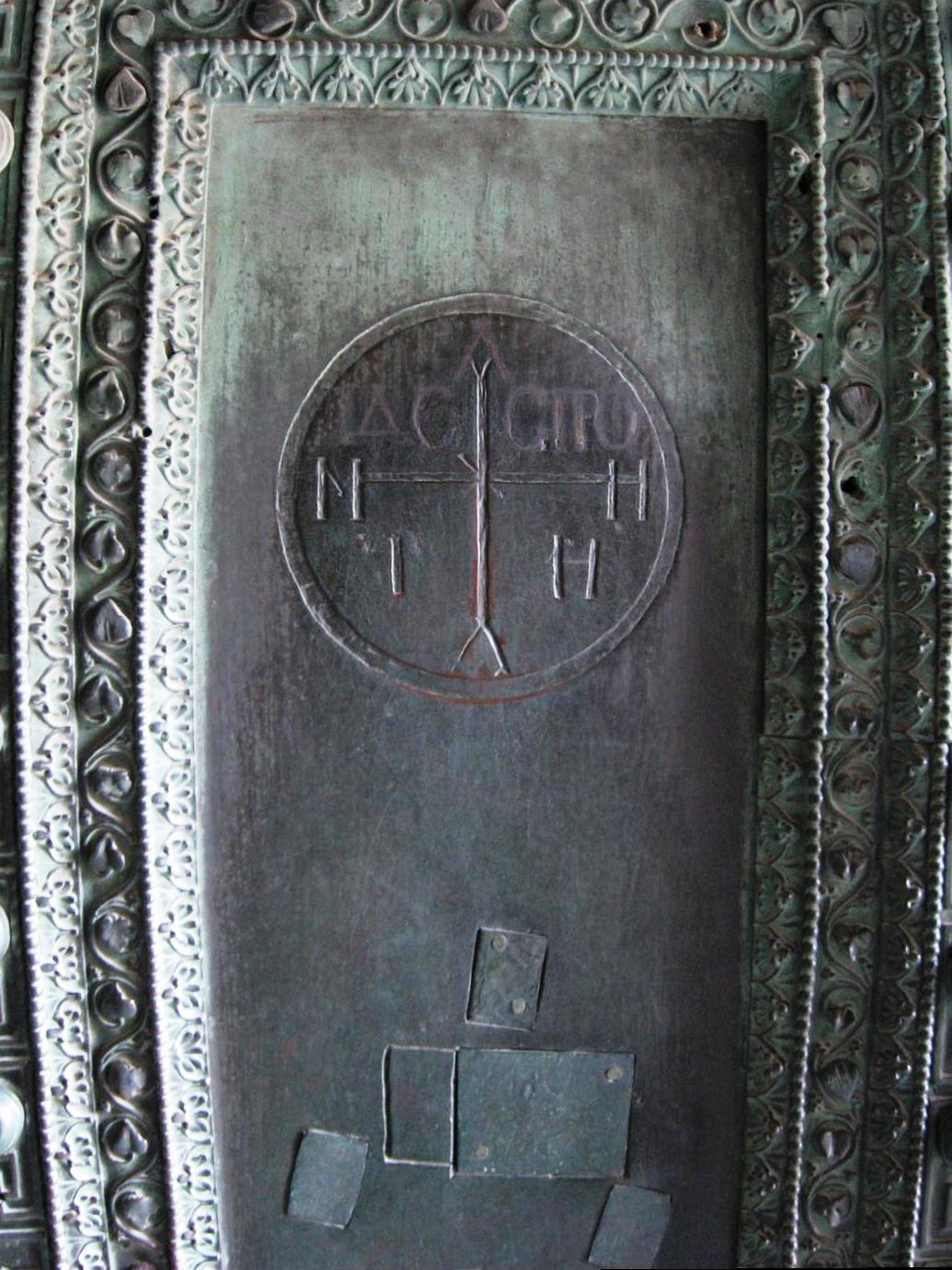
La « belle porte » (Güzel Kapı).
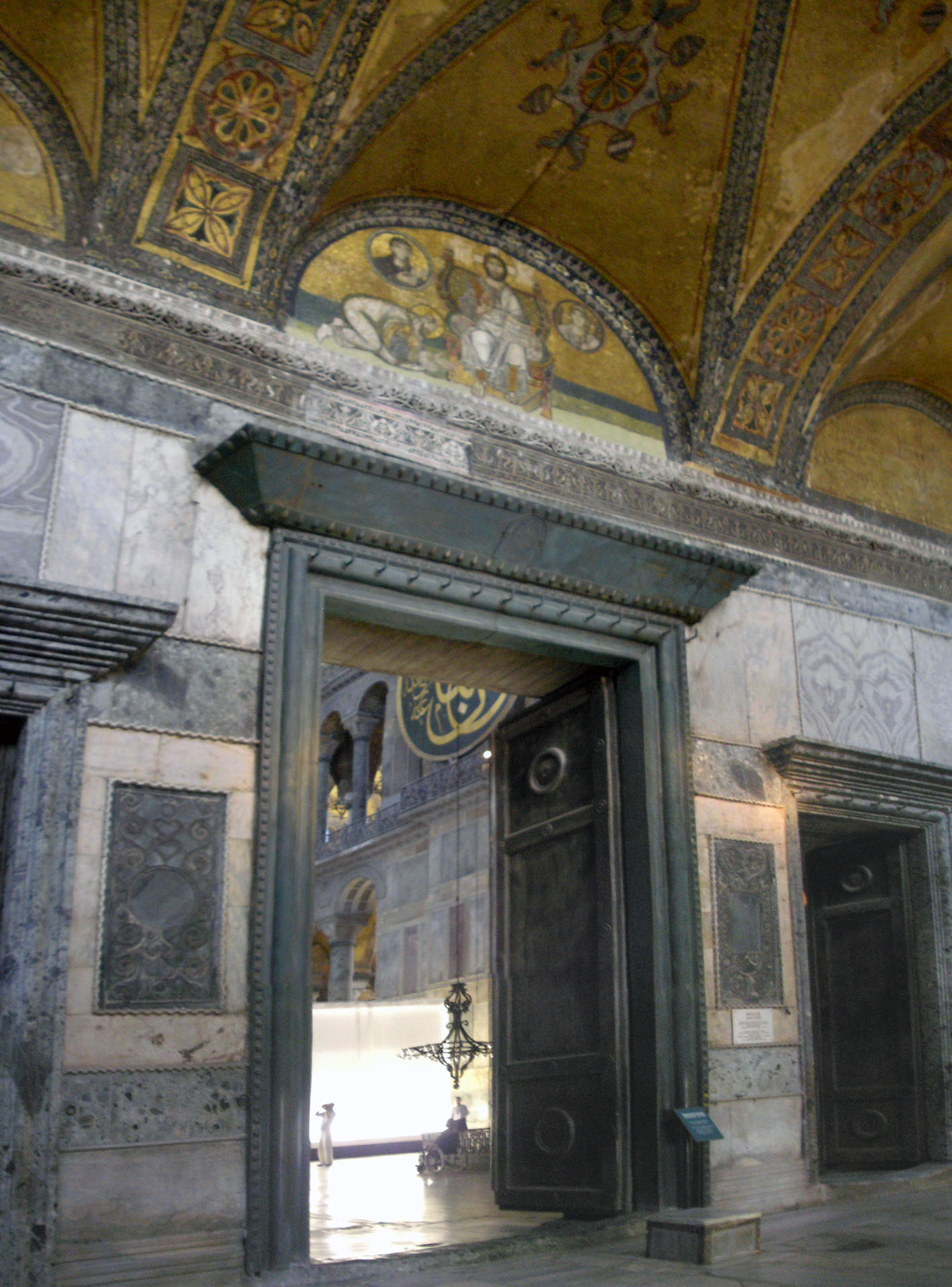
Porte impériale.
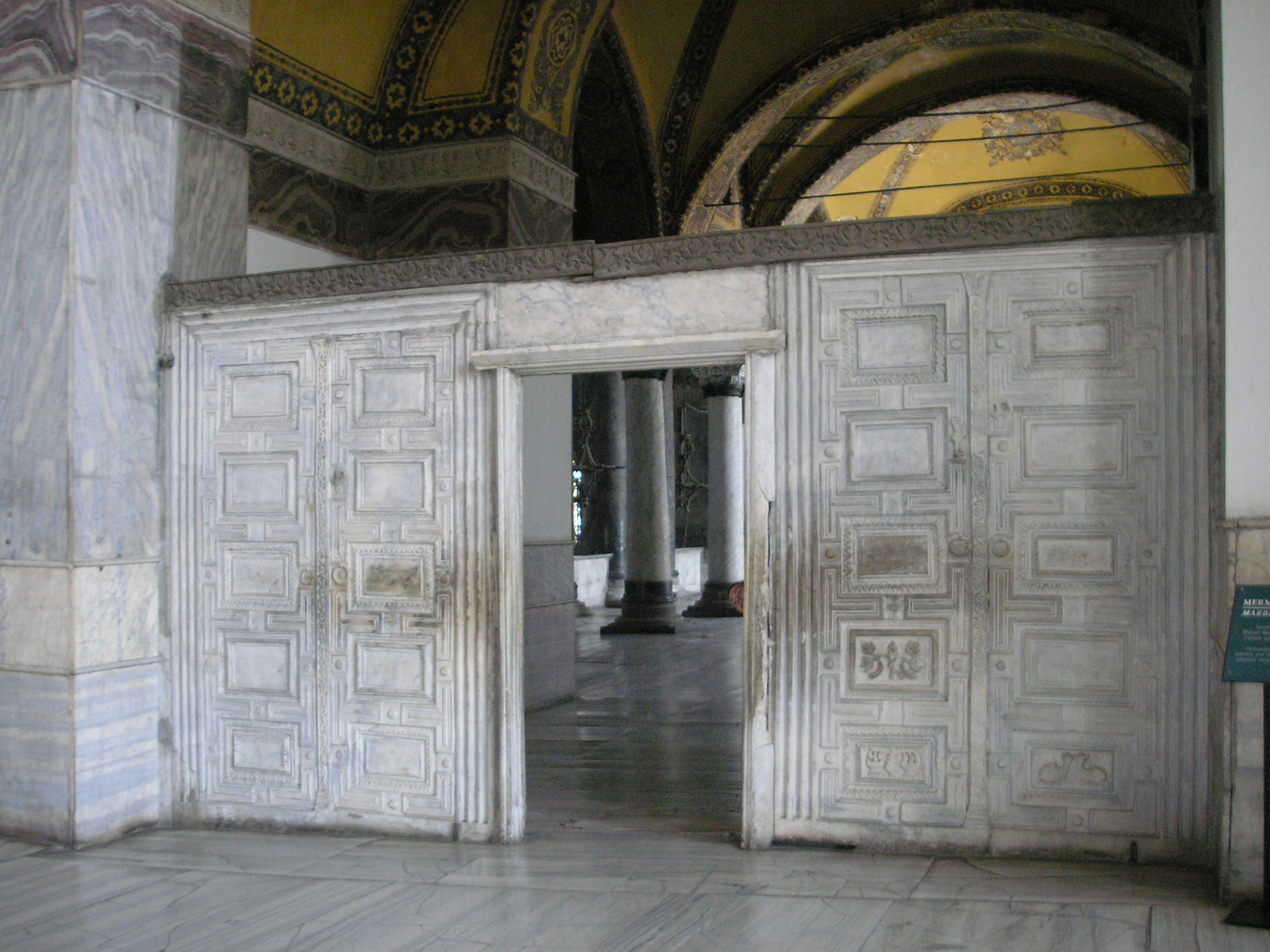
Porte de marbre.

### Extérieur
À l'extérieur, on eut recours au simple stucage des murs, qui révélait le dessin des voûtes et des coupoles ; c'est du moins l'état dans lequel le monument nous est parvenu, après de nombreuses réfections. Le revêtement externe actuel jaune et rouge a été ajouté par l'architecte suisse Gaspare Fossati au cours de sa restauration de la basilique au XIXe siècle.

Extérieur
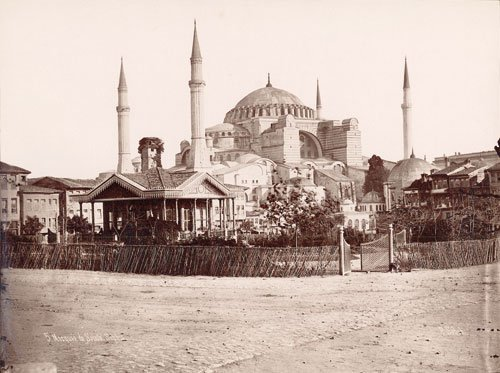
Photographie montrant les caractéristiques ottomanes sur la façade qui ont été enlevées plus tard (1880).
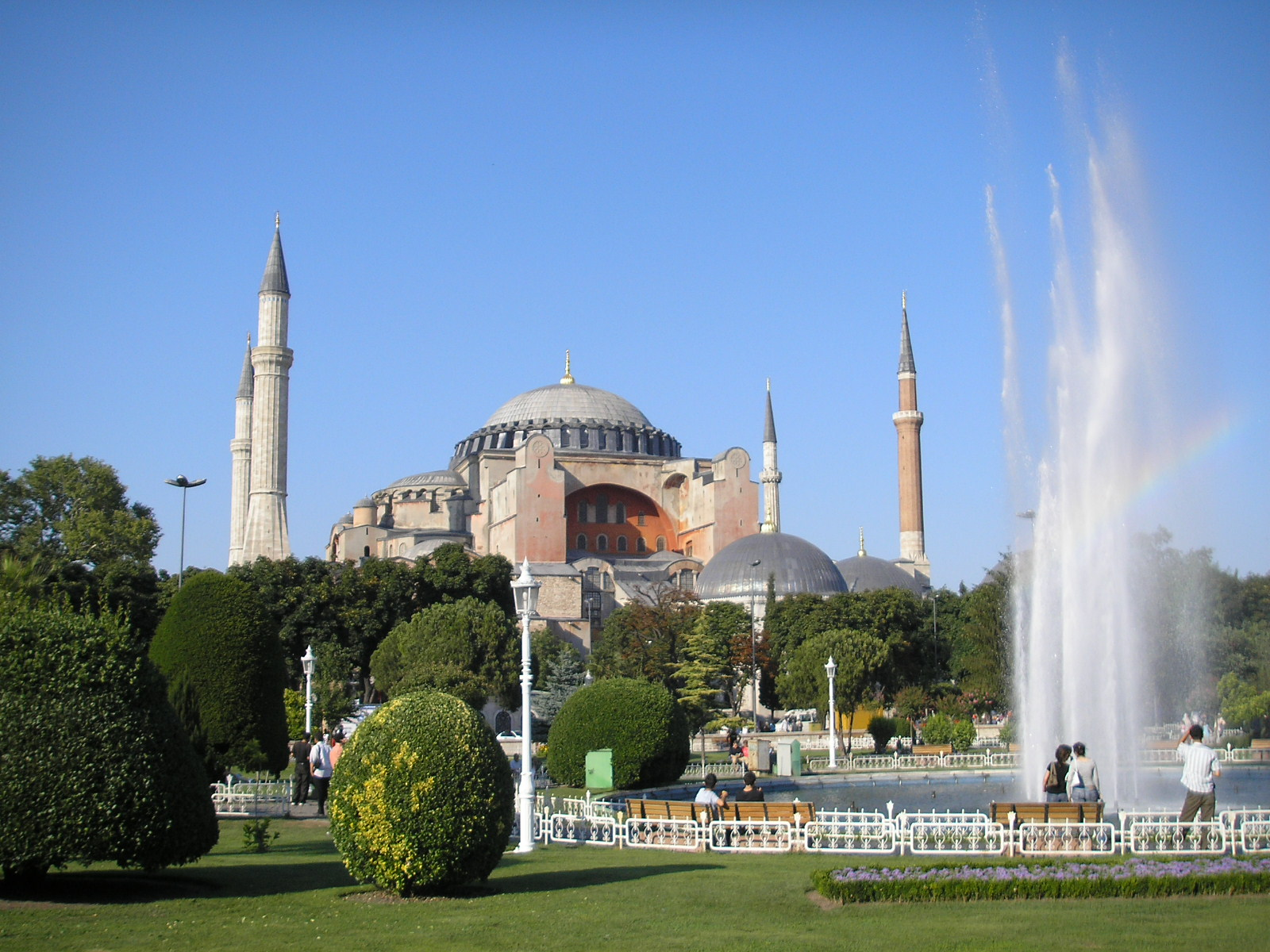
Vue depuis le square Sultanahmet.
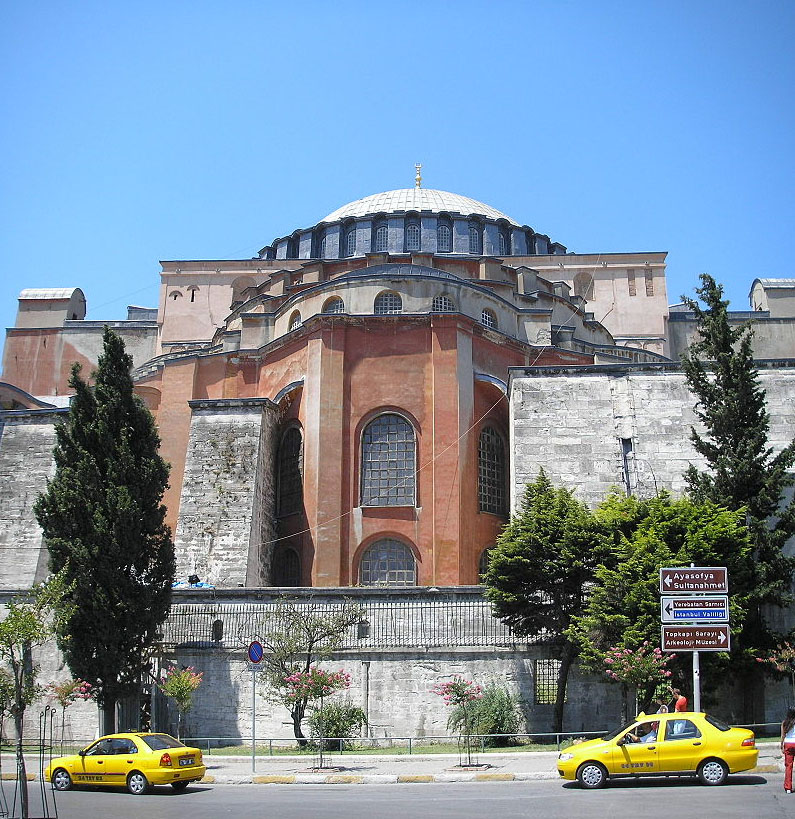
Vue de l'abside par Sinan.

### Décoration
À l'origine, du temps de Justinien, le décor intérieur comportait surtout des placages de marbre sur la plupart des murs, dont il subsiste une bonne partie, et des mosaïques à fond d'or sur toutes les voûtes, beaucoup moins préservées. Beaucoup de ces décorations représentaient des motifs abstraits ou végétaux, peuplés d'oiseaux et autres animaux. Mais on trouvait déjà en ce temps-là de nombreuses mosaïques figuratives, comme en témoigne l'éloge funèbre de Paul le Silentiaire.
Les écoinçons des arcades du premier niveau regardant vers le vaisseau central sont décorés d'une dentelle de feuilles d'acanthe entrelacées, sculptées en relief dans le marbre blanc. C'est un motif assez similaire à ceux des chapiteaux typiquement byzantins des colonnes qui portent ces arcades. Au-dessus, les écoinçons des arcades de la galerie supérieure sont, quant à eux, revêtus de marqueteries de marbre (opus sectile), représentant des motifs végétaux en plaquettes de marbre blanc découpées avec précision, incluses dans un fond de marbre noir, avec quelques disques de porphyre qui ne manquent pas de rappeler les opus sectile de l'Antiquité romaine. Les intrados de ces arcades supérieures sont décorés de mosaïques à fond d'or représentant des rinceaux de vigne. Ces décorations sont d'origine, de la période justinienne, et constituent un témoin de la richesse décorative de cette époque.

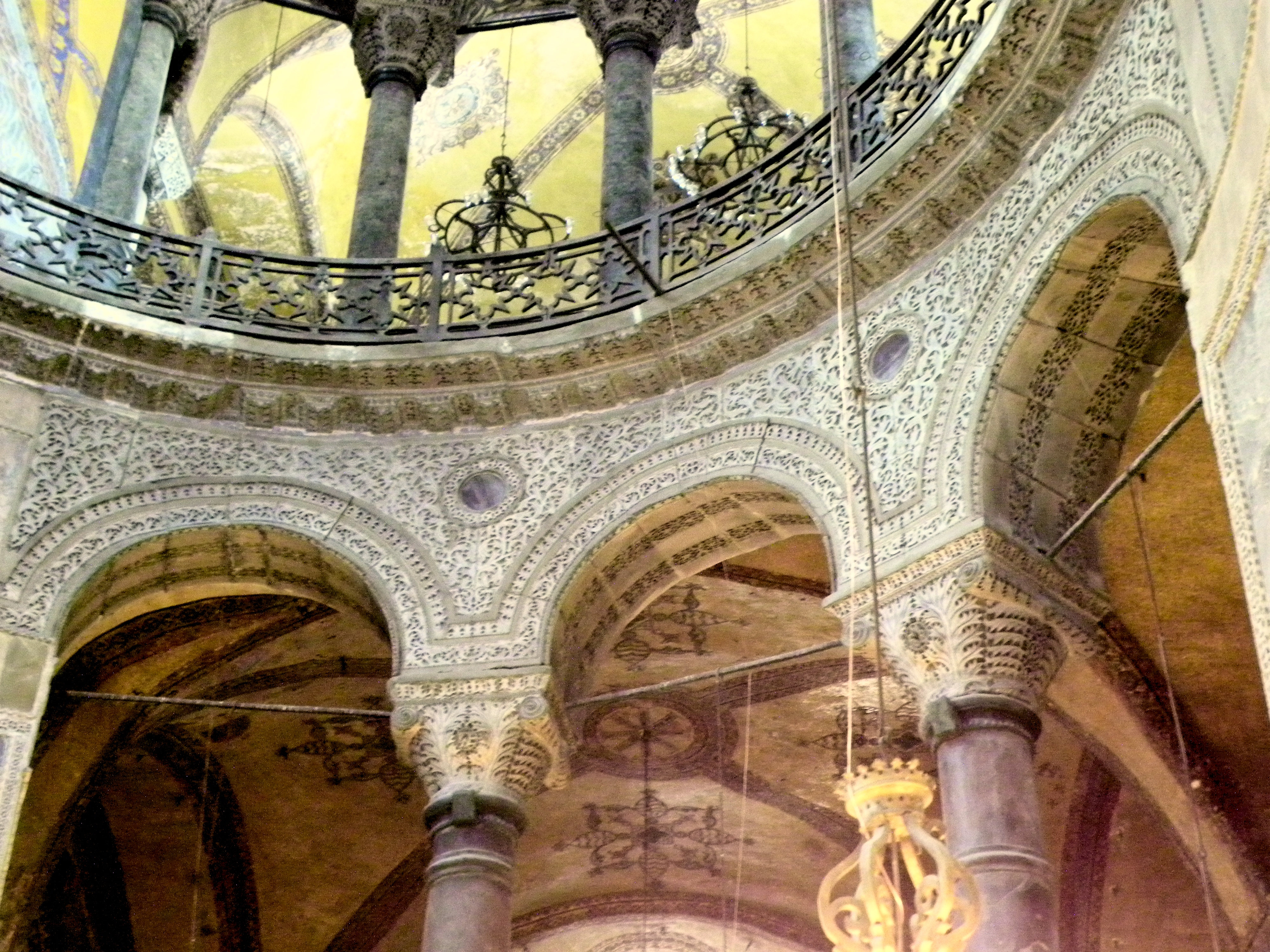
Décoration des arcades inférieures regardant vers le vaisseau central : entrelacs de feuilles d'acanthe délicatement sculptées dans le marbre blanc, c'est un motif assorti à ceux des chapiteaux byzantins qui portent les arcades.
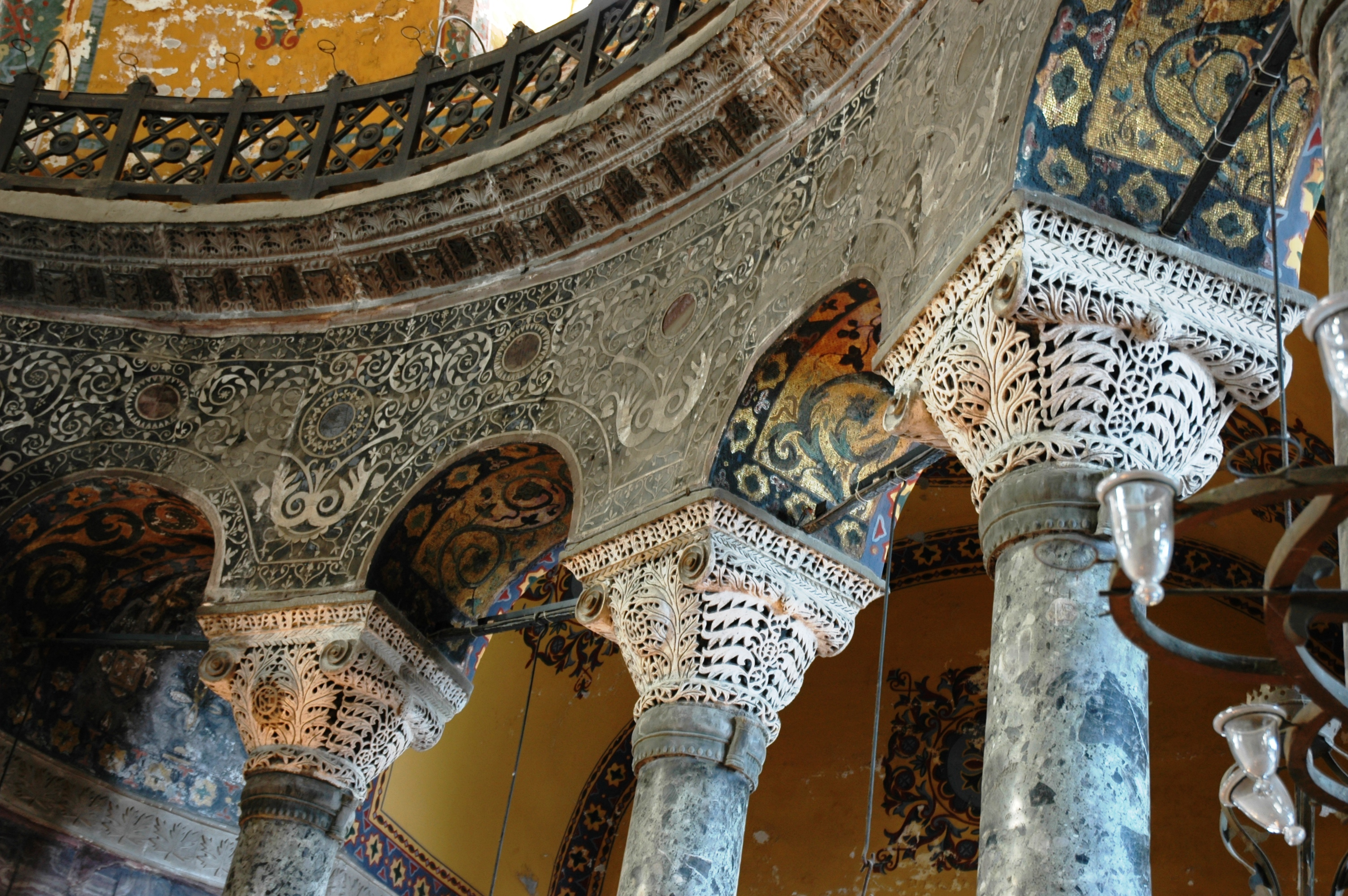
Les arcades du niveau supérieur, du côté regardant vers le vaisseau central, ont conservé leur riche décor de marqueteries de marbre (opus sectile) et leurs mosaïques à rinceaux de vigne en dessous.

Nombre d'objets précieux ou miraculeux, reliques, icônes vinrent enrichir progressivement le trésor de la basilique.

## Mosaïques

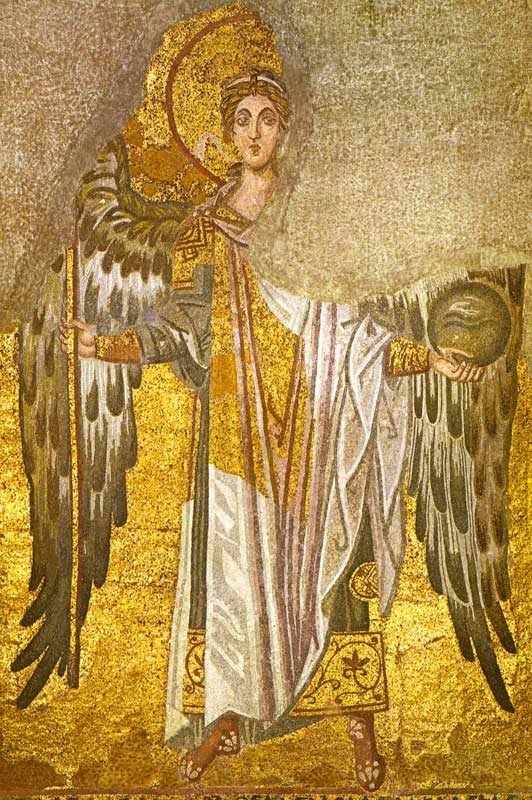
L'archange Gabriel, sur l'arc devant l'abside où était situé l'autel, dans le bêma. Seconde moitié du IXe siècle.

Au cours des siècles, l'église fut décorée de riches mosaïques. La totalité des voûtes et coupoles et certains murs étaient couverts de mosaïques à fond d'or. Elles figuraient la Vierge Marie, Jésus, les saints, des anges, ou bien des empereurs et impératrices, ou encore des motifs végétaux et géométriques dans un style purement décoratif.
La crise iconoclaste dans les années 726 à 843 voit la destruction de la quasi-totalité des mosaïques de la période primitive dans les églises de Constantinople, dont Sainte-Sophie ; ce sont surtout les mosaïques figuratives qui sont les plus visées. Il est de nos jours très difficile d'imaginer la richesse décorative et picturale qu'elles pouvaient représenter. Pour observer des ensembles de mosaïques byzantines de la période primitive, il faut se reporter dans les églises de la ville de Ravenne, comme à la basilique Saint-Vital, même si les mosaïques de Sainte-Sophie devaient être un peu différentes. Les mosaïques détruites ont été peu à peu remplacées par d'autres, mais le style a fortement évolué au fil des siècles et n'a pas retrouvé la richesse ornementale des premiers temps.
Après la période iconoclaste, une quantité de mosaïques et autres décors figuratifs sont ajoutés dans la seconde moitié du IXe siècle, notamment une célèbre image du Christ dans la coupole centrale, d'autres de saints orthodoxes, de prophètes, de Pères de l'Église et de figures historiques liées à l'Église orthodoxe, comme le patriarche Ignace de Constantinople ou encore des scènes de l'Évangile dans les galeries. Les plus anciennes mosaïques figuratives aujourd'hui visibles dans la basilique sont celles de l'abside (celle qui abritait l'autel), représentant la vierge à l'enfant (la Théotokos) sur la demi-coupole, et les archanges Gabriel et Michel sur l'arche du bêma.
En 1204, lors de la quatrième croisade, les croisés latins pillent les grands édifices byzantins de la ville, y compris Sainte-Sophie.
À la suite de la conversion du bâtiment en mosquée, en 1453, bon nombre des mosaïques sont recouvertes de plâtre, en raison de l'interdiction dans l'islam de représenter des scènes figuratives. Ce processus n'est pas accompli d'un seul coup, et des rapports existent depuis le XVIIe siècle dans lesquels des voyageurs déclarent avoir vu des images chrétiennes dans l'ancienne basilique.
En 1847–1849, le bâtiment est restauré par deux frères suisses, Gaspare et Giuseppe Fossati, qui obtiennent du sultan Abdülmecid la permission de relever toutes les mosaïques qu'ils seront amenés à découvrir au cours des travaux. Toutefois, il n'est pas prévu de les restaurer, et même, les Fossati doivent masquer à la peinture certaines figures qu'ils viennent de relever en détail : c'est le cas des visages de deux mosaïques de séraphins découvertes au cours des travaux sur les pendentifs, au centre de l'édifice. Les deux autres figures de séraphins symétriques des pendentifs ne sont pas retrouvées par les Fossati, qui les recréent entièrement. Dans d'autres cas, les Fossati s'efforcent de combler à la peinture les parties de mosaïques endommagées, au point de parfois les redessiner complètement.
Les archives des Fossati (conservées aux archives cantonales de Bellinzone en Suisse) sont parfois les uniques sources de mosaïques aujourd'hui disparues, recouvertes de plâtre ou peut-être détruites par le violent tremblement de terre de 1894. Parmi celles-ci figuraient une grande mosaïque du Christ pantocrator sur le dôme, une mosaïque au-dessus d'une « porte des Pauvres » non identifiée, une grande image d'une croix incrustée de pierres précieuses et un grand nombre d'images d'anges, de saints, de patriarches et de Pères de l'Église. La plupart des images manquantes se trouvaient sur les deux tympans.

Mosaïques
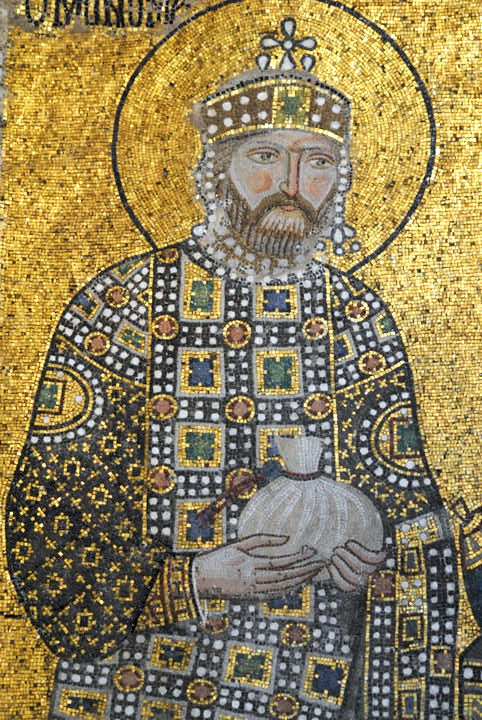
L'empereur Constantin IX (détail, entre 1042 et 1050).
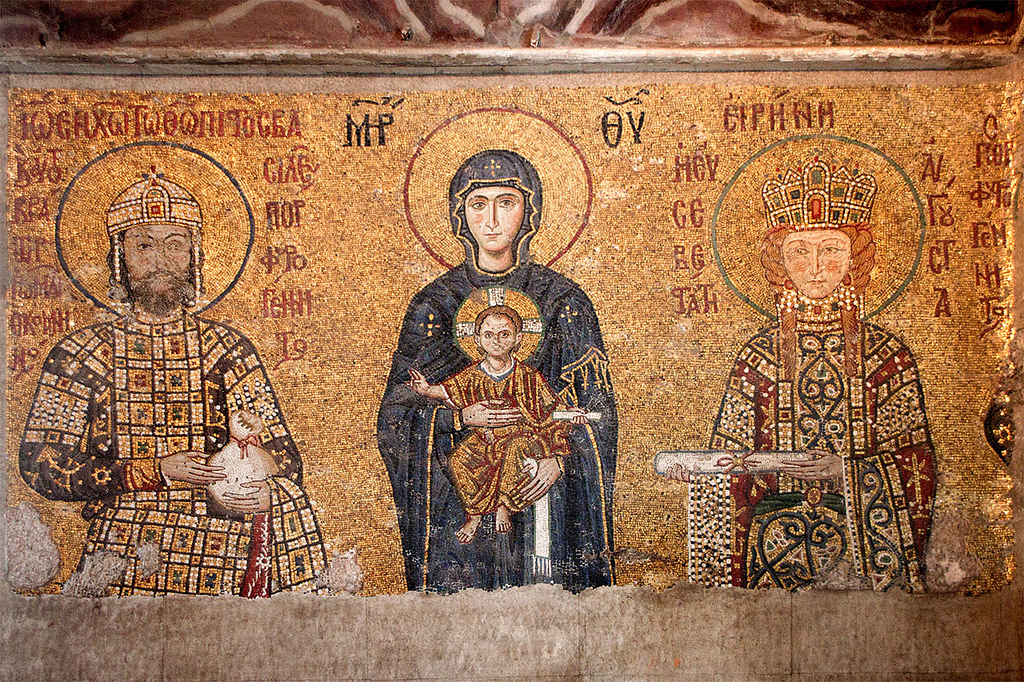
La Vierge à l'Enfant, entre l'empereur Jean II Comnène et l'impératrice Irène (vers 1118).
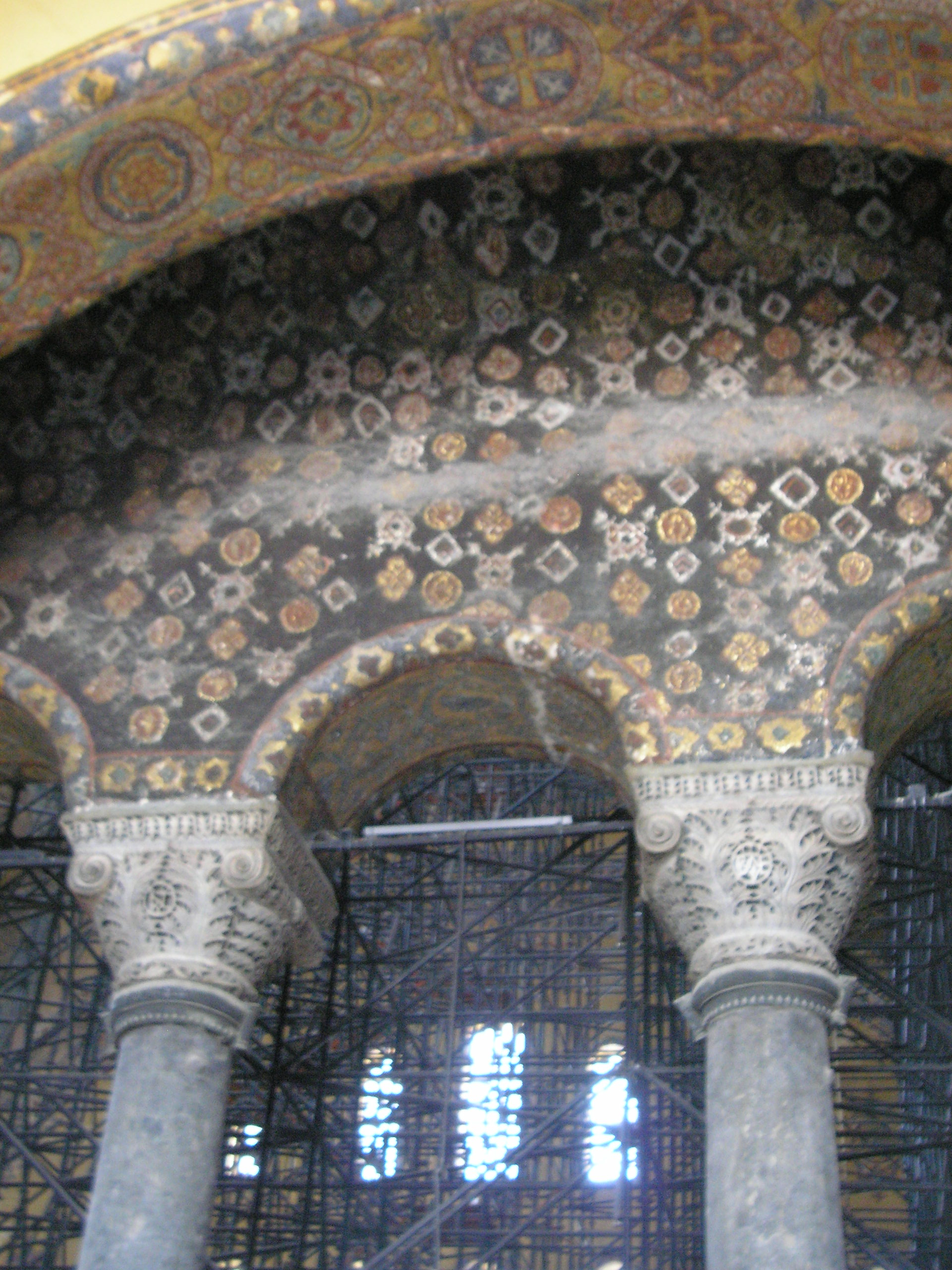
Mosaïques à motifs géométriques, galerie supérieure.
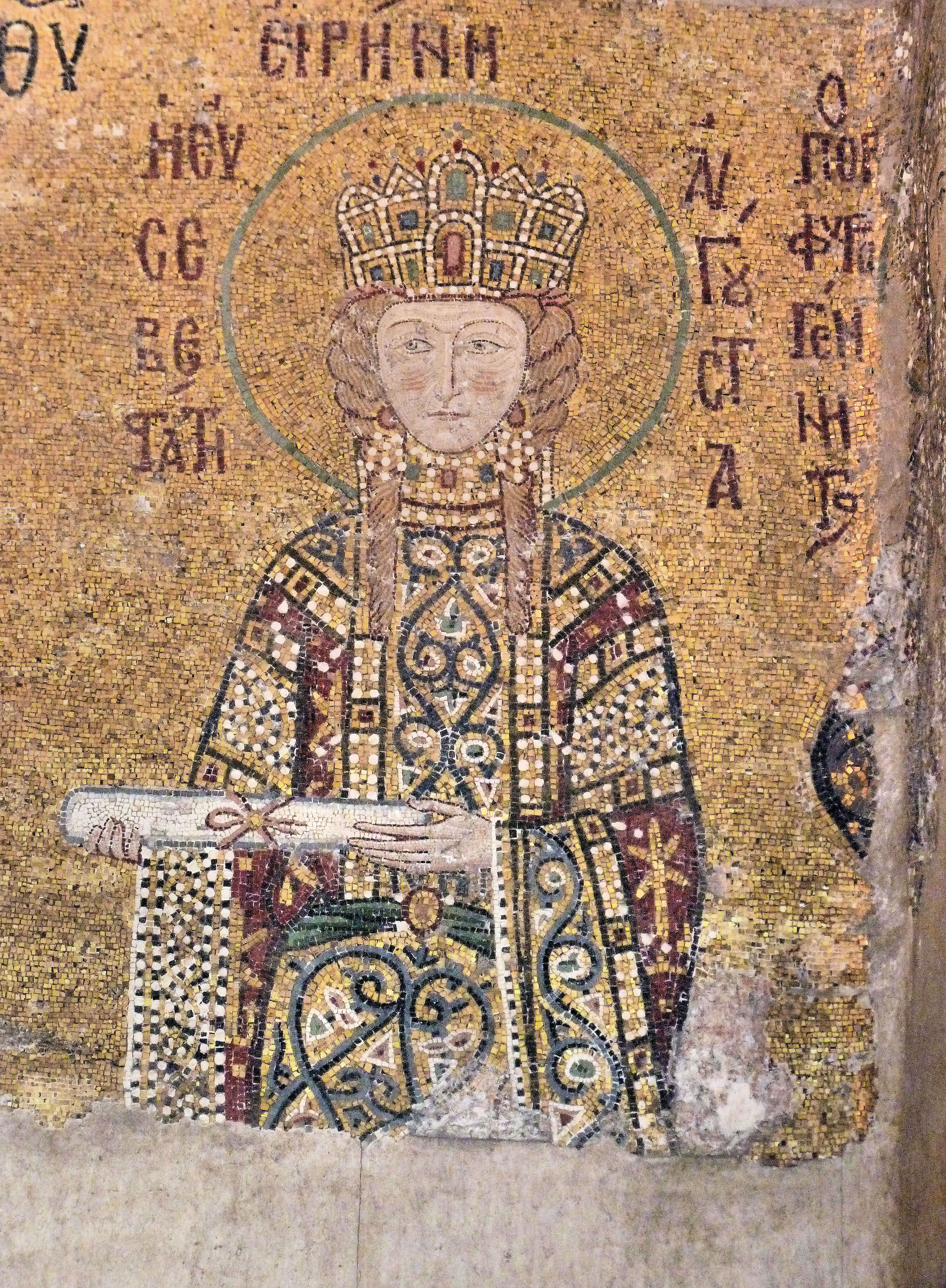
L'impératrice Irène (vers 1118).
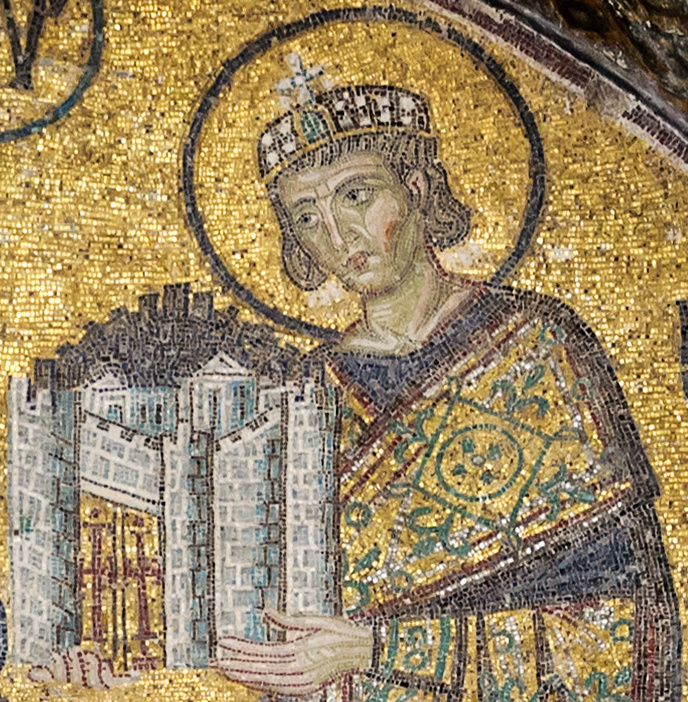
L'empereur Constantin Ier, fondateur de la ville de Constantinople en 330 (vers 1000, entrée sud-ouest).
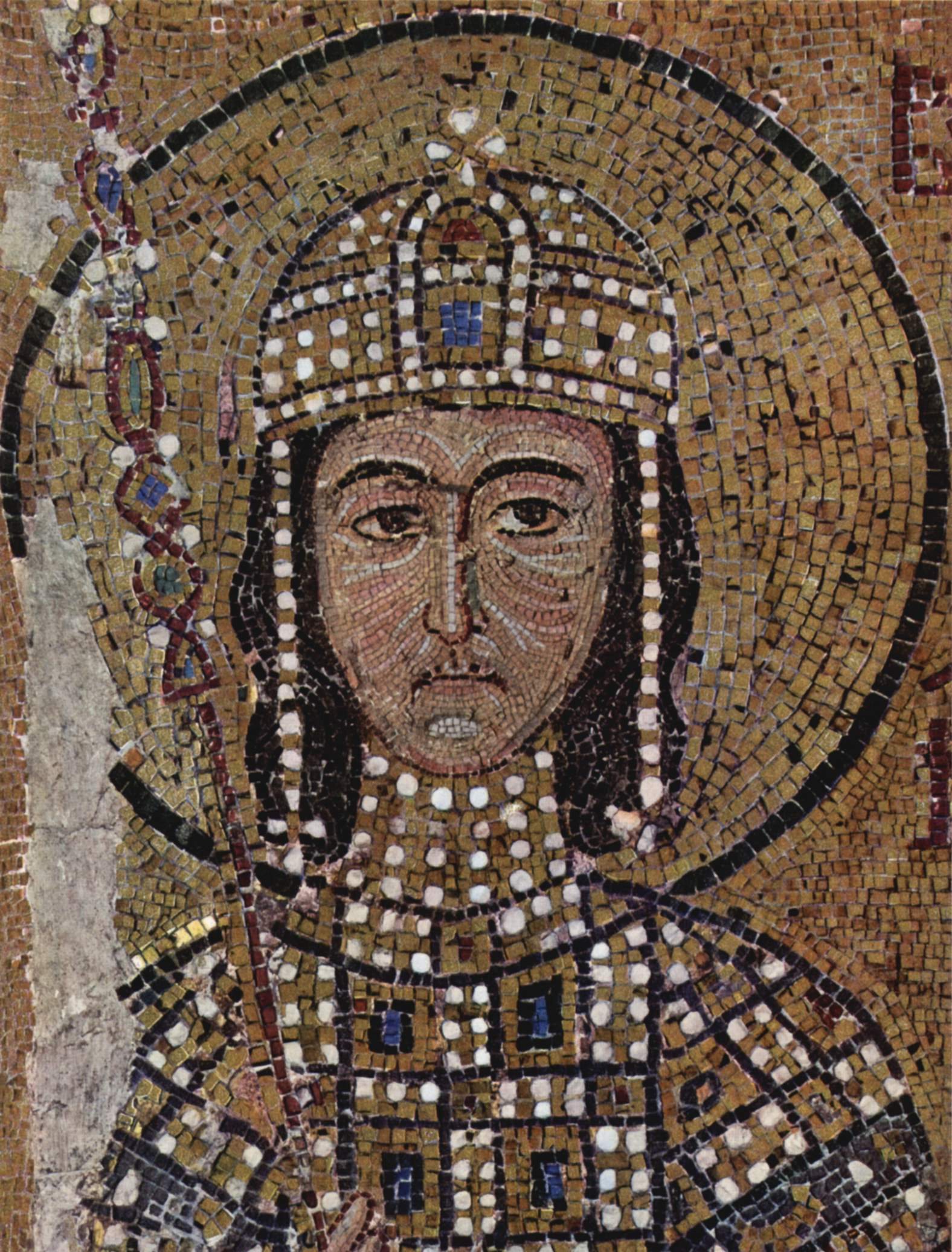
Portrait du coempereur Alexis Comnène, fils de Jean II Comnène et d'Irène (vers 1122).
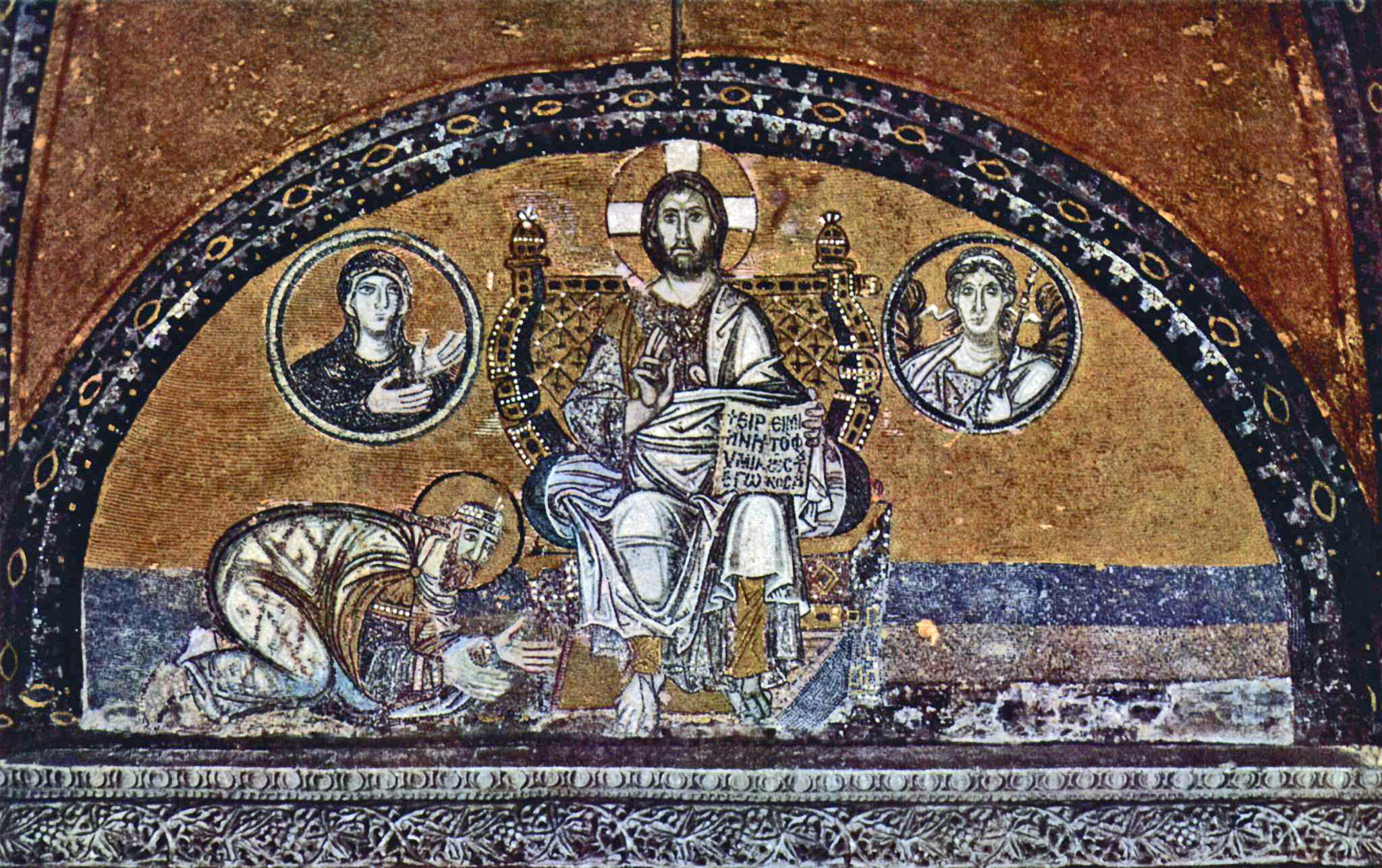
Christ pantocrator et l'empereur Léon VI (886–912) (fin du IXe siècle).
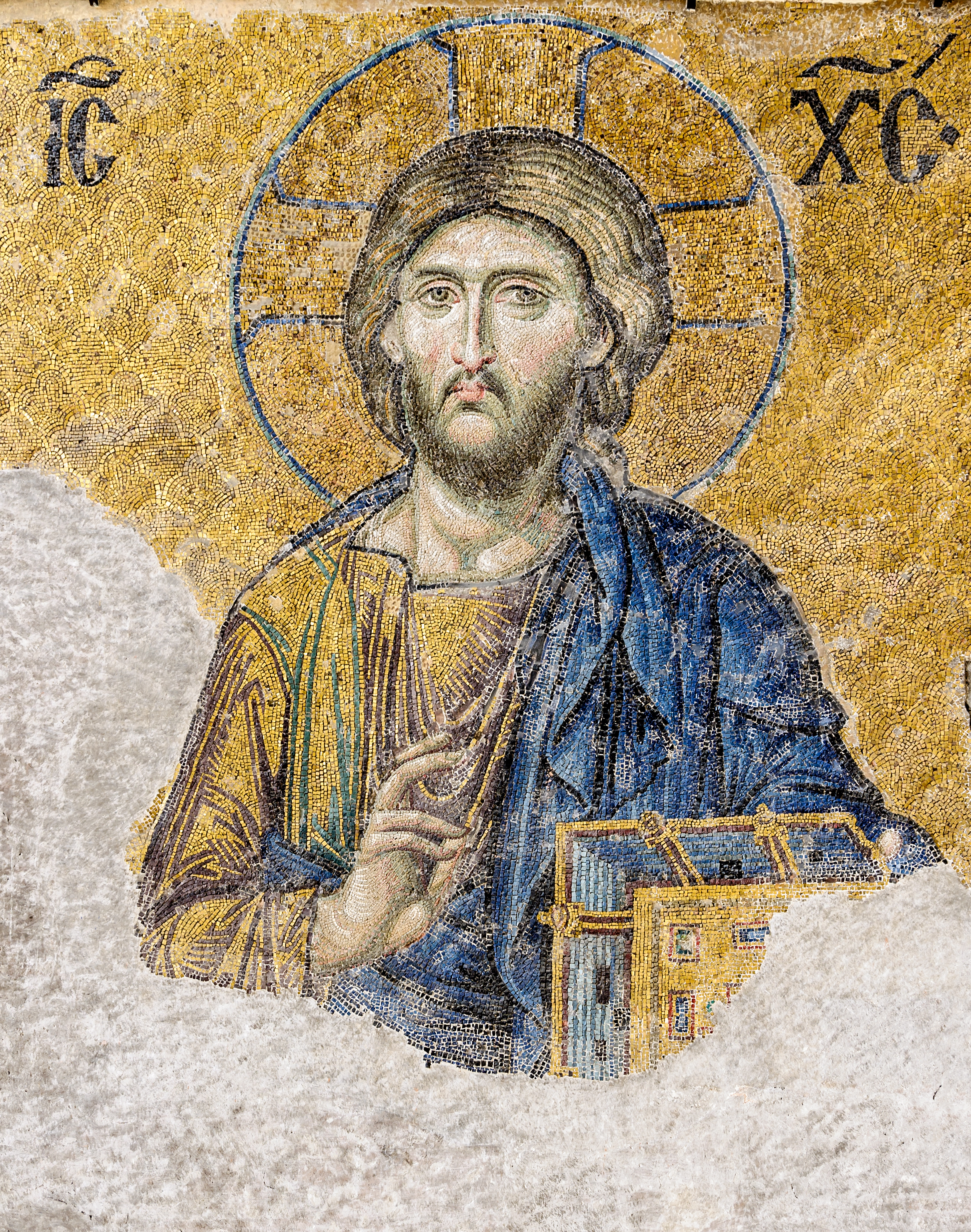
Christ pantocrator.
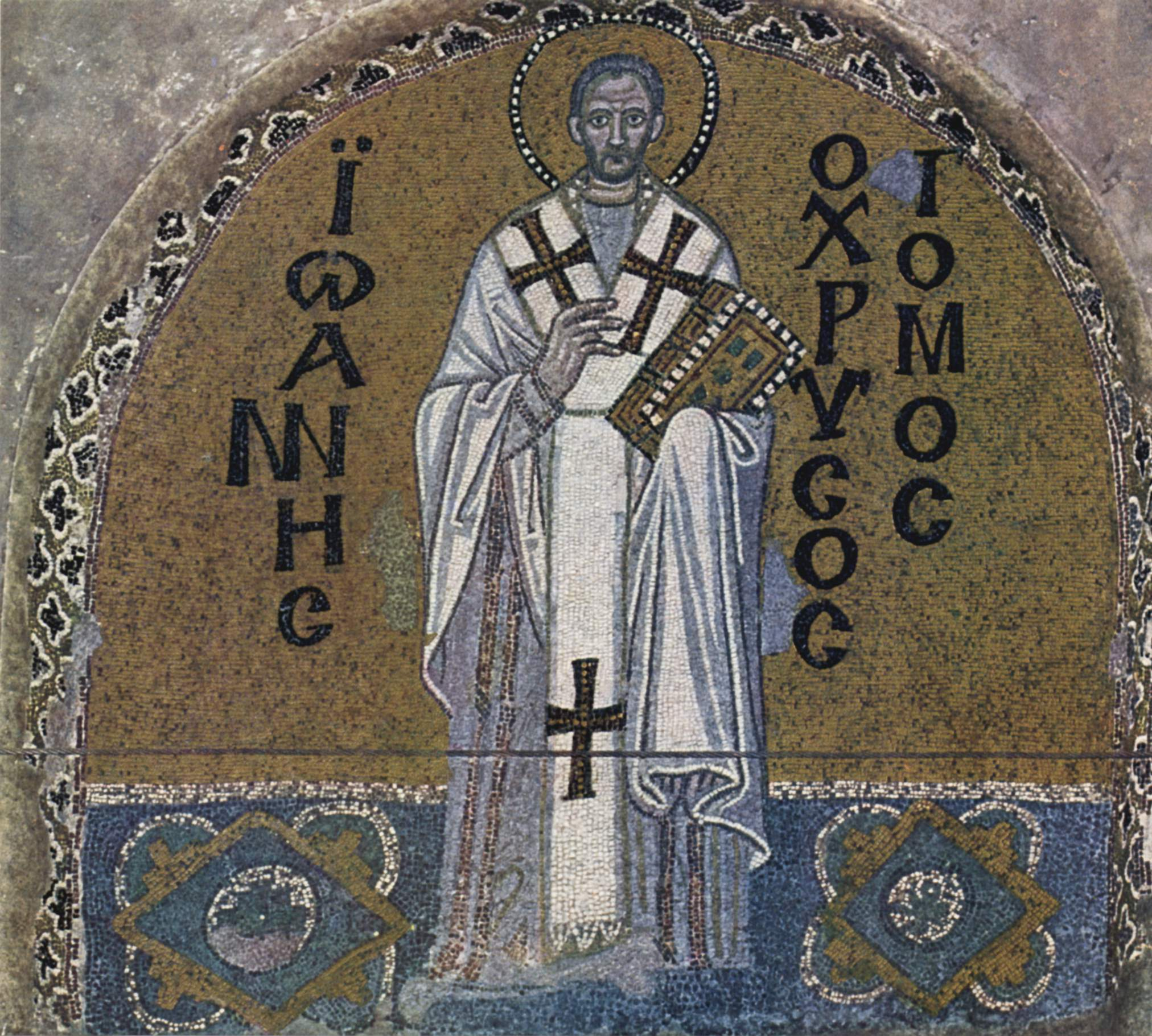
Saint Jean Chrysostome, archevêque de Constantinople, (IXe siècle).
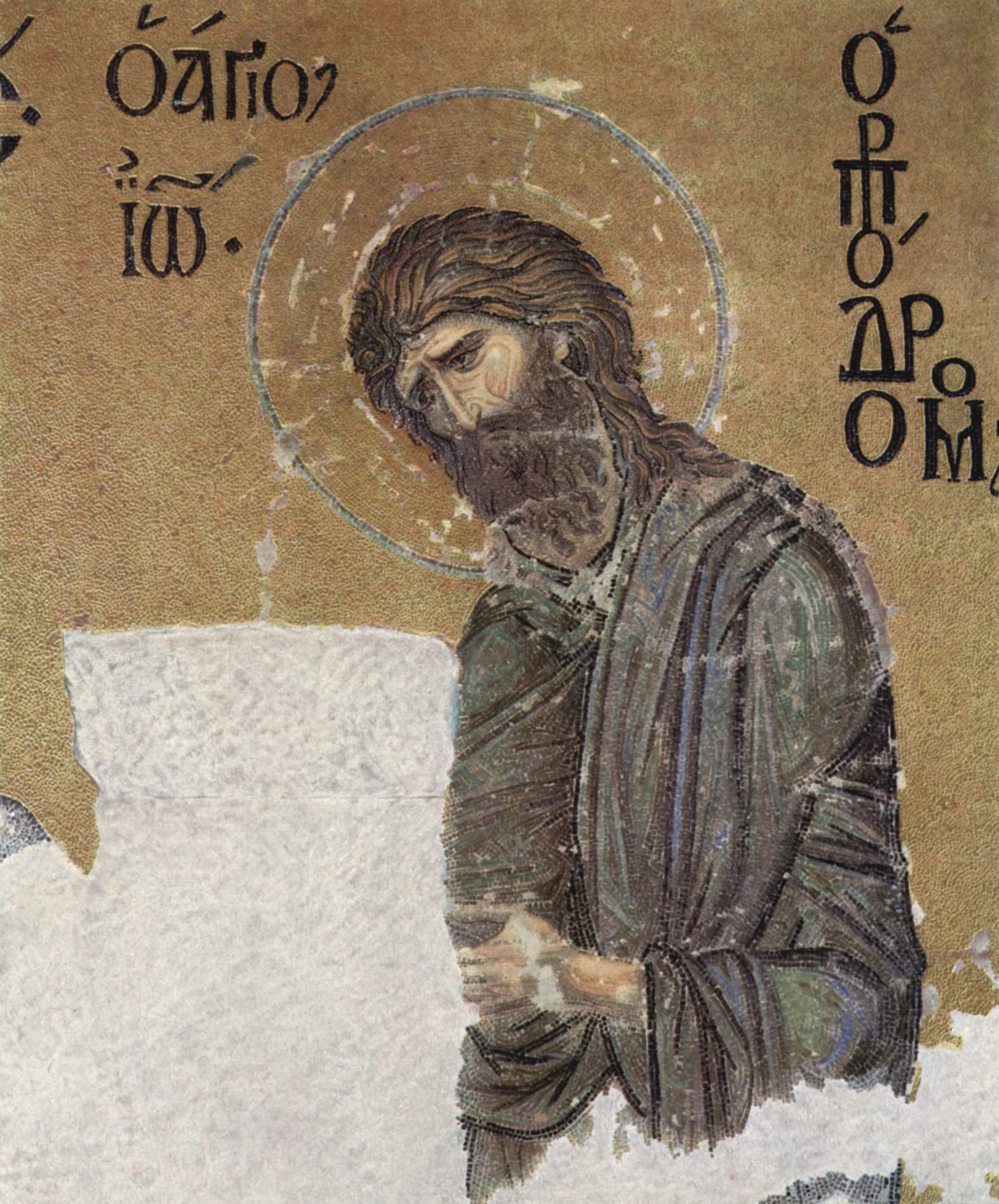
Jean le Baptiste (XIIe siècle).

### Mosaïques de la Porte impériale

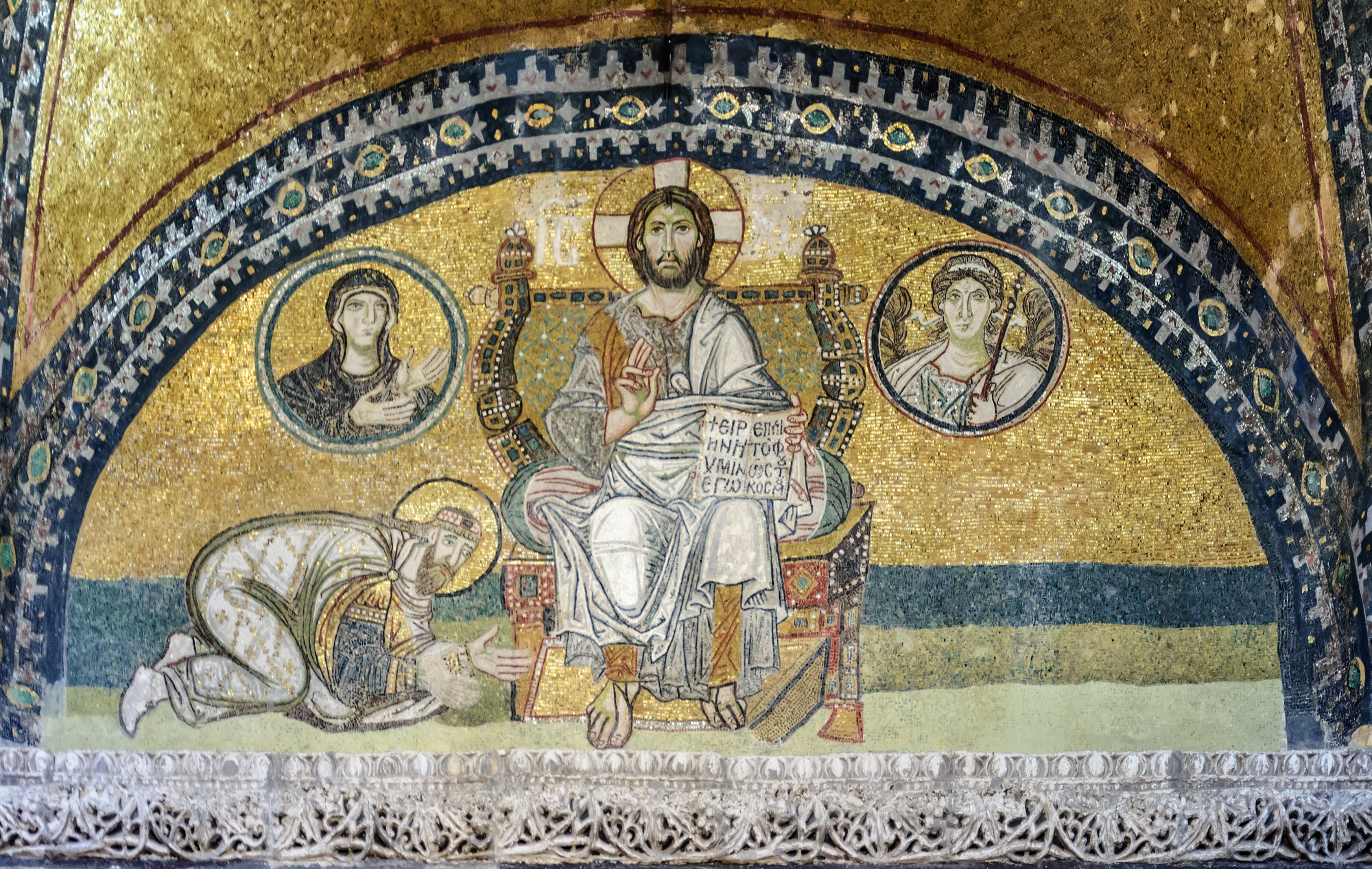
Mosaïque de la Porte impériale.

Les mosaïques de la Porte impériale ornent le tympan qui surmonte la porte réservée à l'empereur.
D'après leur style, on peut les dater de la fin du IXe siècle ou du début du Xe siècle. L'empereur représenté avec un halo (ou nimbe) pourrait être Léon VI le Sage ou son fils Constantin VII Porphyrogénète : il s'incline devant le Christ pantocrator, qui est assis sur un trône incrusté de pierres précieuses et donne sa bénédiction, la main gauche sur un livre ouvert. On peut lire sur le livre : « ΕIΡΗΝΗ ΥMIΝ. ΕΓΩ ΕIMI ΤΟ ΦΩϹ ΤΟΥ ΚΟϹMΟΥ ». « La paix soit avec vous. Je suis la Lumière du monde. » (Jean 20:19 ; 20:26 ; 8:12.) Les deux médaillons, de chaque côté des épaules du Christ, figurent, à sa gauche, l'archange Gabriel, tenant une houlette, et à sa droite, sa mère, Marie. L'ensemble forme ainsi la scène de l'Annonciation. Cette mosaïque exprime le pouvoir temporel conféré par le Christ aux empereurs byzantins.

### Mosaïques de l'entrée sud-ouest

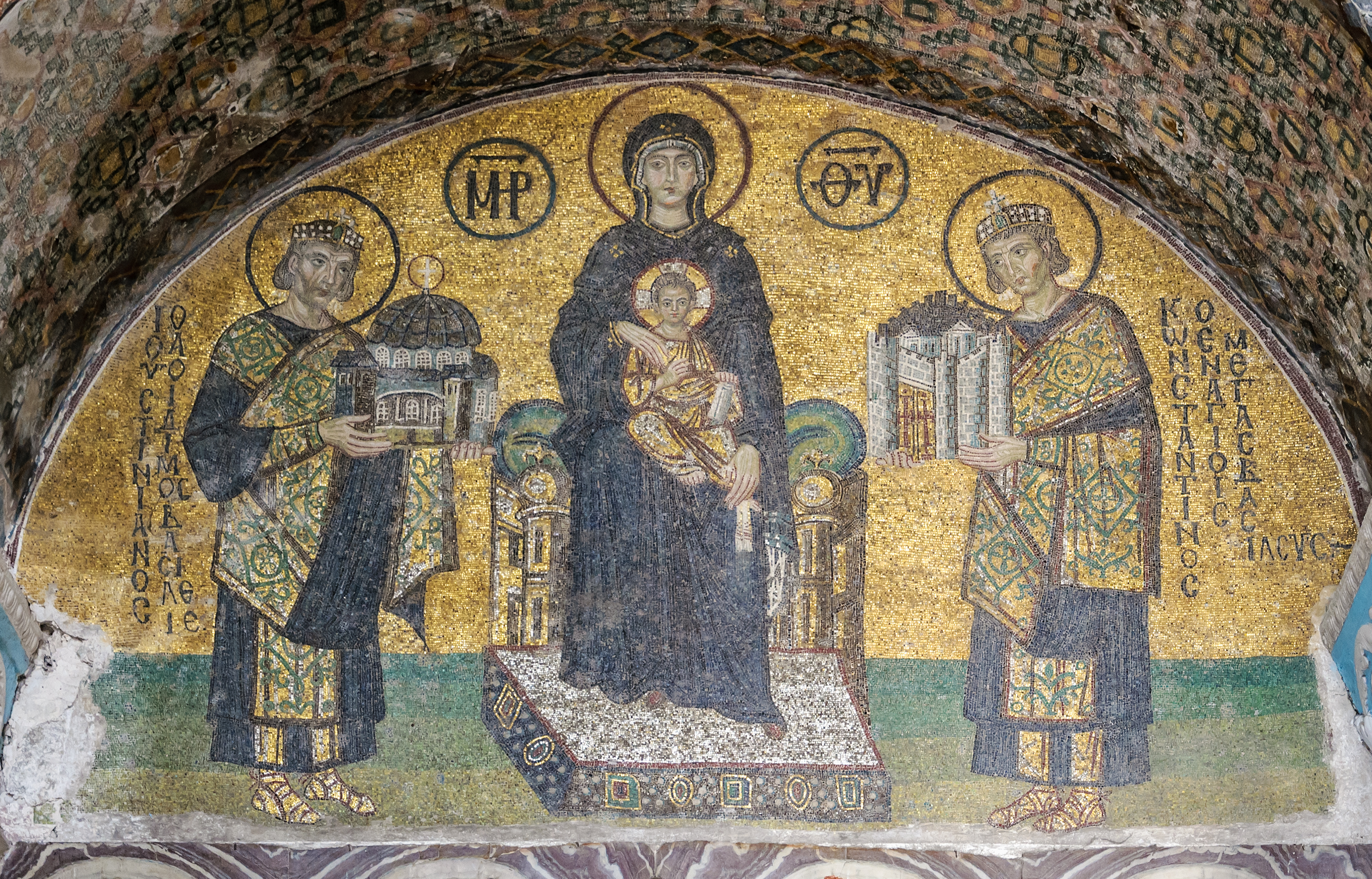
La Vierge et l'Enfant, entourés de Justinien et Constantin.

Les mosaïques du tympan de l'entrée sud-ouest datent de 944. Elles furent redécouvertes lors des restaurations de Fossati, en 1849. La Vierge Marie est assise sur un trône sans dossier décoré de pierres précieuses. L'Enfant Jésus est assis sur ses genoux, donnant sa bénédiction et tenant un rouleau dans sa main gauche. À droite se tient l'empereur Constantin, en costume de cérémonie, présentant à Marie un modèle de la ville. L'inscription à son côté dit : « ΚΩΝϹΤΑΝΤΙΝΟϹ Ο ΕΝ ΑΓΙΟΙϹ ΜΕΓΑϹ ΒΑϹΙΛΕΥϹ », « Constantin, le grand basileus (roi) parmi les saints ». À gauche se tient l'empereur Justinien, offrant Sainte-Sophie avec, au-dessus de lui, l'inscription : « ΙΟΥϹΤΙΝΙΑΝΟϹ Ο ΑΟΙΔΙΜΟϹ ΒΑϹΙΛΕΥϹ », « Justinien, le basileus (roi) digne d'être chanté ». Les médaillons, des deux côtés de la tête de la Vierge, portent les monogrammes « ΜΡ » et « ΘΥ », abréviation de « ΜΗΤΗΡ ΘΕΟΥ », « Mère de Dieu ».

### Mosaïques de l'abside

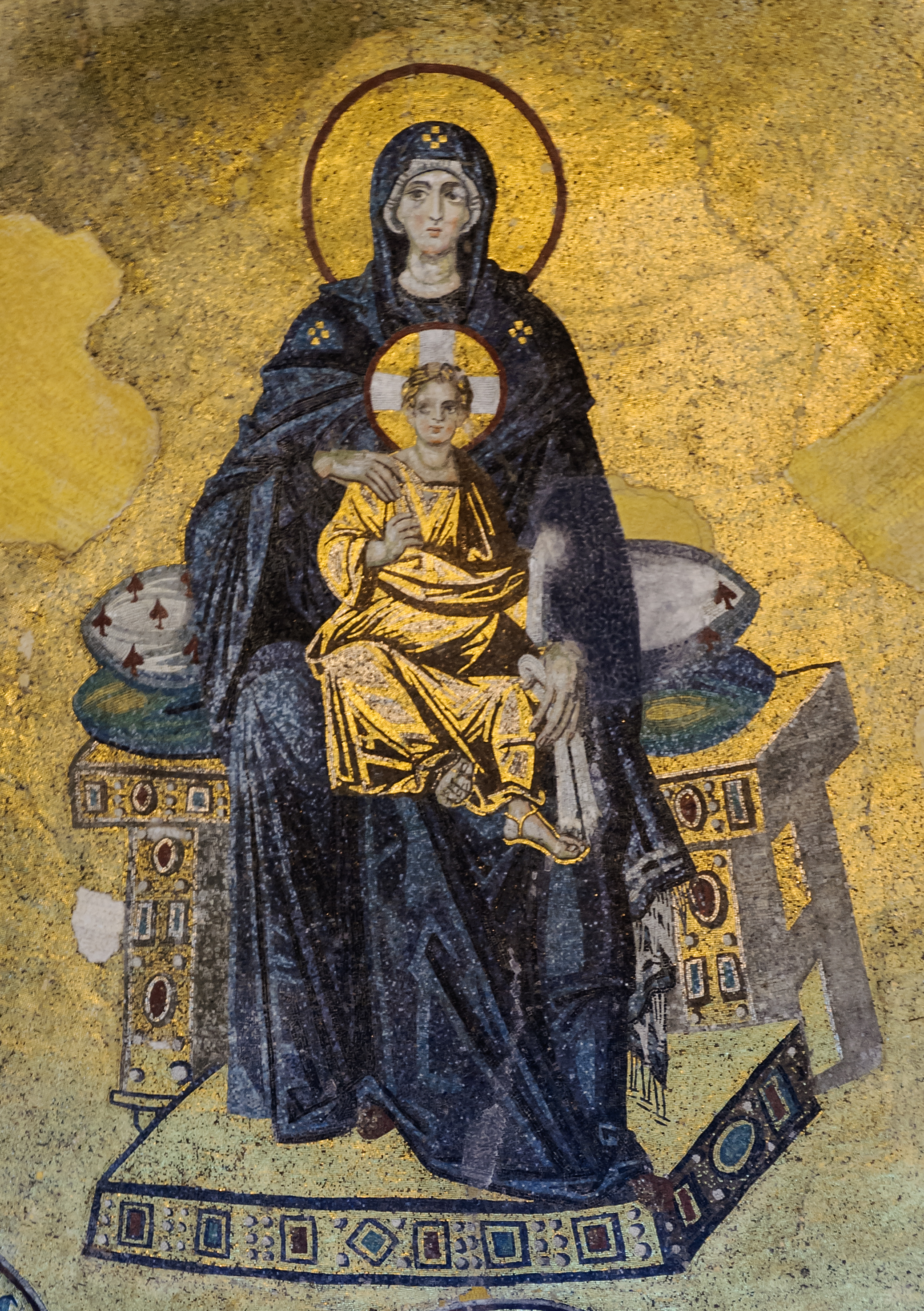
Mosaïque de l'abside : la Théotokos (la Vierge et l'Enfant Jésus).

La mosaïque de la Théotokos (la Vierge à l'Enfant) est la première mosaïque de la période post-iconoclaste. Elle a été inaugurée le 29 mars 867 par le patriarche Photius et les empereurs Michel III et Basile Ier. Cette mosaïque est située très en hauteur, dans la demi-coupole de l'abside. Marie est assise sur un trône sans dossier, tenant l'enfant Jésus sur ses genoux. Ses pieds reposent sur un piédestal. Tant le socle que le trône sont ornés de pierres précieuses. Ces mosaïques sont considérées comme une reconstruction des mosaïques du VIe siècle qui furent détruites au cours de la période iconoclaste. Les figures des mosaïques sont disposées sur le fond d'or original du VIe siècle. Les portraits des archanges Gabriel et Michel (en grande partie détruits), sur le bêma de l'arche, datent également du IXe siècle. 
Depuis que Sainte-Sophie est redevenue une mosquée en 2020, ces mosaïques sont masquées en permanence par de grands voiles blancs, bien que les autorités aient initialement prévu de les ouvrir en dehors des heures de prière.

### Mosaïque de l'empereur Alexandre

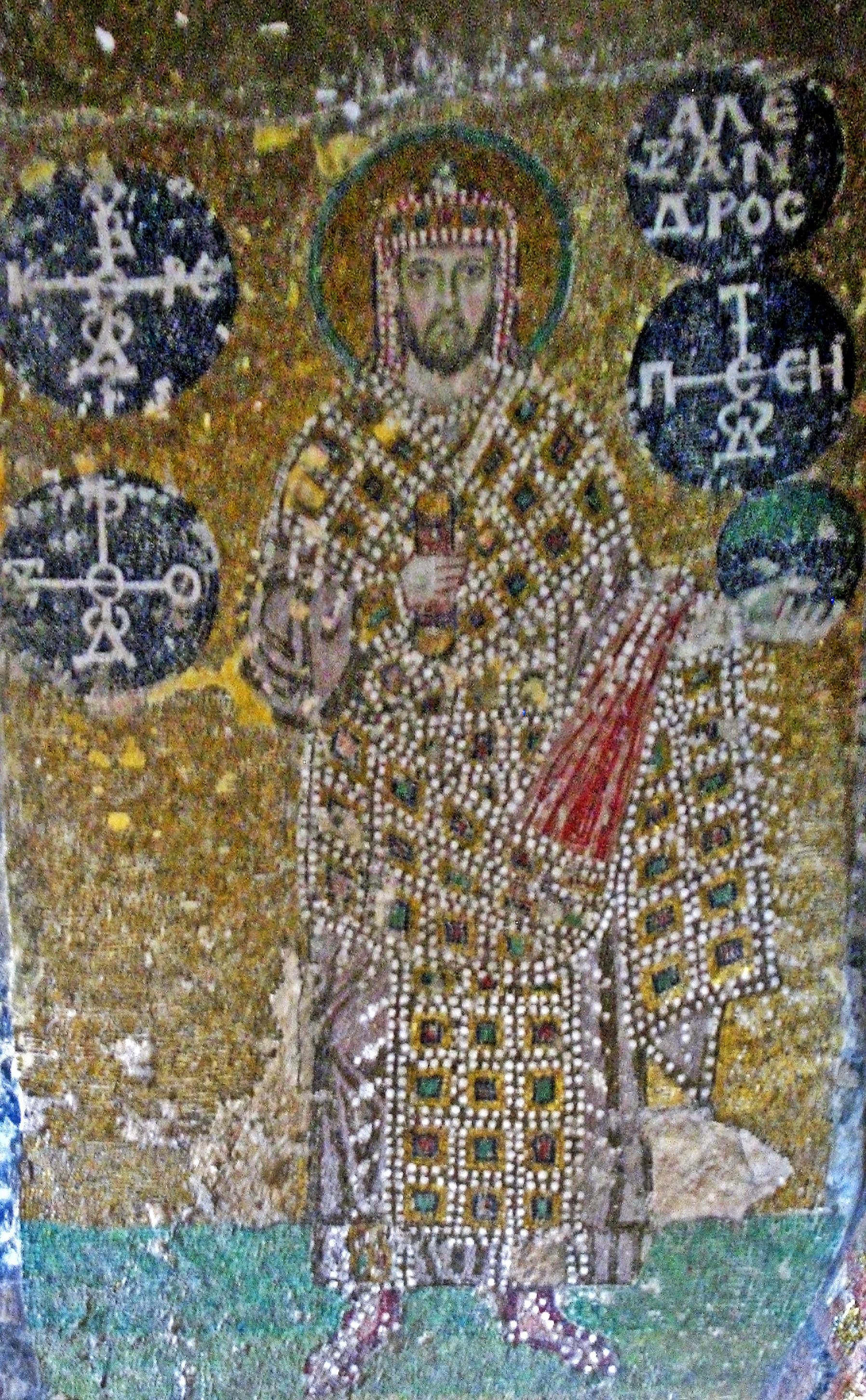
Mosaïque d'Alexandre III.

La mosaïque de l'empereur Alexandre est assez difficile à trouver, cachée dans un coin très sombre du plafond du deuxième étage. Elle représente l'empereur Alexandre III (« ΑΛΕΞΑΝΔΡΟϹ »), dans son manteau impérial, tenant un rouleau dans sa main droite et un orbe (ou globus cruciger, globe portant une croix) dans la gauche. Un dessin de Fossati montre que la mosaïque a survécu jusqu'en 1849, et on pensait qu'elle avait été détruite dans le tremblement de terre de 1894. Elle fut redécouverte en 1958, sous une simple couche de peinture.

### Mosaïque de l'impératrice Zoé

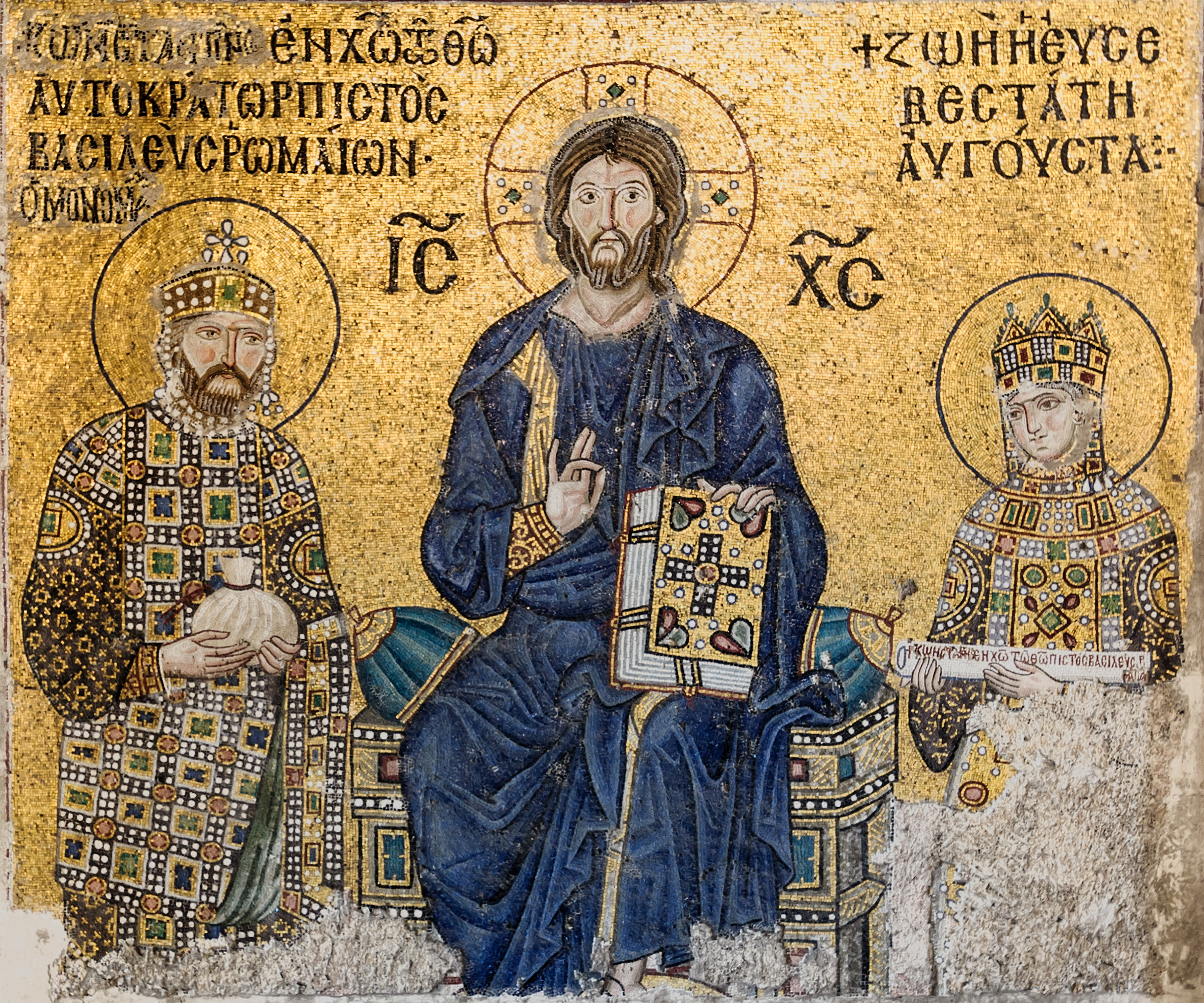
Mosaïque de l'impératrice Zoé.

Cette mosaïque de la galerie sud date du XIe siècle. Le Christ pantocrator, vêtu d'une robe bleu foncé (comme c'est l'usage dans l'art byzantin), est assis au milieu, sur fond d'or, donnant sa bénédiction de la main droite et tenant la Bible de la gauche. De chaque côté de son visage sont disposés les monogrammes « ΙϹ » et « ΧϹ », pour « ΙΗϹΟΥϹ ΧΡΙϹΤΟϹ » (Iēsous Khristos). Il est flanqué de Constantin IX Monomaque et de son épouse l'impératrice Zoé, tous deux en costumes de cérémonie. L'empereur présente une bourse qui rappelle le don qu'il a fait à l'église, alors que Zoé tient un livre, symbole de sa propre donation, portant ces mots : « ΚΩΝϹΤΑΝΤΙΝΟϹ ΕΝ Χ(ΡΙϹΤ)Ω ΤΩ Θ(Ε)Ω ΠΙϹΤΟϹ ΒΑϹΙΛΕΥϹ », « Constantin, pieux empereur dans le Christ Dieu ». L'inscription du côté de l'empereur dit : « ΚΩΝϹΤΑΝΤΙΝΟϹ ΕΝ Χ(ΡΙϹΤ)Ω ΤΩ Θ(Ε)Ω ΑΥΤΟΚΡΑΤΩΡ ΠΙϹΤΟϹ ΒΑϹΙΛΕΥϹ ΡΩΜΑΙΩΝ Ο ΜΟΝΟΜΑΧΟϹ », « Constantin, pieux empereur dans le Christ Dieu, roi des Romains, Monomaque ». L'inscription de l'impératrice se lit comme suit : « ΖΩΗ Η ΕΥϹΕΒΕϹΤΑΤΗ ΑΥΓΟΥϹΤΑ », « Zoé, la très pieuse Auguste ». Ni le visage, ni le nom de l'empereur ne sont ceux d'origine. Il est possible que la mosaïque ait d'abord représenté le premier mari de Zoé, Romain III Argyre, ou son fils adoptif, Michel IV le Paphlagonien.

### Mosaïque des Comnène

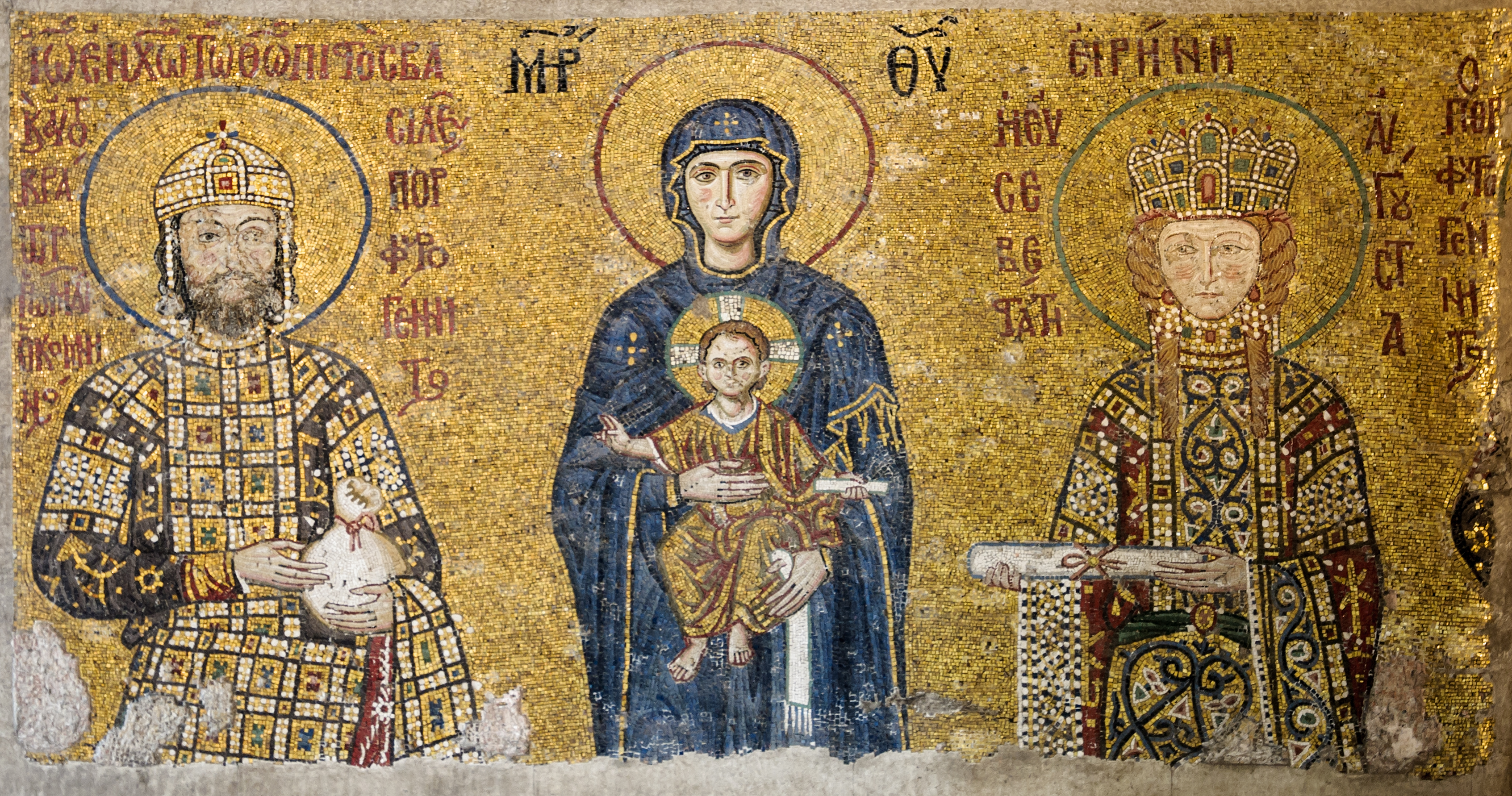
Mosaïque des Comnène.

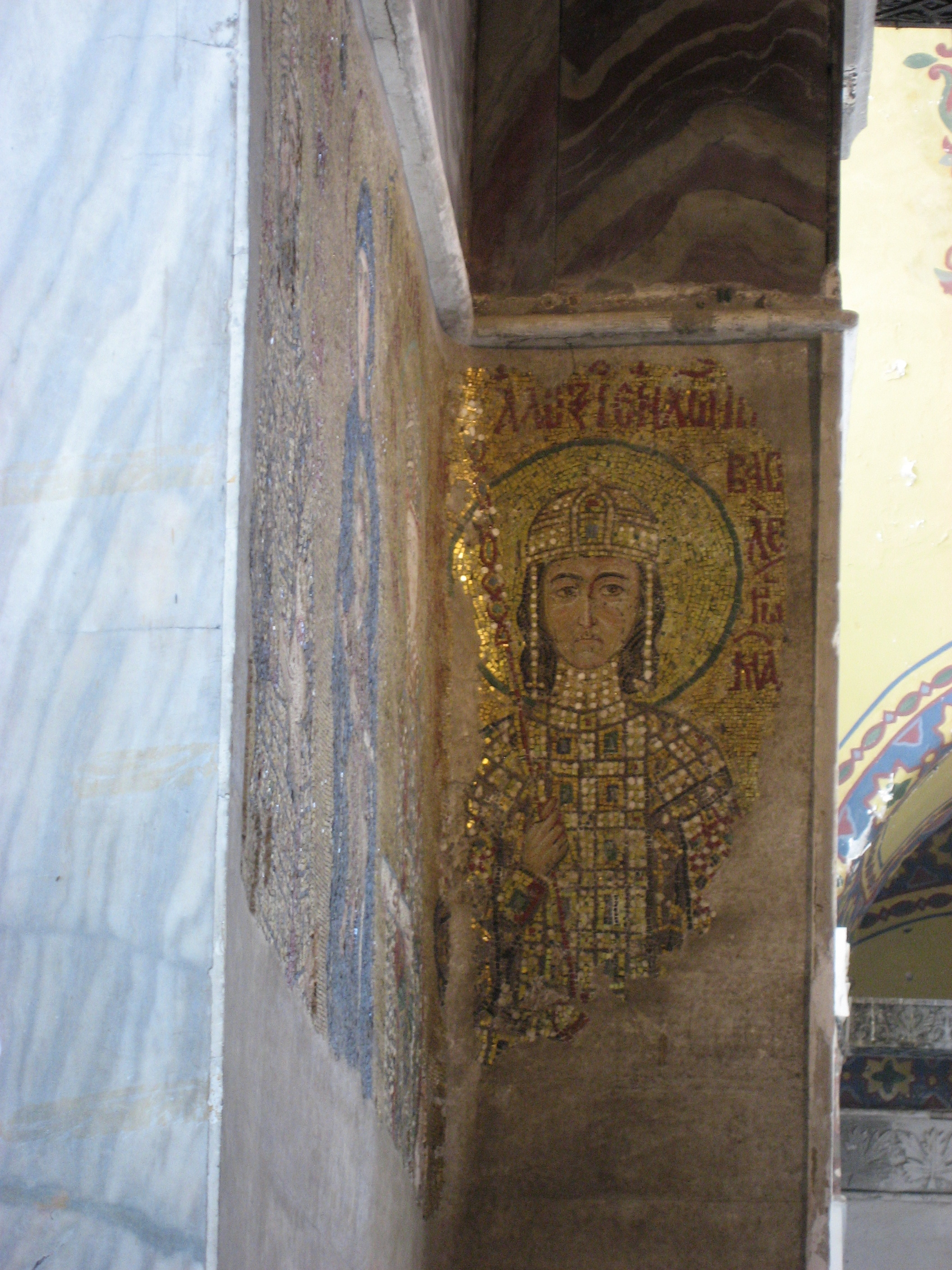
Mosaïque d'Alexis Comnène (pilier droit).

La mosaïque des Comnène est située, elle aussi, sur le mur oriental du côté sud de la galerie. Elle a été exécutée après 1122. La Vierge Marie (« ΜΡ ΘΥ ») est debout au milieu, dans sa robe bleu foncé habituelle dans l'art byzantin. Elle tient sur ses genoux le Christ enfant, qui donne sa bénédiction de la main droite tout en tenant un rouleau dans sa main gauche. Sur son côté droit, l'empereur Jean II Comnène (« ΙΩ(ΑΝΝΗϹ) ΕΝ Χ(ΡΙϹΤ)Ω ΤΩ Θ(Ε)Ω ΠΙϹΤΟϹ ΒΑϹΙΛΕΥϹ ΠΟΡΦΥΡΟΓΕΝΗΤΟϹ, ΑΥΤΟΚΡΑΤΩΡ ΡΩΜΑΙ(ΩΝ) Ο ΚΟΜΝΗΝΟϹ », « Jean, pieux empereur dans le Christ Dieu, Porphyrogénète [c'est-à-dire né dans la pourpre], roi des Romains, Comnène ») est représenté dans un costume brodé de pierreries.
Il tient à la main une bourse, symbole d'une donation impériale à l'église. L'impératrice Irène de Hongrie (« ΕΙΡΗΝΗ Η ΕΥϹΕΒΕϹΤΑΤΗ ΑΥΓΟΥϹΤΑ », « Irène, la très pieuse Auguste ») se tient au côté gauche de la Vierge, en vêtements de cérémonie, présentant un document. Leur fils aîné, le coempereur Alexis Comnène (« ΑΛΕΞΙΟϹ ΕΝ Χ(ΡΙϹΤ)Ω ΠΙ(ϹΤΟϹ) ΒΑϹΙΛΕΥϹ ΡΩΜΑΙ(ΩΝ) », « Alexis, dans le Christ, pieux empereur des Romains »), est représenté sur un pilastre de côté. Ses traits tristes sont le reflet de sa mort, la même année, de la tuberculose. On peut comparer ce groupe avec la mosaïque de l'impératrice Zoé, qui lui est antérieure d'un siècle, et voir l'évolution : l'expression des portraits se trouve maintenant plus réaliste, autrement dit, moins idéalisée. L'impératrice a des cheveux blonds tressés, des joues roses et des yeux gris, propres à montrer ses origines hongroises. L'empereur est représenté dans la dignité.

### Mosaïque de la déisis

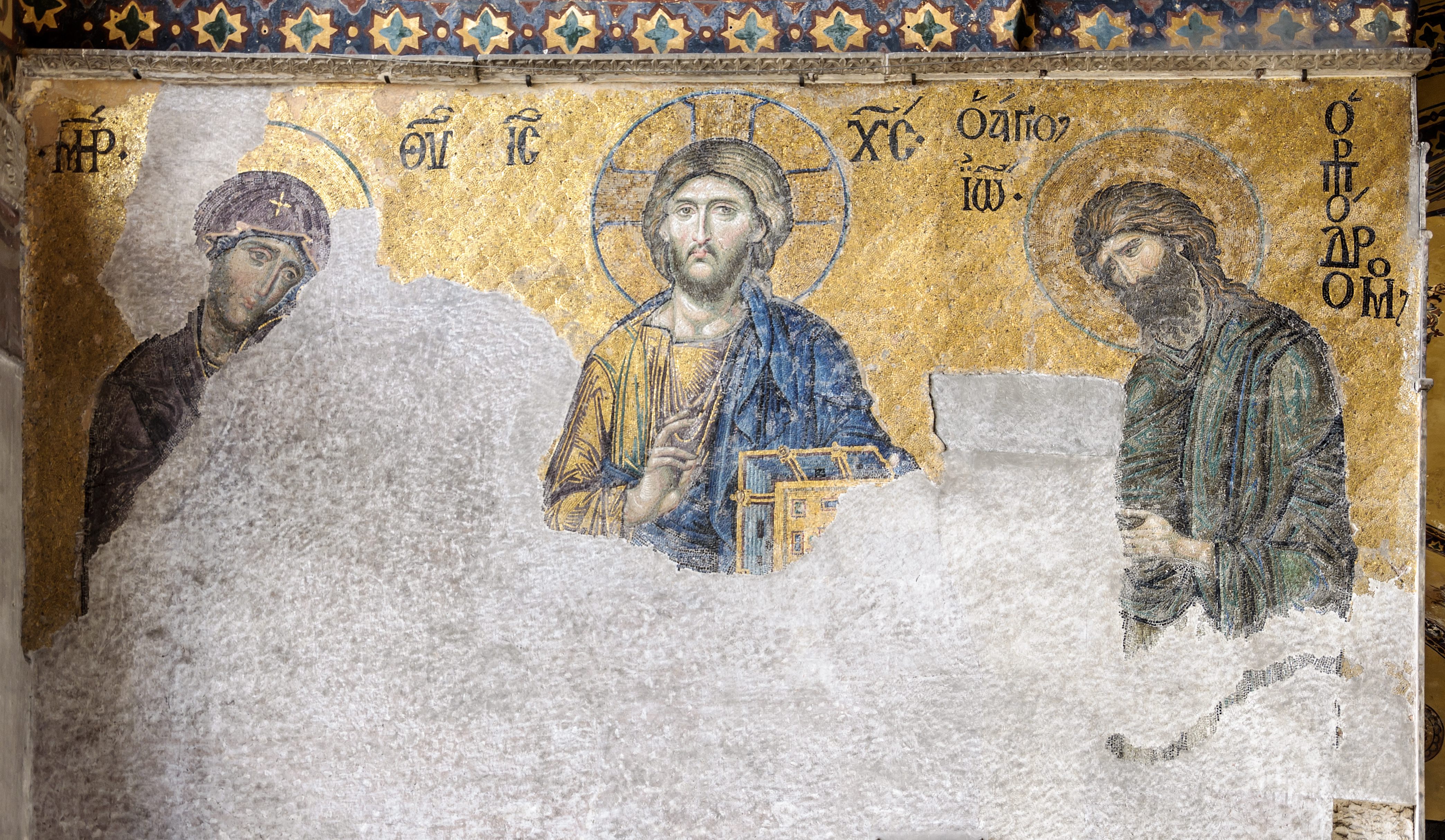
La déisis : la Vierge et Jean Baptiste implorent le Christ.

La mosaïque de la déisis (grec Δέησις : « supplication ») date probablement de 1261. C'est le troisième panneau de la loge impériale de la galerie supérieure. Cette mosaïque est considérée comme un chef-d'œuvre pour la douceur des traits et de l'expression des visages, et aussi comme le début de la renaissance de l'art pictural byzantin. Le style est celui des peintres italiens de la fin des XIIIe – XIVe siècles, comme Duccio. La Vierge Marie (« ΜΡ ΘΥ ») et saint Jean le Baptiste (« Ο ΑΓΙΟϹ ΙΩ. Ο ΠΡΟΔΡΟΜΟϹ » : saint Jean Prodromos, c'est-à-dire Précurseur), tous deux de trois-quarts, implorent l'intercession du Christ pantocrator (« ΙϹ ΧϹ ») pour les péchés de l'humanité lors du Jour du jugement. La partie inférieure de la mosaïque est très détériorée, probablement à cause de la pluie venant de la fenêtre voisine.

### Mosaïques du tympan septentrional
Les mosaïques du tympan nord, situées très en hauteur, figurent quelques saints personnages, parmi lesquels on reconnaît saint Jean Chrysostome (« ΙΩΑΝΝΗϹ Ο ΧΡΥϹΟϹΤΟΜΟϹ », Jean la bouche d'or) et le patriarche Ignace de Constantinople, dit le Jeune (« ΙΓΝΑΤΙΟϹ Ο ΝΕΟϹ »), debout, vêtus de robes blanches brodées de croix et tenant des bibles richement ornées. Les autres ont disparu, probablement lors du tremblement de terre de 1894.

Mosaïques du tympan nord
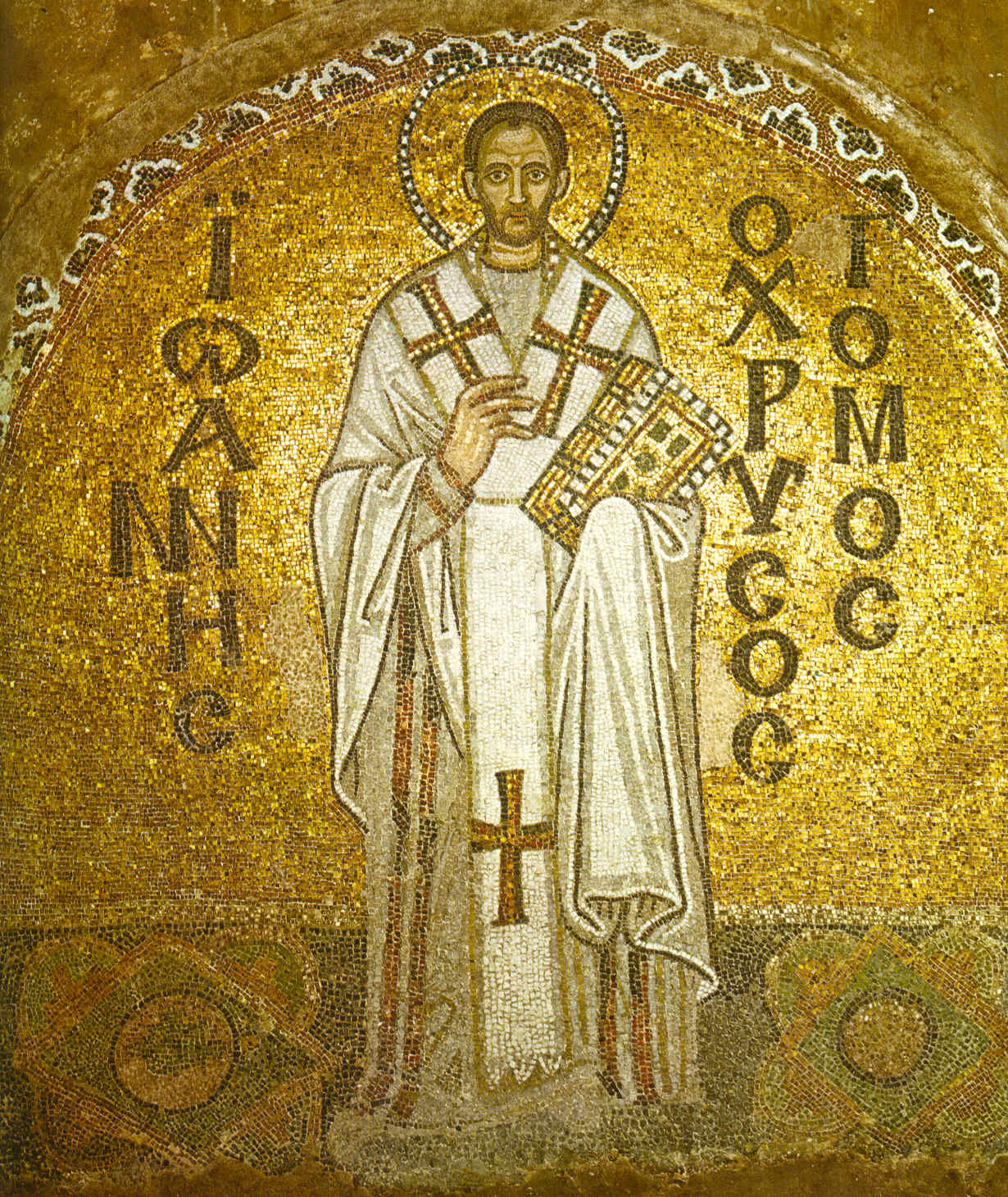
Mosaïque du tympan nord : saint Jean Chrysostome.
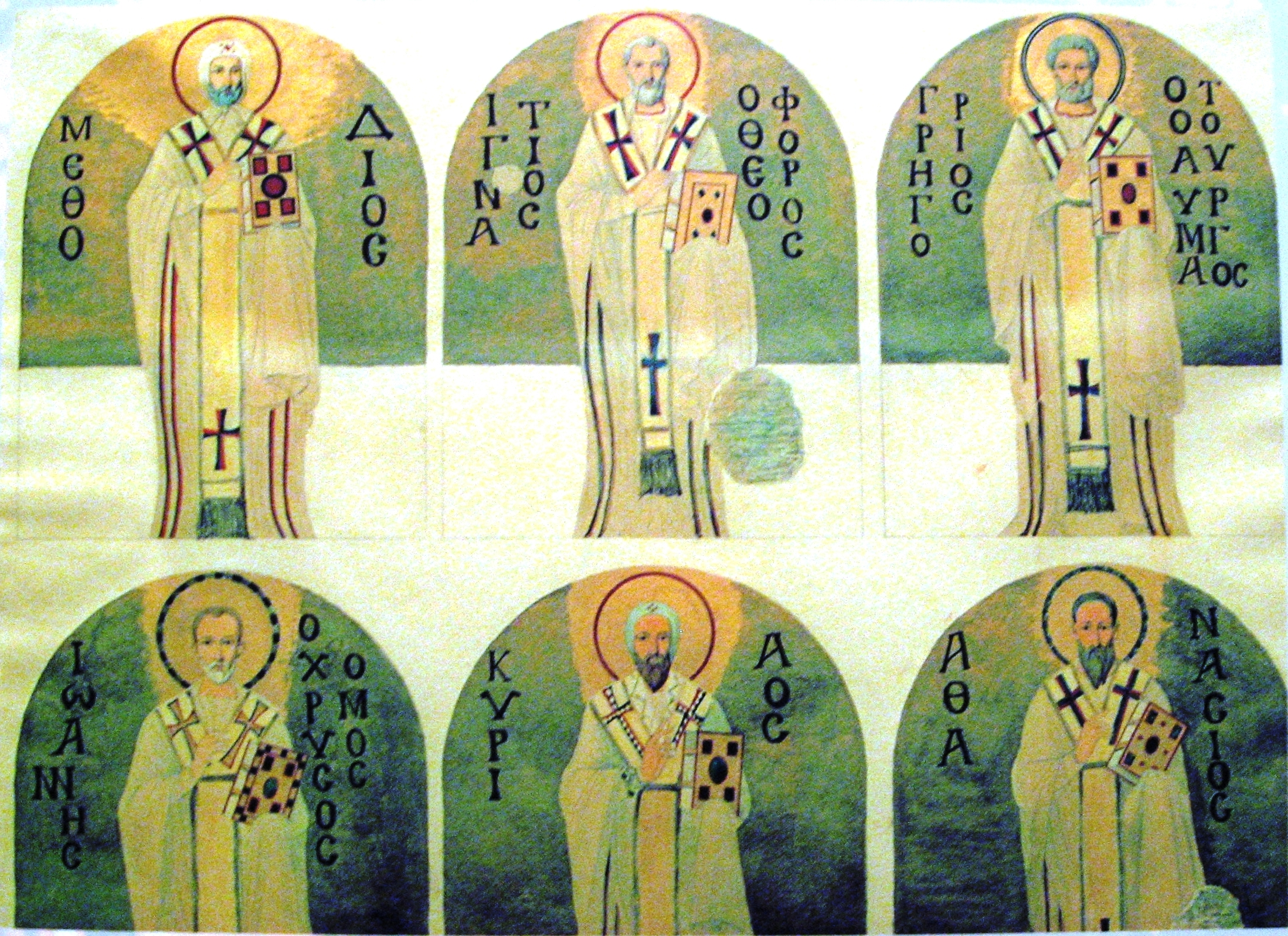
Mosaïques du tympan nord, selon le relevé de Fossati.
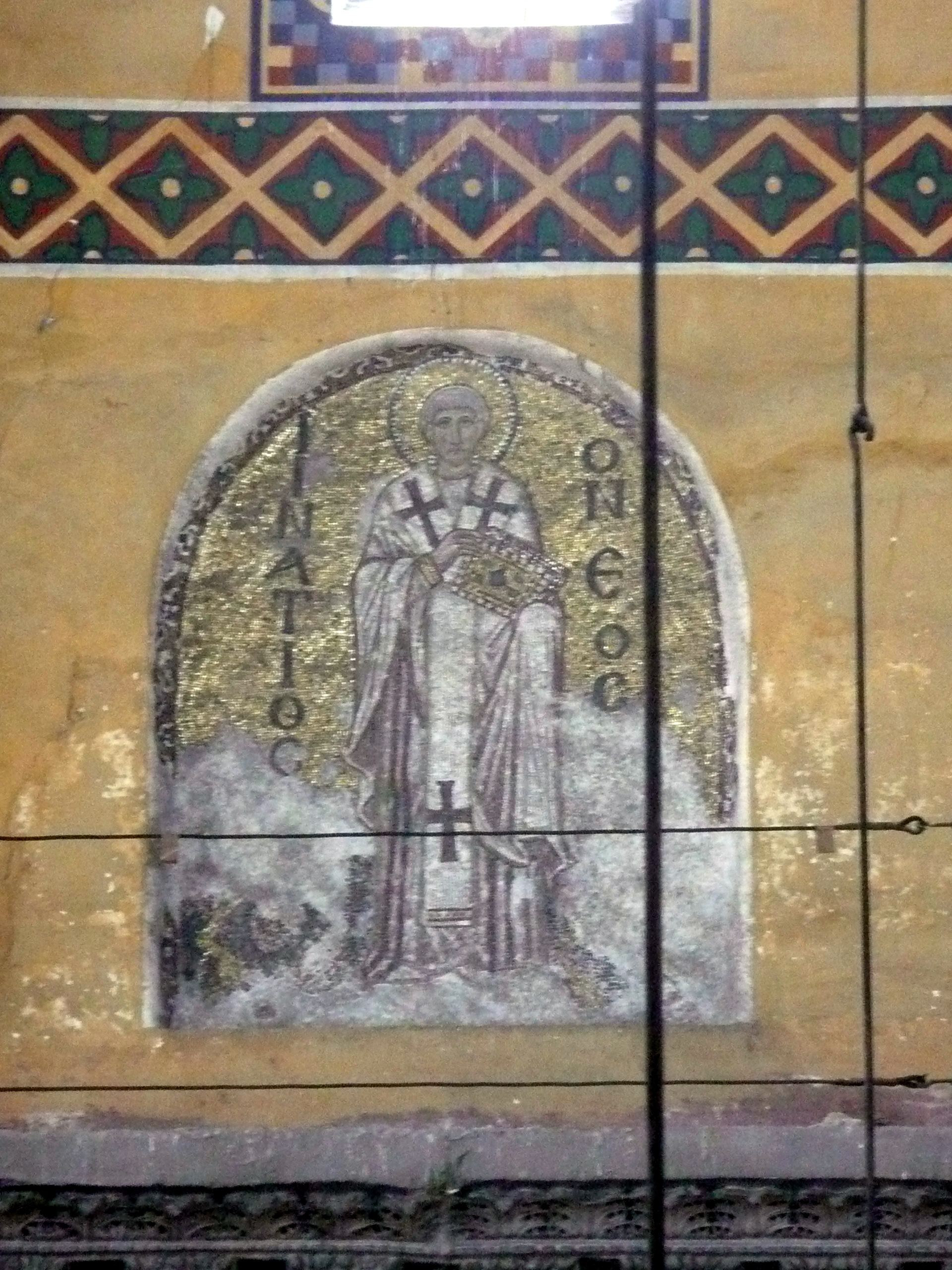
Mosaïque du tympan nord : le patriarche Ignace de Constantinople.

## Panneaux calligraphiés
Huit monumentaux panneaux calligraphiés de forme circulaire sont accrochés aux quatre piliers centraux.

### Description
Les panneaux portent les noms d'Allah, du prophète Mahomet, des quatre premiers califes dits bien guidés (Abu Bakr, Omar, Uthman et Ali), et de deux petits-enfants de Mahomet (Hassan et Hussein). Ces noms sont calligraphiés en thuluth jali, en or sur fond vert. Les panneaux mesurent 7,5 mètres de diamètre et les lettres ont une épaisseur de 35 cm.

### Histoire
Le calligraphe Kazasker İzzed Effendi (en) les a composés en 1859, et agrandis en utilisant une méthode de grille proposée par Mustafa Râkim (en).

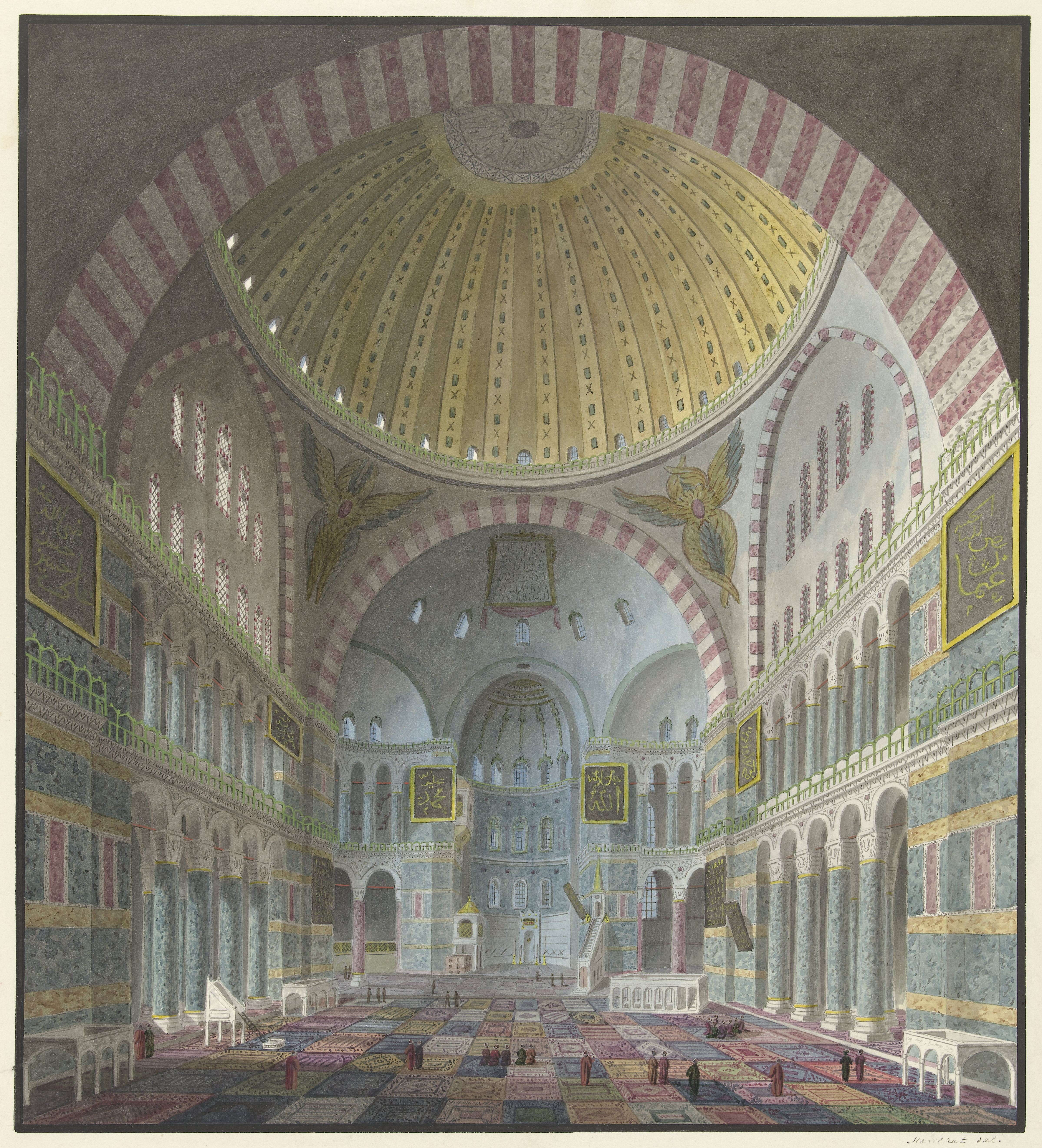
Intérieur de la mosquée par Prosper Marilhat avec les premiers panneaux rectangulaires.

Avant 1859, des panneaux similaires existaient déjà dans l'édifice, installés lors de sa restauration en 1847-1849 par le sultan Abdülmecid, sous la direction des frères Gaspare et Giuseppe Fossati. Mais ces panneaux originaux étaient rectangulaires, plus petits, et n'étaient qu'au nombre de six, Hassan et Hussein n'étant pas encore inclus. Le choix de ces huit noms, que l'on retrouve à cette époque dans un grand nombre de commandes ottomanes, en particulier architecturales, est le signe des ambitions panislamiques de cet empire sunnite, les deux derniers noms (Hassan et Hussein) étant destinés à faire écho dans le monde chiite. C'est ainsi qu'on trouve dès 1851 des panneaux semblables à ceux installés à Sainte-Sophie en 1859, portant les mêmes huit noms, en plus petits, dans la mosquée Hırka-i Şerif (en) à Istanbul ; ils y sont calligraphiés par le sultan Abdülmecid en personne, qui a fait construire cette mosquée pour abriter un manteau du prophète,. On retrouve le motif de ces panneaux jusqu'au début du XXe siècle dans le wagon-mosquée du chemin de fer du Hedjaz, où la calligraphie est presque identique à ceux de Sainte-Sophie.
Lors de la conversion de Sainte-Sophie en musée en 1935, ces panneaux auraient dû être retirés mais n'ont pu l'être car ils ne passaient pas les portes. Ils ont donc été simplement décrochés et exposés dans le musée. Ils ont été à nouveau accrochés en 1953, pour le 500e anniversaire de la prise de Constantinople par les Ottomans et la conversion de la basilique en mosquée.
Selon Talip Mert de l'université de Marmara, « en termes de taille, les panneaux de Sainte-Sophie sont uniques, et en termes de valeur artistique, ils sont parmi les plus importants de l'histoire de la calligraphie ».

Panneaux calligraphiés
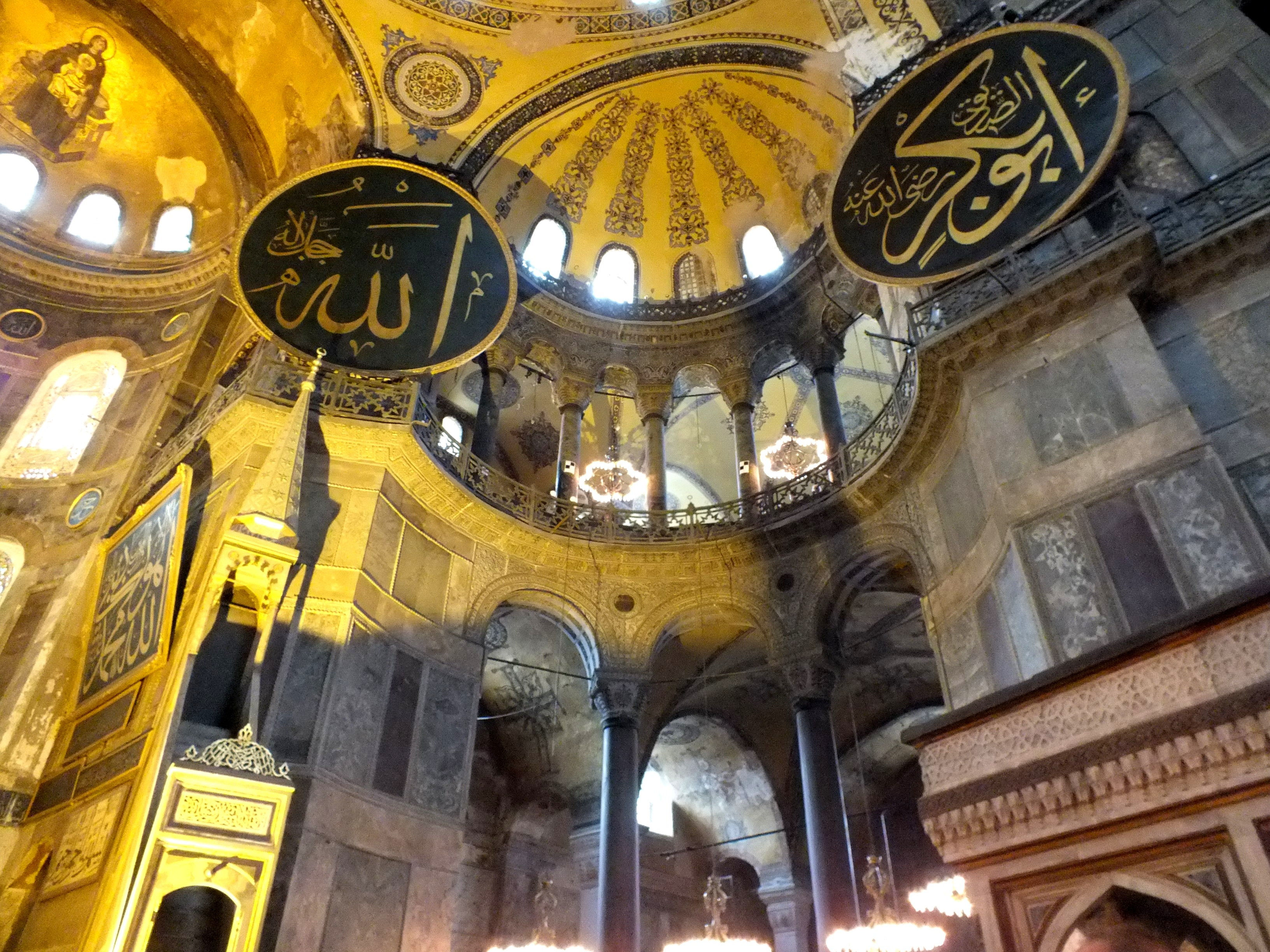
Allah (الله, à g.) Abu Bakr (أبو بكر, à d.)
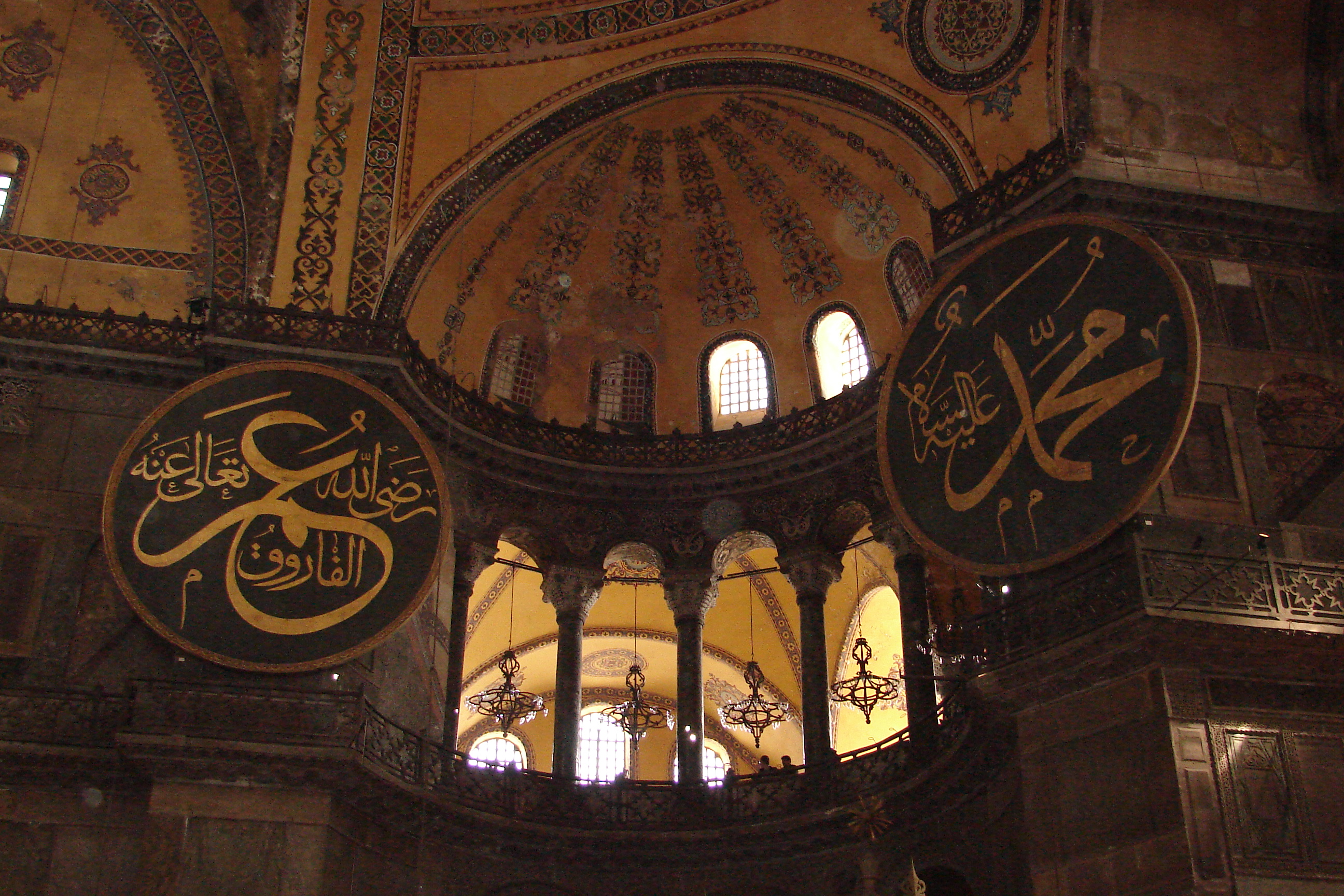
Mahomet (محمّد, à d.) Omar (عمر, à g.)
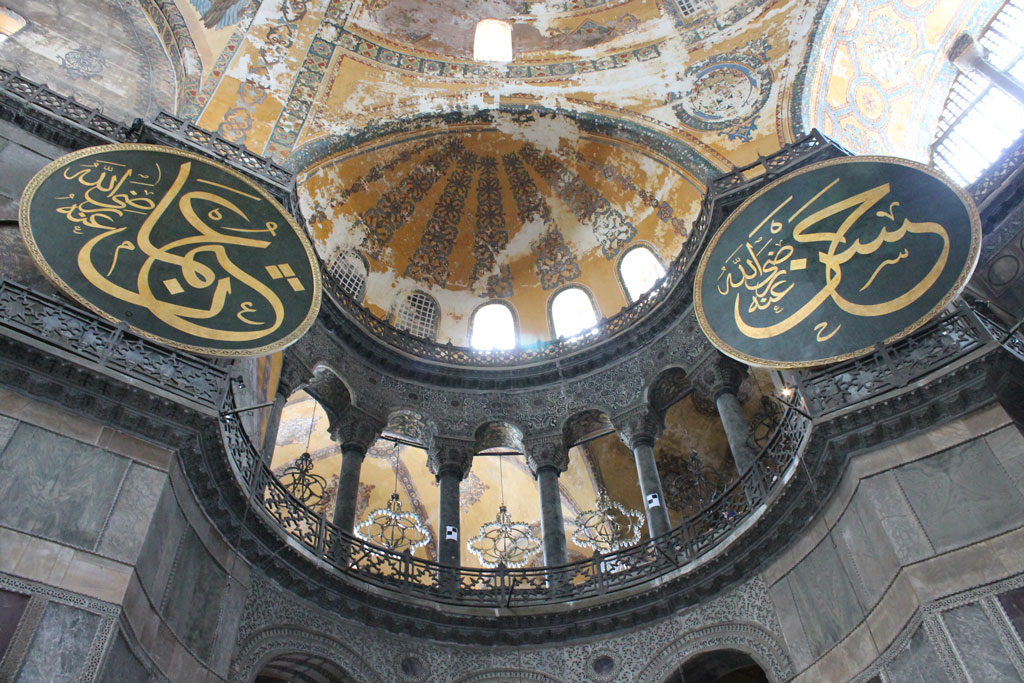
Othman (عثمان, à g.) Hassan (حسن, à d.)
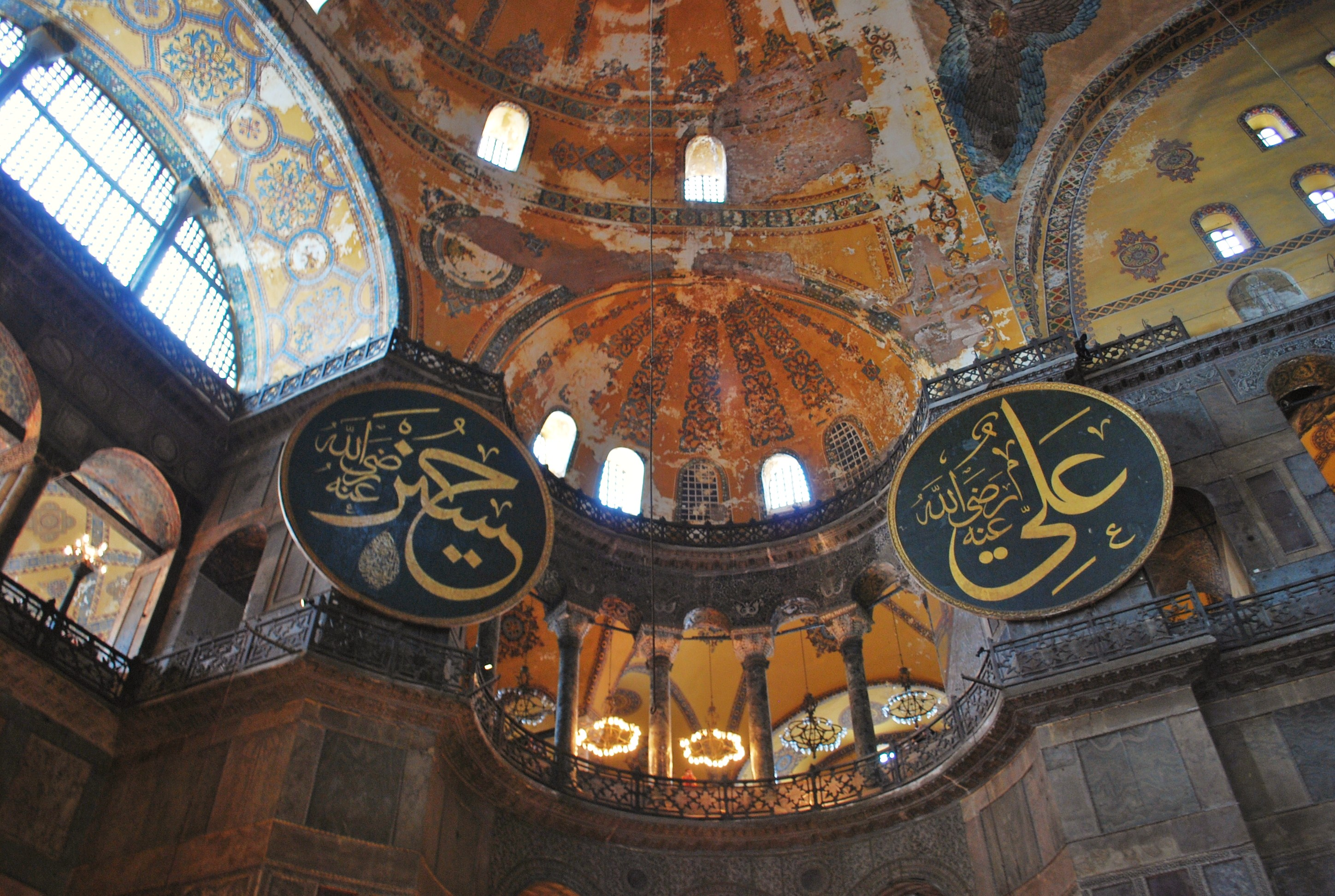
Ali (علي, à d.) Hussein (حسين, à g.)

## Dans la culture populaire
- Sainte-Sophie peut être construite comme merveille mondiale dans plusieurs opus de la franchise de jeux vidéo Sid Meier's Civilization (Civilization III, Civilization IV, Civilization V, Civilization VI, Civilization : Call to power et Call to Power II).